# Объекты материального культурного наследия Узбекистана республиканского значения
Объекты материального культурного наследия Узбекистана республиканского значения — ансамбли, достопримечательности и памятники, включённые в Национальный перечень объектов недвижимости материального культурного наследия Узбекистана и представляющие историческую, научную, архитектурную, художественную и мемориальную ценность, имеющие особое значение для истории и культуры всей страны.

## Каракалпакстан
| Номер в перечне | Название | Изображение | Периоды        | Адрес и координаты | Тип и право на недвижимость                                      |
| --------------- | --- | ----------- | -------------- | ------------------ | ---------------------------------------------------------------- |
| 1               | Бештуба (узб. Бештуба тепалиги)                                                                                                   |             | I—V века       | Аул Назархан       | Археологический памятник Государственная собственность           |
| 2               | Назархан-кала (узб. Назарханқалъа)                                                                                                |             | XVIII—XIX века | Аул Назархан       | Археологический памятник Государственная собственность           |
| 3               | Назархан динг (узб. Назархан динг минораси)                                                                                       |             | XVIII—XIX века | Аул Кипчак         | Археологический памятник Государственная собственность           |
| 4               | Чилпык (узб. Чилпиқ) |             | X—XIII века    | Аул Кипчак         | Археологический памятник Государственная собственность           |
| 5               | Калажик (узб. Қалъажик қурғони)                                                                                                   |             | XIII—XIV века  | Аул Кипчак         | Археологический памятник Государственная собственность           |
| 6               | Кожакул динг (сигнальная башня) (узб. Қожакул динг минораси)                                                                      |             | XII—XIV века   | Аул Кипчак         | Археологический памятник Государственная собственность           |
| 7               | Медресе Ходжанияз-бий тас (узб. Хожанияз бий тас мадрасаси)                                                                       |             | XVIII—XIX века | Аул Кипчак         | Археологический памятник Государственная собственность           |
| 8               | Бюст Абу Рейхана Беруни (Амударьинский район) (узб. Абу Райҳон Беруний бюсти)                                                     |             | 1996 год       | Аул Байаул         | Археологический памятник Государственная собственность           |
| 9               | Памятник в память о погибших во Второй мировой войне (узб. Иккинчи жаҳон урушиида ҳалок бўлганлар ҳотирасига ўрнатилган ёдгорлик) |             | 1975 год       | Аул Чордара        | Памятник монументального искусства Государственная собственность |
| 10              | Памятник в память о погибших во Второй мировой войне (узб. Иккинчи жаҳон урушиида ҳалок бўлганлар ҳотирасига ўрнатилган ёдгорлик) |             | 1985 год       | Аул Кылычбай       | Памятник монументального искусства Государственная собственность |
| 11              | Памятник в память о погибших во Второй мировой войне (узб. Иккинчи жаҳон урушиида ҳалок бўлганлар ҳотирасига ўрнатилган ёдгорлик) |             | 1985 год       | Аул Хитай          | Памятник монументального искусства Государственная собственность |
| 12              | Памятник в память о погибших во Второй мировой войне (узб. Иккинчи жаҳон урушиида ҳалок бўлганлар ҳотирасига ўрнатилган ёдгорлик) |             | 1984 год       | Аул Буз-яп         | Памятник монументального искусства Государственная собственность |
| 13              | Бюст Абу Али ибн Сины (Амударьинский район) (узб. Абу Али ибн Сино бюсти)                                                         |             | 2005 год       | Аул Навои          | Памятник монументального искусства Государственная собственность |
| 14              | Памятник Абу Али ибн Сине (Амударьинский район) (узб. Абу Али ибн Сино ҳайкали)                                                   |             | 2014 год       | Аул Навои          | Памятник монументального искусства Государственная собственность |
| 15              | Мавзолей Хаджи Ишан баба (узб. Хажи Ишан бобо мақбараси)                                                                          |             | XIX—XX века    | Аул Кыпчак         | Достопримечательность Государственная собственность              |

| Номер в перечне | Название | Изображение | Периоды                                            | Адрес и координаты                                    | Тип и право на недвижимость                                      |
| --------------- | --- | ----------- | -------------------------------------------------- | ----------------------------------------------------- | ---------------------------------------------------------------- |
| 16              | Акчахан-кала (Казаклы-яткан) (узб. Ақчахан қалъа (Қазақли ятқан))                                                                 |             | IV-III века до н. э. — IV век                      | Аул Азад                                              | Археологический памятник Государственная собственность           |
| 17              | Аяз-кала 1 (узб. Аязқалъа 1) |             | IV—III века до н. э.                               | Аул Кызыл-кала                                        | Археологический памятник Государственная собственность           |
| 18              | Дали-кала (узб. Дали қалъа) |             | III век                                            | Аул Азад                                              | Археологический памятник Государственная собственность           |
| 19              | Карнай—кала (узб. Карнай қалъа)                                                                                                   |             | VII—VIII века                                      | Аул Азад                                              | Археологический памятник Государственная собственность           |
| 20              | Большая Кара-тепа 1 (узб. Катта Қоратепа-1)                                                                                       |             | III—IV, VI—VII века                                | Аул Дустлик                                           | Археологический памятник Государственная собственность           |
| 21              | Кара-тепа 2 (узб. Қоратепа-2) |             | XIII—XIV века                                      | Аул Дустлик                                           | Археологический памятник Государственная собственность           |
| 22              | Кара-тепа 3 (узб. Қоратепа-3) |             | XIII—XIV века                                      | Аул Дустлик                                           | Археологический памятник Государственная собственность           |
| 23              | Кара-тепа 4 (узб. Қоратепа-4) |             | III—IV века                                        | Аул Дустлик                                           | Археологический памятник Государственная собственность           |
| 24              | Кият-кала (узб. Қиёт қалъа) |             | IX—XIV века                                        | Махалля Кият                                          | Археологический памятник Государственная собственность           |
| 25              | Кызыл-кала (узб. Қизилқалъа) |             | I—IV века                                          | Аул Кызыл-кала                                        | Археологический памятник Государственная собственность           |
| 26              | Копан-кала (Кабанулган) (узб. Копан қалъа (Қабанульган))                                                                          |             | VII—VIII века                                      | Аул Мактумкули                                        | Археологический памятник Государственная собственность           |
| 27              | Султан Увайс бобо (сигнальная башня) (узб. Султан Увайс бобо минораси)                                                            |             | ХII—ХIV, XVI—XIX века                              | Аул Дустлик                                           | Археологический памятник Государственная собственность           |
| 28              | Пил-кала (узб. Пилқалъа) |             | IV—III века до н. э., IV—IX века, ХI—ХIII/XIV века | Аул Шимом                                             | Археологический памятник Государственная собственность           |
| 29              | Свенд-тепа (узб. Свенд тепа) |             | III—IV века                                        | Аул Кызыл-кала                                        | Археологический памятник Государственная собственность           |
| 30              | Ташкирман-тепа (узб. Ташқирмонтепа)                                                                                               |             | V—IV века до н. э., IV век                         | Аул Тинчлик                                           | Археологический памятник Государственная собственность           |
| 31              | Шейтлик (узб. Шейтлик) |             | VII—VIII века                                      | Аул Дустлик                                           | Археологический памятник Государственная собственность           |
| 32              | Мавзолей Валий ата (святыня) (узб. Валий ата мақбараси (зиёратгох))                                                               |             | XIX век                                            | Аул Дустлик (кладбище Султан Увайс бобо)              | Архитектурный памятник Государственная собственность             |
| 33              | Мавзолей Кечирмас бобо (святыня) (узб. Кечирмас бобо мақбараси (зиёратгох))                                                       |             | ХII—ХIV, XVI—XIX века                              | Ул. Беруний, кладбище Кечирмас бобо, махалля Гулистан | Архитектурный памятник Государственная собственность             |
| 34              | Мавзолей Султан Увайс бобо (святыня) (узб. Султон Увайс бобо мақбараси, мажмуаси (зиёратгох))                                     |             | ХII—ХIV, XVI—XIX века                              | Аул Дустлик (кладбище Султан Увайс бобо)              | Архитектурный памятник Государственная собственность             |
| 35              | Мавзолей Шейх Аббас Вали (святыня) (узб. Шайх Аббос Вали мақбараси (зиёратгох))                                                   |             | ХII—ХIV, XXI века                                  | кладбище Шейх Аббас Вали, Махалля Хоразм              | Архитектурный памятник Государственная собственность             |
| 36              | Мавзолей Шинор бобо (святыня) (узб. Шинор бобо мақбараси (зиёратгох))                                                             |             | XIV—XIX века                                       | Аул Дустлик (кладбище Султан Увайс бобо)              | Архитектурный памятник Государственная собственность             |
| 37              | Памятник Абу Рейхану Беруни (Берунийский район) (узб. Абу Райҳон Беруний ҳайкали)                                                 |             | 1980 год                                           | Ул. Халклар дустлиги, Парк им. Беруни                 | Памятник монументального искусства Государственная собственность |
| 38              | Памятник погибшим в афганской войне (узб. Афғонистон урушиида ҳалок бўлганларга ёдгорлик)                                         |             | 2006 год                                           | Ул. Кият, рядом автовокзала                           | Памятник монументального искусства Государственная собственность |
| 39              | Памятник в память о погибших во Второй мировой войне (узб. Иккинчи жаҳон урушиида халок бўлганлар ҳотирасига ўрнатилган ёдгорлик) |             | 1976 год                                           | Ул. Кият, рядом автовокзала                           | Памятник монументального искусства Государственная собственность |
| 40              | Памятник в память о погибших во Второй мировой войне (узб. Иккинчи жаҳон урушиида халок бўлганлар ҳотирасига ўрнатилган ёдгорлик) |             | 1974 год                                           | Аул Саркоп                                            | Памятник монументального искусства Государственная собственность |
| 41              | Символическая могила Абу Рейхана Беруни (узб. Абу Райхон Беруний рамзий қабри)                                                    |             | 1998 год                                           | Махалля Кият                                          | Достопримечательность Государственная собственность              |
| 42              | Могила Муса бахши (узб. Муса бахши қабри)                                                                                         |             | XX век                                             | Аул Дустлик (кладбище Султан Увайс бобо)              | Достопримечательность Государственная собственность              |

| Номер в перечне | Название                                                                                    | Изображение | Периоды                                  | Адрес и координаты                                             | Тип и право на недвижимость                                      |
| --------------- | ------------------------------------------------------------------------------------------- | ----------- | ---------------------------------------- | -------------------------------------------------------------- | ---------------------------------------------------------------- |
| 43              | Порлы-тау (Сигнальная башня) (узб. Порлытаў)                                                |             | II век до н. э., ХII—ХIII, XVII—XIX века | Аул Порлы-тау                                                  | Археологический памятник Государственная собственность           |
| 44              | Кырга-кала (Сигнальная башня) (узб. Қырға қалъа)                                            |             | XII—XIII века                            | Аул Порлы-тау                                                  | Археологический памятник Государственная собственность           |
| 45              | Мавзолей Бердах баба (узб. Бердақ баба мақбараси)                                           |             | XX век                                   | Аул Кук-су, кладбище Каракум ийшан                             | Археологический памятник Государственная собственность           |
| 46              | Памятник участникам Второй мировой войны (узб. Иккинчи жаҳон уруши қатнашчиларига ёдгорлик) |             | 1963 год                                 | Аул Тазгара                                                    | Памятник монументального искусства Государственная собственность |
| 47              | Бюст К. Ауезова (узб. К. Ауезов бюсти)                                                      |             | 1972 год                                 | Аул Тазгара, на территории Чимбайского экономического колледжа | Памятник монументального искусства Государственная собственность |
| 48              | Памятник Омирбеку лакки (узб. Омирбек лаққи ҳайкали)                                        |             | 2001 год                                 | Махалля Шахтемир                                               | Памятник монументального искусства Государственная собственность |
| 49              | Памятник скорбящей Матери (узб. Хасратли Она ёдгорлиги)                                     |             | 1998 год                                 | Махалля Жипек жолы                                             | Памятник монументального искусства Государственная собственность |
| 50              | Бюст Ш. Мусаева (узб. Ш. Мусаев бюсти)                                                      |             | 1991 год                                 | Махалля Гүжимли                                                | Памятник монументального искусства Государственная собственность |
| 51              | Бюст И. Юсупова (узб. И. Юсупов бюсти)                                                      |             | 2014 год                                 | Махалля Конши                                                  | Памятник монументального искусства Государственная собственность |
| 52              | Мавзолей Каракум ийшан (узб. Қарақум ийшан мақбараси)                                       |             | XVIII—XIX века                           | Аул Кук-су, кладбище Каракум ийшан                             | Достопримечательность Государственная собственность              |
| 53              | Ережеп тентек (узб. Ережеп тентек)                                                          |             | XIX век                                  | Аул Таза жол, кладбище Ахун баба                               | Достопримечательность Государственная собственность              |
| 54              | Мавзолей Кунхожа баба (узб. Кунхожа баба мақбараси)                                         |             | XIX век                                  | Аул Кук-су, кладбище Каракум ийшан                             | Достопримечательность Государственная собственность              |
| 55              | Мавзолей Ахун баба (узб. Ахун баба мақбараси)                                               |             | XIX век                                  | Аул Таза жол, кладбище Ахун баба                               | Достопримечательность Государственная собственность              |
| 56              | Мавзолей Акымбета баксы (узб. Ақымбет бақсы мақбараси)                                      |             | XVIII—XIX века                           | Хозяйство Ак алтын                                             | Достопримечательность Государственная собственность              |

| Номер в перечне | Название                                                                                           | Изображение | Периоды                                    | Адрес и координаты      | Тип и право на недвижимость |
| --------------- | -------------------------------------------------------------------------------------------------- | ----------- | ------------------------------------------ | ----------------------- | --- |
| 57              | Аяз-кала 2 (узб. Аязқалъа 2)                                                                       |             | VII—VIII века                              | Аул Гулистан            | Археологический памятник Государственная собственность |
| 58              | Аяз-кала 3 (узб. Аязқалъа 3)                                                                       |             | IV—III века до н. э., III—IV века          | Аул Гулистан            | Археологический памятник Государственная собственность |
| 59              | Буран-кала (узб. Буран қалъа)                                                                      |             | IX—X века                                  | Аул Навои               | Археологический памятник Государственная собственность |
| 60              | Бургут-кала (узб. Бургут қалъа)                                                                    |             | VI—VIII века                               | Аул Кырккыз             | Археологический памятник Государственная собственность |
| 61              | Бурли-кала 1 (узб. Бурли қалъа 1)                                                                  |             | IV—III века до н. э.                       | Аул Шарк Юлдузи         | Археологический памятник Государственная собственность |
| 62              | Бурли-кала 2 (узб. Бурли қалъа 2)                                                                  |             | I век до н. э.                             | Аул Шарк Юлдузи         | Археологический памятник Государственная собственность |
| 63              | Думан-кала 2 (узб. Думан қалъа)                                                                    |             | IV—III век до н. э., I—IV века             | Аул Думан-кала          | Археологический памятник Государственная собственность |
| 64              | Жильдик-кала 2 (узб. Жильдик қалъа)                                                                |             | I—III века                                 | Аул Эллик-кала          | Археологический памятник Государственная собственность |
| 65              | Большой Гульдурсун (узб. Катта Гулдурсин)                                                          |             | IV—III века до н. э., XII—XIII века        | Аул Гульдурсун          | Археологический памятник Государственная собственность |
| 66              | Малый Гульдурсун (узб. Кичик Гулдурсин)                                                            |             | XII—XIII века                              | Аул Гульдурсун          | Археологический памятник Государственная собственность |
| 67              | Большой Кават-кала (узб. Катта Қават қалъа)                                                        |             | IV—III века до н. э., XI—XIII века         | Махалля Кават-кала      | Археологический памятник Государственная собственность |
| 68              | Малый Кават-кала (узб. Кичик Қабат қалъа)                                                          |             | XI—XIII века                               | Махалля Кават-кала      | Археологический памятник Государственная собственность |
| 69              | Большой Кырк-кыз-кала (узб. Катта Қиркқиз қалъа)                                                   |             | IV—III века до н. э., III—IV, VI—VIII века | Махалля Кызыл-кум       | Археологический памятник Государственная собственность |
| 70              | Малый Кырк-кыз-кала (узб. Кичик Қиркқиз қалъа)                                                     |             | IV—III века до н. э., III—IV века          | Махалля Кызыл-кум       | Археологический памятник Государственная собственность |
| 71              | Кургошин-кала (узб. Қўргошин қалъа)                                                                |             | IV—III века до н. э.                       | Махалля Кызыл-кум       | Археологический памятник Государственная собственность |
| 72              | Кош-парсан (узб. Қош Порсан)                                                                       |             | IV—VIII века                               | Аул Гулистан            | Археологический памятник Государственная собственность |
| 73              | Кум-кала (узб. Қумқалъа)                                                                           |             | VII—VIII века                              | Аул Гулдурсун           | Археологический памятник Государственная собственность |
| 74              | Тешик-кала (Ерикли-кала) (узб. Тешик қалъа (Ерикли қала))                                          |             | VII—VIII века                              | Аул Кырк-кыз            | Археологический памятник Государственная собственность |
| 75              | Топрак-кала (узб. Топрақ қалъа)                                                                    |             | I—V века, VI век                           | Аул Шарк юлдузи         | Археологический памятник Государственная собственность |
| 76              | Уй-кала (узб. Уйқалъа)                                                                             |             | VII—VIII века                              | Аул Гулистан            | Археологический памятник Государственная собственность |
| 77              | Якке-парсан (узб. Якка порсан)                                                                     |             | IV—VIII века                               | Аул Гулистан            | Археологический памятник Государственная собственность |
| 78              | Мавзолей Абдулла Норинжон бобо (святыня) (узб. Абдулла Норинжон бобо мақбараси (зиёратгох))        |             | Х—ХII, ХIV, XX века                        | Аул Навоий              | Архитектурный памятник Государственная собственность |
| 79              | Бюст Аль-Хорезми (Элликкалинский район) (узб. Ал-Хоразмий бюсти)                                   |             | 2001 год                                   | Аул Гульдурсун          | Памятник монументального искусства Государственная собственность                                                                                                |
| 80              | Бюст Каландара Байназарова (узб. Қаландар Байназаров бюсти)                                        |             | 2005 год                                   | Аул Тозабог             | Памятник монументального искусства Государственная собственность                                                                                                |
| 81              | Бюст Марата Набиева и Умирбека Эгамбердиева (узб. Марат Набиев ва Умирбек Эгамбердиев бюсти)       |             | 2005 год                                   | Аул Тозабог             | Памятник монументального искусства Государственная собственность                                                                                                |
| 82              | Памятник на площади Независимости (узб. Мустақиллик майдони ёдгорлиги)                             |             | 2000 год                                   | Бустан, ул. Мустакиллик | Памятник монументального искусства Государственная собственность                                                                                                |
| 83              | Памятник скорбящей матери (узб. Мотамсаро она ёдгорлиги)                                           |             | 2003 год                                   | Бустан, парк Ёшлар      | Памятник монументального искусства Государственная собственность                                                                                                |
| 84              | Памятник учителю (узб. Устозга эҳтиром ёдгорлиги)                                                  |             | 2003 год                                   | Бустан, парк Ёшлар      | Памятник монументального искусства Государственная собственность                                                                                                |
| 85              | Бюст Абу Али ибн Сины (Элликкалинский район) (узб. Абу Али Ибн Сино бюсти)                         |             | 2008 год                                   | Бустан                  | Памятник монументального искусства Государственная собственность                                                                                                |
| 86              | Бюст Мухаммада Юсуфа (узб. Мухаммад Юсуф бюсти)                                                    |             | 2004 год                                   | Бустан                  | Памятник монументального искусства Государственная собственность                                                                                                |
| 87              | Бюст Отажона Худойшукурова (узб. Отажон Худайшукуров бюсти)                                        |             | 2007 год                                   | Бустан                  | Памятник монументального искусства. Государственная собственность. Департамент культурного наследия Республики Каракалпакстан на основе оперативного управления |
| 88              | Бюст Абдуллы Алимова (узб. Абдулла Алимов бюсти)                                                   |             | 2000 год                                   | Бустан, Аул Кырккыз     | Памятник монументального искусства Государственная собственность                                                                                                |
| 89              | Мавзолей Курбанбая жырау (узб. Курбонбой жров мақбараси)                                           |             | 1958 год                                   | Аул Навоий              | Достопримечательность Государственная собственность |
| 90              | Мавзолей Героя труда Артыка Балтаева (узб. Меҳнат каҳрамони Артык Балтаев мақбараси)               |             | 1968 год                                   | Аул Навоий              | Достопримечательность Государственная собственность |
| 91              | Мавзолей Героя войны Орынбая Абдуллаева (узб. Уруши қаҳрамони Орынбай Абдуллаев мақбараси)         |             | 1968 год                                   | Аул Навоий              | Достопримечательность Государственная собственность |
| 92              | Мавзолей Народного артиста Отажона Худойшукурова (узб. Халқ артисти Отажон Худойшукуров мақбараси) |             | 1995 год                                   | Аул Навоий              | Достопримечательность Государственная собственность |
| 93              | Памятник воину (узб. Байналминал жангчи ёдгорлиги)                                                 |             | 2005 год                                   | Бустан                  | Достопримечательность Государственная собственность |

| Номер в перечне | Название | Изображение | Периоды                   | Адрес и координаты                                      | Тип и право на недвижимость                                      |
| --------------- | --- | ----------- | ------------------------- | ------------------------------------------------------- | ---------------------------------------------------------------- |
| 94              | Куйик-кала (узб. Куйик қала) |             | VII—VIII века             | Аул Кусхана-тау                                         | Археологический памятник Государственная собственность           |
| 95              | Ийшан-кала (узб. Ийшан кала комплекси) |             | XVIII—ХIХ, XX века        | Аул Жузим-баг                                           | Архитектурный памятник Государственная собственность             |
| 96              | Мавзолей Шиблий ата (святыня) (узб. Шиблий ата мақбараси (зияратгоҳ))                                                                           |             | Х—ХIV, XVIII—ХIХ, XX века | Аул Кумшунгил                                           | Архитектурный памятник Государственная собственность             |
| 97              | Памятник нашим соотечественникам, погибшим на войне в Афганистане (узб. Афғонистон урушиида халок бўлган ватандошларимизга ўрнатилган ёдгорлик) |             | 1992 год                  | Халкабад, на территории школы №14, махалля Нурлы бостан | Памятник монументального искусства Государственная собственность |
| 98              | Памятник нашим соотечественникам, погибшим на войне в Афганистане (узб. Афғонистон урушиида халок бўлган ватандошларимизга ўрнатилган ёдгорлик) |             | 1993 год                  | махалля Гужим терек                                     | Памятник монументального искусства Государственная собственность |
| 99              | Бюст Бердах бобо (узб. Бердақ бобо бюсти) |             | 1991 год                  | Казанкеткен, Аул Казанкеткен                            | Памятник монументального искусства Государственная собственность |
| 100             | Памятник участникам Второй мировой войны (узб. Иккинчи жаҳон уруши қатнашчиларига ёдгорлик)                                                     |             | 1975 год                  | Халкабад, махалля Бахытлы                               | Памятник монументального искусства Государственная собственность |
| 101             | Памятник участникам Второй мировой войны (узб. Иккинчи жаҳон уруши қатнашчиларига ёдгорлик)                                                     |             | 1990 год                  | Районный парк отдыха, махалля Жанабазар                 | Памятник монументального искусства Государственная собственность |
| 102             | Бюст Матеке Жуманазарову (узб. Матеке Жуманазаров бюсти)                                                                                        |             | 1996 год                  | Аул Актуба                                              | Памятник монументального искусства Государственная собственность |
| 103             | Памятник скорбящей матери (узб. Ҳасратли она ёдгорлиги)                                                                                         |             | 2016 год                  | Махалля Маденият                                        | Памятник монументального искусства Государственная собственность |
| 104             | Сапалак палван (узб. Сапалақ палвон) |             | 1902 год                  | Аул Абат                                                | Достопримечательность Государственная собственность              |
| 105             | Жакабай палван (узб. Жақабай палвон) |             | 1910—1977 годы            | Аул Актуба                                              | Достопримечательность Государственная собственность              |
| 106             | Есжан бакши (узб. Есжан бақши) |             | 1901—1952 годы            | Аул Жалпак-жап                                          | Достопримечательность Государственная собственность              |

| Номер в перечне | Название                                                                                           | Изображение | Периоды                      | Адрес и координаты                    | Тип и право на недвижимость                                      |
| --------------- | -------------------------------------------------------------------------------------------------- | ----------- | ---------------------------- | ------------------------------------- | ---------------------------------------------------------------- |
| 107             | Ерназар-кала (Излим жол) (узб. Ерназар қалъа (Излим жол))                                          |             | XVIII—XIX века               | Аул Казакдарья                        | Археологический памятник Государственная собственность           |
| 108             | Молла Пирим-кала (узб. Молла Пирим қалъа)                                                          |             | XVIII—XIX века               | Аул Муйнак                            | Археологический памятник Государственная собственность           |
| 109             | Мавзолей Ажинияза (святыня) (узб. Ажиниёз мақбараси)                                               |             | XIX век                      | Аул Бозатау                           | Архитектурный памятник Государственная собственность             |
| 110             | Мавзолей Хаким ата (Сулейман Бакыргани) (святыня) (узб. Хаким ата мақбараси (Сулайман Бақырғаний)) |             | ХII—ХIII, XX века (1978 год) | Аул Хаким ата                         | Архитектурный памятник Государственная собственность             |
| 111             | Бюст Бердаха (Муйнакский район) (узб. Бердақ бюсти)                                                |             | 1975 год                     | Ул. Ажинияза, рядом кинотеатра Бердах | Памятник монументального искусства Государственная собственность |
| 112             | Памятник участникам Второй мировой войны (узб. Иккинчи жаҳон уруши қатнашчиларига ёдгорлик)        |             | 1970 год                     | Аул Бозатау                           | Памятник монументального искусства Государственная собственность |
| 113             | Памятник участникам Второй мировой войны (узб. Иккинчи жаҳон уруши қатнашчиларига ёдгорлик)        |             | 1970 год                     | Аул Учсай, в посёлке Учсай            | Памятник монументального искусства Государственная собственность |
| 114             | Памятник скорбящей матери (узб. Хасратли Она ёдгорлиги)                                            |             | 2004 год                     | Муйнак, улица Ажинияза                | Памятник монументального искусства Государственная собственность |
| 115             | Мавзолей Ерназар Алакоз (узб. Ерназар Алакоз мақбараси)                                            |             | XVIII—XIX века, 1856 год     | Аул Бозатау                           | Достопримечательность Государственная собственность              |
| 116             | Кладбище кораблей (узб. Кемалар қабристони)                                                        |             | 1970 годы                    | Муйнак                                | Достопримечательность Государственная собственность              |
| 117             | Мавзолей Токпак ата (узб. Тоқпақ ата мақбараси)                                                    |             | ХVII/XVIII—XIX века          | Аул Муйнак                            | Достопримечательность Государственная собственность              |
| 118             | Мавзолей Жантемир ишан (узб. Жантемир ишан мақбараси)                                              |             | XVIII—XIX века               | Аул Хаким ата                         | Достопримечательность Государственная собственность              |

| Номер в перечне | Название                                                                | Изображение | Периоды                                   | Адрес и координаты                    | Тип и право на недвижимость                                      |
| --------------- | ----------------------------------------------------------------------- | ----------- | ----------------------------------------- | ------------------------------------- | ---------------------------------------------------------------- |
| 119             | Дары-кала (узб. Дары қалъа)                                             |             | VII—VIII века                             | Аул Кердер                            | Археологический памятник Государственная собственность           |
| 120             | Крантау (узб. Қырантоғ)                                                 |             | II век до н. э., IV—VII—XIII—XVII—XX века | Аул Крантау                           | Археологический памятник Государственная собственность           |
| 121             | Хайван-кала (узб. Ҳайван қалъа)                                         |             | VII—XI века                               | Аул Кердер                            | Археологический памятник Государственная собственность           |
| 122             | Ток-кала (узб. Токқалъа)                                                |             | IV—III века до н. э., ХIII век            | Посёлок Акмангыт                      | Археологический памятник Государственная собственность           |
| 123             | Памятник Едыге (узб. Едиге ҳайкали)                                     |             | 2002 год                                  | Посёлок Акмангыт, проспект Акмангыт   | Памятник монументального искусства Государственная собственность |
| 124             | Памятник скорбящей матери (узб. Хасратли Она ёдгорлиги)                 |             | 1990 год                                  | Посёлок Акмангыт, проспект Акмангыт   | Памятник монументального искусства Государственная собственность |
| 125             | Аллея поэтов (Нукусский район) (бюсты) (узб. Шоирлар хиёбони (бюстлар)) |             | 2004 год                                  | Посёлок Акмангыт, проспект Акмангыт   | Памятник монументального искусства Государственная собственность |
| 126             | Мавзолей Имам ийшан баба (узб. Имам ийшан баба мақбараси)               |             | XVIII век                                 | Аул Крантау, кладбище Имам ийшан баба | Достопримечательность Государственная собственность              |
| 127             | Мавзолей Азлер баба (узб. Азлер баба мақбараси)                         |             | XVIII век                                 | Аул Саманбай, кладбище Азлер баба     | Достопримечательность Государственная собственность              |
| 128             | Мавзолей Казы мелик (узб. Қазы мелик мақбараси)                         |             | XVIII—XIX века                            | Аул Саманбай, кладбище Азлер баба     | Достопримечательность Государственная собственность              |

| Номер в перечне | Название | Изображение | Периоды              | Адрес и координаты                                                              | Тип и право на недвижимость                                      |
| --------------- | --- | ----------- | -------------------- | ------------------------------------------------------------------------------- | ---------------------------------------------------------------- |
| 129             | Кус-хана динг (узб. Қусхана динги) |             | X—XIV века           | Махалля Кызкеткен                                                               | Археологический памятник Государственная собственность           |
| 130             | Шорша-кала (узб. Шорша қаласы) |             | IV—III века до н. э. | Кладбище Шорша                                                                  | Археологический памятник Государственная собственность           |
| 131             | Памятник Ажиниязу Косыбайулы (Нукус) (узб. Ажиниёз Қосибой ўғли ҳайкали)                                                                       |             | 1999 год             | Ул. Туран                                                                       | Памятник монументального искусства Государственная собственность |
| 132             | Бюст Ажинияза Косыбайулы (Нукус) (узб. Ажиниёз Қосибой ўғли бюсти)                                                                             |             | 1970 год             | Ул. А. Досназарова, возле Нукусского Государственного педагогического института | Памятник монументального искусства Государственная собственность |
| 133             | Бюст Бердаха Каргабайулы (узб. Бердақ Ғарғабай ўғли бюсти)                                                                                     |             | 1970 год             | Ул. А. Досназарова, возле Нукусского Государственного педагогического института | Памятник монументального искусства Государственная собственность |
| 134             | Памятники ветеранам Великой Отечественной войны и памятнику скорбящей Матери (узб. Иккинчи жаҳон уруши қатнашчилари ва Хасратли Она ёдгорлиги) |             | 1967 год             | Ул. А. Досназарова                                                              | Памятник монументального искусства Государственная собственность |
| 135             | Памятник Мирзо Улугбеку (Нукус) (узб. Мирзо Улуғбек ҳайкали)                                                                                   |             | 1987 год             | Гузар Турткуль                                                                  | Памятник монументального искусства Государственная собственность |
| 136             | Памятник Бердаху Каргабайулы (узб. Бердақ Ғарғабай ўғли ҳайкали)                                                                               |             | 1976 год             | Гузар Дустлик, Площадь Независимости                                            | Памятник монументального искусства Государственная собственность |
| 137             | Мавзолей Асана Бегимова (узб. Асан Бегимов мақбараси)                                                                                          |             | XX век               | Кладбище Шорша                                                                  | Достопримечательность Государственная собственность              |
| 138             | Мавзолей Марата Нурмухамедова (узб. Марат Нурмухамедов мақбараси)                                                                              |             | XX век               | Кладбище Шорша                                                                  | Достопримечательность Государственная собственность              |
| 139             | Мавзолей Нажима Даукараева (узб. Нажим Даукараев мақбараси)                                                                                    |             | XX век               | Кладбище Шорша                                                                  | Достопримечательность Государственная собственность              |
| 140             | Мавзолей Наурыза Жапакова (узб. Наурыз Жапаков мақбараси)                                                                                      |             | XX век               | Кладбище Шорша                                                                  | Достопримечательность Государственная собственность              |
| 141             | Мавзолей Садыка Нурымбетова (узб. Садық Нурымбетов мақбараси)                                                                                  |             | XX век               | Кладбище Шорша                                                                  | Достопримечательность Государственная собственность              |
| 142             | Мавзолей Ибрагима Юсупова (узб. Ибрайым Юсупов мақбараси)                                                                                      |             | XX век               | Кладбище Шорша                                                                  | Достопримечательность Государственная собственность              |
| 143             | Мавзолей Чарджау Абдирова (узб. Чарджаў Абдиров мақбараси)                                                                                     |             | XX век               | Кладбище Шорша                                                                  | Достопримечательность Государственная собственность              |

| Номер в перечне | Название                                                                         | Изображение | Периоды     | Адрес и координаты              | Тип и право на недвижимость                                      |
| --------------- | -------------------------------------------------------------------------------- | ----------- | ----------- | ------------------------------- | ---------------------------------------------------------------- |
| 144             | Джана-кала (Таза-кала) (узб. Жаңа қала (Таза қала))                              |             | XIX век     | Аул Атеш                        | Археологический памятник Государственная собственность           |
| 145             | Бюст Ажинияза Косыбайулы (Канлыкульский район) (узб. Ажиниёз Қосибай ўғли бюсти) |             | 1996 год    | Аул Сариолтин                   | Памятник монументального искусства Государственная собственность |
| 146             | Памятник Бегжап (узб. Бегжап ёдгорлиги)                                          |             | 1984 год    | Аул Бегжап                      | Памятник монументального искусства Государственная собственность |
| 147             | Памятник скорбящей Матери (узб. Хасратли Она ёдгорлиги)                          |             | 2004 год    | Районный центр, ул. Гарезсизлик | Памятник монументального искусства Государственная собственность |
| 148             | Бюст поэта Т. Жумамуратова (узб. Шоир Т. Жумамуратов бюсти)                      |             | 2002 год    | Районный центр, ул. Давкараева  | Памятник монументального искусства Государственная собственность |
| 149             | Бюст Ж. Матмуратова (узб. Ж. Матмуратов бюсти)                                   |             | XX век      | Махалля Дустлик                 | Памятник монументального искусства Государственная собственность |
| 150             | Мавзолей Отеша Батыра (узб. Отеш Батыр мақбараси)                                |             | XIX—XX века | Аул Жана-кала                   | Достопримечательность Государственная собственность              |

| Номер в перечне | Название                                                                                    | Изображение | Периоды                       | Адрес и координаты                                     | Тип и право на недвижимость                                      |
| --------------- | ------------------------------------------------------------------------------------------- | ----------- | ----------------------------- | ------------------------------------------------------ | ---------------------------------------------------------------- |
| 151             | Караван-сарай Ажигелди (узб. Ажигелди Карвон саройи)                                        |             | XII век                       | Посёлок Ёшлик                                          | Археологический памятник Государственная собственность           |
| 152             | Акчулак динг (сигнальная башня) (узб. Ақчулак динг)                                         |             | X—XII века                    | Посёлок Акчулак                                        | Археологический памятник Государственная собственность           |
| 153             | Алан-кала (узб. Алан қалъа)                                                                 |             | XII—XIV века                  | Посёлок Ёшлик                                          | Археологический памятник Государственная собственность           |
| 154             | Алан-кала 2 (узб. Алан қалъа-2)                                                             |             | XII—XIV века                  | Посёлок Ёшлик                                          | Археологический памятник Государственная собственность           |
| 155             | Ассекеаудан-кала (узб. Ассекеаўдан қалъа)                                                   |             | XIV век                       | Посёлок Кырк-Кыз                                       | Археологический памятник Государственная собственность           |
| 156             | Бурахан-кала (узб. Бурахан қалъа)                                                           |             | IХ—ХII, XIV века              | Аул Кыпчак                                             | Археологический памятник Государственная собственность           |
| 157             | Галлы гумбез (сигнальная башня) (узб. Галлы гумбез)                                         |             | IX—XI века                    | Посёлок Кубла Устюрт                                   | Археологический памятник Государственная собственность           |
| 158             | Караван-сарай Галлы гумбез (узб. Галлы гумбез)                                              |             | IX—XI века                    | Посёлок Кубла Устюрт                                   | Археологический памятник Государственная собственность           |
| 159             | Даукескен-кала (узб. Даукескен қала)                                                        |             | V—IV века до н. э.            | Аул Устюрт                                             | Археологический памятник Государственная собственность           |
| 160             | Дууана-курган (узб. Дуўана қорған)                                                          |             | IV—III века до н. э., XVI век | Посёлок Ёшлик                                          | Археологический памятник Государственная собственность           |
| 161             | Ербурын-курган (Хантирсек) (узб. Ербурын қалъа (Хантирсек))                                 |             | XVI век                       | Посёлок Кубла Устюрт                                   | Археологический памятник Государственная собственность           |
| 162             | Караван-сарай Белеули (узб. Карвон сарой Белеўли)                                           |             | XII—XIV века                  | Посёлок Ёшлик                                          | Археологический памятник Государственная собственность           |
| 163             | Караван-сарай Ажибай (узб. Карвон сарой Ажибай)                                             |             | IX—XIII века                  | Посёлок Акшолак                                        | Археологический памятник Государственная собственность           |
| 164             | Караван-сарай Косбулак (узб. Карвон сарой Косбулак)                                         |             | XIV век                       | Посёлок Ёшлик                                          | Археологический памятник Государственная собственность           |
| 165             | Казаклы дегиш (сигнальная башня) (узб. Қазақлы дегиш)                                       |             | IX—X века                     | Посёлок Кубла Устюрт                                   | Археологический памятник Государственная собственность           |
| 166             | Караван-сарай Караумбет (узб. Қараумбет Карвон сарой)                                       |             | X—XI века                     | Посёлок Эл обод                                        | Археологический памятник Государственная собственность           |
| 167             | Караумбет (Сигнальная башня) (узб. Қараумбет)                                               |             | IX—XIII века                  | Посёлок Эл обод                                        | Археологический памятник Государственная собственность           |
| 168             | Караван-сарай Куланлы (узб. Қуланлы Карвон сарой)                                           |             | IX—XII века                   | Аул Раушан                                             | Археологический памятник Государственная собственность           |
| 169             | Курганча-кала (Давлетгирей) (узб. Қурганша қалъа (Даўлетгерей))                             |             | X—XIII века                   | Посёлок Ёшлик                                          | Археологический памятник Государственная собственность           |
| 170             | Кустау (сигнальная башня) (узб. Қустаў)                                                     |             | X—XIII века                   | Посёлок Кубла Устюрт                                   | Археологический памятник Государственная собственность           |
| 171             | Кыя жол (узб. Қыя жол)                                                                      |             | XII—XIII века                 | Аул Устюрт                                             | Археологический памятник Государственная собственность           |
| 172             | Кыя жол (башня) (узб. Қыя жол)                                                              |             | XII—XIII века                 | Аул Устюрт                                             | Археологический памятник Государственная собственность           |
| 173             | Назар ата (узб. Назар ата)                                                                  |             | XI—XIII века                  | Посёлок Эл обод                                        | Археологический памятник Государственная собственность           |
| 174             | Пулжай-кала (Жез кемпир) (узб. Пулжай қалъа (Жез кемпир))                                   |             | IX—XIV века                   | Посёлок Эл обод                                        | Археологический памятник Государственная собственность           |
| 175             | Пулжай (узб. Пулжай)                                                                        |             | IX—XIV века                   | Посёлок Эл обод                                        | Археологический памятник Государственная собственность           |
| 176             | Саксаул (башня) (узб. Саксаул)                                                              |             | IX—XII века                   | Аул Раушан                                             | Археологический памятник Государственная собственность           |
| 177             | Саксаул-сай-кала (городище) (узб. Саксауыл сай қалъа)                                       |             | XII—XIII века                 | Аул Раушан                                             | Археологический памятник Государственная собственность           |
| 178             | Судочье (узб. Судочье)                                                                      |             | XII—XIII века                 | Посёлок Кубла Устюрт                                   | Археологический памятник Государственная собственность           |
| 179             | Тайлы (узб. Тайлы)                                                                          |             | XII—XIII века                 | Посёлок Кубла Устюрт                                   | Археологический памятник Государственная собственность           |
| 180             | Томар (узб. Томар)                                                                          |             | IX—XI века                    | Аул Орнек                                              | Археологический памятник Государственная собственность           |
| 181             | Томар-кала (узб. Томарқалъа қўрғони)                                                        |             | XII—XIV века                  | Аул Орнек                                              | Археологический памятник Государственная собственность           |
| 182             | Тупрак-кала (узб. Тупроқ қалъа)                                                             |             | IX—XIV века                   | Аул Адабиёт                                            | Археологический памятник Государственная собственность           |
| 183             | Урга-кала (узб. Урга қалъа)                                                                 |             | X—XIII века                   | Посёлок Кубла Устюрт                                   | Археологический памятник Государственная собственность           |
| 184             | Урга (узб. Урга)                                                                            |             | X—XIII века                   | Посёлок Кубла Устюрт                                   | Археологический памятник Государственная собственность           |
| 185             | Караван-сарай Учкудук (узб. Учқудуқ Карвон сарой)                                           |             | XII—XIII века                 | Посёлок Ёшлик                                          | Археологический памятник Государственная собственность           |
| 186             | Караван-сарай Чурук (узб. Чурук Карвон сарой)                                               |             | XIV век                       | Посёлок Ёшлик                                          | Археологический памятник Государственная собственность           |
| 187             | Шемаха-кала (узб. Шемаха қалъа)                                                             |             | XII—XIV века                  | Посёлок Ёшлик                                          | Археологический памятник Государственная собственность           |
| 188             | Шибинди (узб. Шибинди)                                                                      |             | XII—XIV века                  | Посёлок Ёшлик                                          | Археологический памятник Государственная собственность           |
| 189             | Мавзолей Дауд ата (узб. Дауыт ата мақбараси (зиёратгоҳ))                                    |             | XVIII—XIX века                | Аул Адабиёт                                            | Архитектурный памятник Государственная собственность             |
| 190             | Бюст Бердаха (Кунградский район) (узб. Бердақ бюсти)                                        |             | 1998 год                      | Аул Олтынкуль, ул. Бердаха                             | Памятник монументального искусства Государственная собственность |
| 191             | Бюст В. В. Воскобойникова (узб. В. В. Воскобойников бюсти)                                  |             | 1986 год                      | Проспект Каракалпакстан, перед центральной больницей   | Памятник монументального искусства Государственная собственность |
| 192             | Памятник участникам Второй мировой войны (узб. Иккинчи жаҳон уруши қатнашчиларига ёдгорлик) |             | 1990 год                      | Проспект Каракалпакстан, парк отдыха железнодорожников | Памятник монументального искусства Государственная собственность |
| 193             | Памятник участникам Второй мировой войны (узб. Иккинчи жаҳон уруши қатнашчиларига ёдгорлик) |             | 1996 год                      | Алтынкуль, ул. Сапарбая Арысланова                     | Памятник монументального искусства Государственная собственность |
| 194             | Памятник мученикам (узб. Шахидлар ёдгорлиги)                                                |             | 1992 год                      | Махалля Олтинкул                                       | Памятник монументального искусства Государственная собственность |
| 195             | Монумент книги (узб. Китоб монументи)                                                       |             | XX век                        | Махалля Олтинкул, ул. Арсланова                        | Памятник монументального искусства Государственная собственность |
| 196             | Монумент Независимости (Кунградский район) (узб. Мустақиллик монументи)                     |             | XX век                        | Ул. Мустакиллик, дом 12, рядом районного хокимията     | Памятник монументального искусства Государственная собственность |
| 197             | Мавзолей Абдирамана Отепова (узб. Абдираман Отепов мақбараси)                               |             | XIX—XX века                   | Аул Сууенли                                            | Достопримечательность Государственная собственность              |
| 198             | Мавзолей Пайгамбар-Кыз (узб. Пайғамбар Қиз авлиё)                                           |             | XVIII—XIX века                | Аул Устюрт                                             | Достопримечательность Государственная собственность              |
| 199             | Мавзолей Бурахан ота (узб. Бурахан ота мақбараси)                                           |             | XII—XIV века                  | Аул Кыпчак                                             | Достопримечательность Государственная собственность              |
| 200             | Мавзолей Бола авлия (узб. Бола авлиё мақбараси)                                             |             | XVIII—XIX века                | Аул Устюрт                                             | Достопримечательность Государственная собственность              |

| Номер в перечне | Название                                                                                    | Изображение | Периоды                                        | Адрес и координаты                 | Тип и право на недвижимость                                      |
| --------------- | ------------------------------------------------------------------------------------------- | ----------- | ---------------------------------------------- | ---------------------------------- | ---------------------------------------------------------------- |
| 201             | Абу Муслим-кала (узб. Абу Муслим қалъа)                                                     |             | IХ—ХI, XII—XIV века                            | Аул Койбак                         | Археологический памятник Государственная собственность           |
| 202             | Багдат-кала (узб. Багдат қалъа)                                                             |             | XII—XIV века                                   | Аул Алгабас                        | Археологический памятник Государственная собственность           |
| 203             | Гаур-кала (Султан Уиздак) (узб. Гаур қалъа (Султан Уиздак))                                 |             | IV—III века до н. э., IV век                   | Аул Койбак                         | Археологический памятник Государственная собственность           |
| 204             | Жампык-кала (узб. Жампық қалъа)                                                             |             | IV—III века до н. э., IV, IХ—ХI, XIII—XIV века | Аул Койбак                         | Археологический памятник Государственная собственность           |
| 205             | Куянчик-сай (сигнальная башня) (узб. Қуянчиксай)                                            |             | X—XIII века                                    | Аул Койбак                         | Археологический памятник Государственная собственность           |
| 206             | Кырк-Джигит-кала (узб. Қырық жигиттиң қалъаси)                                              |             | VI—IX века                                     | Аул Кораузак                       | Археологический памятник Государственная собственность           |
| 207             | Серен-кала (узб. Серен қалъа)                                                               |             | XIX век                                        | Аул Кораузак                       | Археологический памятник Государственная собственность           |
| 208             | Мавзолей Кабаклы ата (узб. Қабақлы ата мақбараси)                                           |             | XVIII—XIX века                                 | Аул Кораузак, кладбище Кабаклы ата | Архитектурный памятник Государственная собственность             |
| 209             | Мавзолей Шайх Жалил бобо (узб. Шайх Жалил бобо мақбараси)                                   |             | ХII—ХIV, XIX века                              | Аул Койбак                         | Архитектурный памятник Государственная собственность             |
| 210             | Памятник А. Дустназарову (узб. А. Дўсназаров ҳайкали)                                       |             | 1991 год                                       | Аул Аллаяр Досназаров              | Памятник монументального искусства Государственная собственность |
| 211             | Памятник участникам Второй мировой войны (узб. Иккинчи жаҳон уруши қатнашчиларига ёдгорлик) |             | 1990 год                                       | Аул Коракул                        | Памятник монументального искусства Государственная собственность |
| 212             | Памятник участникам Второй мировой войны (узб. Иккинчи жаҳон уруши қатнашчиларига ёдгорлик) |             | 1990 год                                       | Аул Маданият                       | Памятник монументального искусства Государственная собственность |
| 213             | Памятник скорбящей Матери (узб. Хасратли Она ёдгорлиги)                                     |             | 1990 год                                       | Махалля Есим, ул. Каракалпакстан   | Памятник монументального искусства Государственная собственность |
| 214             | Жиен жирау (узб. Жиен Жыраў)                                                                |             | XVIII век                                      | Аул Кораузяк, кладбище Кабаклы ата | Достопримечательность Государственная собственность              |
| 215             | Мавзолей Куйик Сейт (узб. Куйик Сейт мақбараси)                                             |             | XVIII век                                      | Аул Маданият                       | Достопримечательность Государственная собственность              |
| 216             | Мавзолей Кошкар ата (узб. Қошқар ата мақбараси)                                             |             | XII—XIII века                                  | Аул Маданият                       | Достопримечательность Государственная собственность              |
| 217             | Мавзолей Мурат шейх (узб. Мурат шайх мақбараси)                                             |             | XVIII—XIX века                                 | Аул Маданият                       | Достопримечательность Государственная собственность              |
| 218             | Отеш шаир (узб. Отеш шоир)                                                                  |             | XIX век                                        | Аул Кораузяк, кладбище Кабаклы ата | Достопримечательность Государственная собственность              |
| 219             | Хурлиман баксы (узб. Ҳурлиман бақсы)                                                        |             | XIX—XX века                                    | Аул Кораузяк, кладбище Кабаклы ата | Достопримечательность Государственная собственность              |

| Номер в перечне | Название                                                                                    | Изображение | Периоды            | Адрес и координаты                   | Тип и право на недвижимость                                      |
| --------------- | ------------------------------------------------------------------------------------------- | ----------- | ------------------ | ------------------------------------ | ---------------------------------------------------------------- |
| 220             | Курган Казы баба (узб. Қазы баба қорғаны)                                                   |             | V—IV века до н. э. | Аул А. Мусаев                        | Археологический памятник Государственная собственность           |
| 221             | Курган Сазлы уй (узб. Сазлы уй қорғаны)                                                     |             | V—IV века до н. э. | Аул А. Мусаев                        | Археологический памятник Государственная собственность           |
| 222             | Жана-кала (узб. Жана қалъа)                                                                 |             | XVIII—XIX века     | Аул Сарманбайкуль                    | Археологический памятник Государственная собственность           |
| 223             | Памятник участникам Второй мировой войны (узб. Иккинчи жаҳон уруши қатнашчиларига ёдгорлик) |             | 1990 год           | Аул Мамий                            | Памятник монументального искусства Государственная собственность |
| 224             | Бюст Ажинияза Косыбайулы (Шуманайский район) (узб. Ажиниёз Қосибой ўғли бюсти)              |             | 1994 год           | Махалля Наурыз, перд школой № 16     | Памятник монументального искусства Государственная собственность |
| 225             | Бюст Аяпбергена Мусаева (узб. Аяпберген Мусаев бюсти)                                       |             | Не выявлены        | Аул Саманбайкал                      | Памятник монументального искусства Государственная собственность |
| 226             | Бюст М. Абдуллаева (узб. М. Абдуллаев бюсти)                                                |             | 1995 год           | Аул Саманбайкал                      | Памятник монументального искусства Государственная собственность |
| 227             | Памятник скорбящей матери (узб. Хасратли Она ёдгорлиги)                                     |             | 2014 год           | Махалля Маданият, Ул. Дустлик гузары | Памятник монументального искусства Государственная собственность |
| 228             | Мавзолей А. Мусаева (узб. А. Мусаев мақбараси)                                              |             | 2014 год           | Махалля Маданият, Ул. Дустлик гузары | Достопримечательность Государственная собственность              |

| Номер в перечне | Название                                                                                    | Изображение | Периоды        | Адрес и координаты           | Тип и право на недвижимость                                      |
| --------------- | ------------------------------------------------------------------------------------------- | ----------- | -------------- | ---------------------------- | ---------------------------------------------------------------- |
| 229             | Айдос-кала (Ак жагыс) (узб. Айдос қалъа (Ақ жағыс))                                         |             | XIX век        | Аул Қараой                   | Археологический памятник Государственная собственность           |
| 230             | Барактам 1 (узб. Барактам-1)                                                                |             | V век          | Аул Мулк коракулчилик        | Археологический памятник Государственная собственность           |
| 231             | Барактам 2 (узб. Барактам-2)                                                                |             | V—VI века      | Аул Мулк коракулчилик        | Археологический памятник Государственная собственность           |
| 232             | Жаман-кала (узб. Жаман қалъа)                                                               |             | XVIII—XIX века | Аул Кунграткуль коракулчилик | Археологический памятник Государственная собственность           |
| 233             | Корганча-кала (узб. Қорганша қала)                                                          |             | VII—VIII века  | Аул Кунграткуль коракулчилик | Археологический памятник Государственная собственность           |
| 234             | Кос минар (узб. Қос минар)                                                                  |             | XVIII век      | Аул Кунграткуль коракулчилик | Археологический памятник Государственная собственность           |
| 235             | Кылыч-кала (узб. Қылыш қалъа)                                                               |             | XIX век        | Аул Мулк коракулчилик        | Археологический памятник Государственная собственность           |
| 236             | Мехтер-кала (узб. Мехтерқалъа)                                                              |             | XIX век        | Аул Мулк коракулчилик        | Археологический памятник Государственная собственность           |
| 237             | Так минар (узб. Тақ минар)                                                                  |             | XVIII век      | Аул Кунграткуль коракулчилик | Археологический памятник Государственная собственность           |
| 238             | Памятник участникам Второй мировой войны (узб. Иккинчи жаҳон уруши қатнашчиларига ёдгорлик) |             | 1995 год       | Аул Айдын жол, ул. Дустлик   | Памятник монументального искусства Государственная собственность |
| 239             | Мечеть Мустафа ишан (узб. Мустафа ишан масжиди)                                             |             | XIX—XX века    | Аул Тахтакупир               | Достопримечательность Государственная собственность              |
| 240             | Казы баба ийшан (узб. Қозы баба ийшан)                                                      |             | XIX век        | Аул Кунграткуль              | Достопримечательность Государственная собственность              |

| Номер в перечне | Название | Изображение | Периоды                                     | Адрес и координаты                                   | Тип и право на недвижимость                                      |
| --------------- | --- | ----------- | ------------------------------------------- | ---------------------------------------------------- | ---------------------------------------------------------------- |
| 241             | Адамли-кала (Базерген) (узб. Адамли қалъа (Базерген)) |             | VII—VIII века                               | Аул Жамбаскала                                       | Археологический памятник Государственная собственность           |
| 242             | Анка-кала (узб. Ангка қалъа) |             | I—IV века                                   | Аул Калтаминар                                       | Археологический памятник Государственная собственность           |
| 243             | Атсыз-кала (узб. Атсиз қалъа) |             | VII—VIII века                               | Аул Жамбаскала                                       | Археологический памятник Государственная собственность           |
| 244             | Базар-кала (узб. Базар қалъа) |             | V—III века до н. э., III—IV века            | Аул Калтаминар                                       | Археологический памятник Государственная собственность           |
| 245             | Дингильджи (узб. Дингилджи) |             | V—IV века                                   | Аул Жамбаскала                                       | Археологический памятник Государственная собственность           |
| 246             | Эрес-кала 2 (узб. Эрес қалъа 2) |             | IX—XI века                                  | Аул Калтаминар                                       | Археологический памятник Государственная собственность           |
| 247             | Жамбас-кала 2 (узб. Жамбасқала) |             | IV—III века до н. э., IV век                | Аул Калтаминар                                       | Археологический памятник Государственная собственность           |
| 248             | Каргатишкан-кала 2 (узб. Қарғатишқан қалъа) |             | VIII век                                    | Аул Калтаминар                                       | Археологический памятник Государственная собственность           |
| 249             | Козикирилган-кала 1 (узб. Қозиқирилган қалъа 1) |             | III—IV века                                 | Аул Калтаминар                                       | Археологический памятник Государственная собственность           |
| 250             | Козикирилган-кала 2 (узб. Қозиқирилган қалъа 2) |             | I—IV века                                   | Аул Калтаминар                                       | Археологический памятник Государственная собственность           |
| 251             | Кой-Крылган-кала (узб. Қўй қирилган қалъа) |             | IV—III века до н. э., IV век                | Аул Калтаминар                                       | Археологический памятник Государственная собственность           |
| 252             | Кумбаскан-кала (узб. Қумбосқан қалъа) |             | VII—VIII века                               | Аул А. Дурдиев                                       | Археологический памятник Государственная собственность           |
| 253             | Шурахан-кала (узб. Шўрахон қалъа) |             | IX—XIII века                                | Аул Шурахан                                          | Археологический памятник Государственная собственность           |
| 254             | Эрес-кала 1 (узб. Эрес қалъа 1) |             | IV—III века до н. э., III—IV, VII—VIII века | Аул Калтаминар                                       | Археологический памятник Государственная собственность           |
| 255             | Медресе Каландар доглы (узб. Қаландар доғлы медресе) |             | XVIII—XIX века                              | Аул Шурахан                                          | Архитектурный памятник Государственная собственность             |
| 256             | Куранты (Турткульский район) (узб. Курант (соат минораси)) |             | 1975 год                                    | Ул. Турткуль                                         | Архитектурный памятник Государственная собственность             |
| 257             | Памятник погибшим в афганской войне (узб. Aфғонистон урушиида ҳалок бўлганларга ёдгорлик) |             | 1995 год                                    | Ул. Мустакиллик                                      | Памятник монументального искусства Государственная собственность |
| 258             | Монументальный памятник Ёдгорлик хиёбони (узб. «Ёдгорлик хиёбони» монументал эсдалик) |             | 1976 год                                    | Ул. Хамзы                                            | Памятник монументального искусства Государственная собственность |
| 259             | Бюст Йулдоша Курбонова (узб. Йулдош Қурбанов бюсти) |             | 1986 год                                    | На территории Колледжа сельского хозяйства           | Памятник монументального искусства Государственная собственность |
| 260             | Бюст Героя труда Абажана Дурдиева (узб. Меҳнат қаҳрамони Абажан Дурдиев бюсти) |             | 1986 год                                    | Аул Калтаминар                                       | Памятник монументального искусства Государственная собственность |
| 261             | Памятник Мустакиллик (узб. «Мустақиллик» ёдгорлиги) |             | 1993 год                                    | Площадь Мустакиллик                                  | Памятник монументального искусства Государственная собственность |
| 262             | Комплекс скорбящей Матери (узб. Мотамсаро Она мажмуи) |             | 2003 год                                    | Ул. Мустакиллик                                      | Памятник монументального искусства Государственная собственность |
| 263             | Бюст Народного жырау Узбекистана и Каракалпакстана Курбанбая Тажибаева (узб. Ўзбекистон ва Қорақалпоғистон халқ жрови Қурбанбой Тажибаев бюсти)                                                                             |             | 1980 год                                    | На территории Школы музыки и искусств                | Памятник монументального искусства Государственная собственность |
| 264             | Памятник великому ученому аль-Хорезми (узб. Буюк аллома Ал-Хоразмий монументи) |             | 2010 год                                    | На территории академического лицея                   | Памятник монументального искусства Государственная собственность |
| 265             | Памятник Народному артисту Узбекистана, Каракалпакстана, Туркмении и Татарстана Отажона Худайшукурову (узб. Ўзбекистон, Қорақалпоғистон, Туркманистон ва Татарстон Республикалари халқ артисти Отажон Худойшукуров ҳайкали) |             | 2011 год                                    | Перед Центром культуры и отдыха им. О. Худойшукурова | Памятник монументального искусства Государственная собственность |
| 266             | Памятник великому ученому-медику Абу Али ибн Сине (узб. Буюк тиббиёт алломаси Абу Али Ибн Сино монументи) |             | 2012 год                                    | На территории Медицинской ассоциации                 | Памятник монументального искусства Государственная собственность |
| 267             | Абажан Дурдиев (узб. Абажан Дурдиев) |             | 1977 год                                    | Аул А. Дурдиев                                       | Достопримечательность Государственная собственность              |

| Номер в перечне | Название                                                                                    | Изображение | Периоды                        | Адрес и координаты                 | Тип и право на недвижимость                                      |
| --------------- | ------------------------------------------------------------------------------------------- | ----------- | ------------------------------ | ---------------------------------- | ---------------------------------------------------------------- |
| 268             | Ак-ханака (узб. Ақ ханақи)                                                                  |             | XIII—XIV века                  | Аул Сарышунгил                     | Археологический памятник Государственная собственность           |
| 269             | Гяур-кала (Узбекистан) (узб. Гяурқалъа)                                                     |             | IV—III века до н. э., XIII век | Аул Сарышунгил                     | Археологический памятник Государственная собственность           |
| 270             | Холм Джумарт-кассаба (узб. Жумартқассаб тепалиги)                                           |             | II—XIV века                    | Аул Сарышунгил                     | Археологический памятник Государственная собственность           |
| 271             | Летняя мечеть (узб. Ёзги масжид)                                                            |             | XII—XIV века                   | Аул Сарышунгил                     | Археологический памятник Государственная собственность           |
| 272             | Зимняя мечеть (узб. Қишги масжид)                                                           |             | XII—XIV века                   | Аул Сарышунгил                     | Археологический памятник Государственная собственность           |
| 273             | Гумбаз Шахыб (Етти Кари ийшан) (узб. Гумбаз Шахыб (Етти Кари ийшан))                        |             | XVIII—XIX века                 | Аул Сарышунгил                     | Архитектурный памятник Государственная собственность             |
| 274             | Мечеть Ережеп Халифа (Етти Кари ийшан) (узб. Ережеп Халифа месжиди)                         |             | ХI—ХII, XIII—XIV века          | Аул Сарышунгил                     | Архитектурный памятник Государственная собственность             |
| 275             | Мавзолей Кырк-шопан (узб. Қырқ шопан мақбараси)                                             |             | XIII—XIV века                  | Аул Сарышунгил                     | Архитектурный памятник Государственная собственность             |
| 276             | Мавзолей Мадамин-хана (узб. Мадаминхон мақбараси)                                           |             | XIX век                        | Аул Сарышунгил                     | Архитектурный памятник Государственная собственность             |
| 277             | Мавзолей Мазлум-хана (узб. Мазлумхон мақбараси)                                             |             | XII—XIV век                    | Аул Сарышунгил                     | Архитектурный памятник Государственная собственность             |
| 278             | Мавзолей ребёнка Шамун-Наби (узб. Шамун-Наби боласи мақбараси)                              |             | XIX век                        | Аул Сарышунгил                     | Архитектурный памятник Государственная собственность             |
| 279             | Мавзолей Шамун-Наби (узб. Шамун-Наби мақбараси)                                             |             | XIII—XIV век                   | Аул Сарышунгил                     | Архитектурный памятник Государственная собственность             |
| 280             | Памятник погибшим в афганской войне (узб. Aфғонистон урушиида ҳалок бўлганларга ёдгорлик)   |             | 1990 год                       | Сельскохозяйственный колледж       | Памятник монументального искусства Государственная собственность |
| 281             | Памятник участникам Второй мировой войны (узб. Иккинчи жаҳон уруши қатнашчиларига ёдгорлик) |             | 1990 год                       | Центральный парк культуры и отдыха | Памятник монументального искусства Государственная собственность |
| 282             | Памятник участникам Второй мировой войны (узб. Иккинчи жаҳон уруши қатнашчиларига ёдгорлик) |             | 1989 год                       | Аул Саманкуль                      | Памятник монументального искусства Государственная собственность |
| 283             | Бюст Калдыкараева (узб. Қалдиқараев бюсти)                                                  |             | 1975 год                       | Ул. Дустлик                        | Памятник монументального искусства Государственная собственность |
| 284             | Памятник Ходжейлинской молодёжи (узб. Хўжайли ёшларига ёдгорлик)                            |             | 1984 год                       | Проспект Старого города            | Памятник монументального искусства Государственная собственность |

| Номер в перечне | Название                                                                                    | Изображение | Периоды  | Адрес и координаты                  | Тип и право на недвижимость                                      |
| --------------- | ------------------------------------------------------------------------------------------- | ----------- | -------- | ----------------------------------- | ---------------------------------------------------------------- |
| 285             | Памятник участникам Второй мировой войны (узб. Иккинчи жаҳон уруши қатнашчиларига ёдгорлик) |             | 1989 год | Найманкуль                          | Памятник монументального искусства Государственная собственность |
| 286             | Памятник участникам Второй мировой войны (узб. Иккинчи жаҳон уруши қатнашчиларига ёдгорлик) |             | 1993 год | Ул. Шарафа Рашидова                 | Памятник монументального искусства Государственная собственность |
| 287             | Памятник скорбящей матери (узб. Хасратли Она ёдгорлиги)                                     |             | 1999 год | Ул. Фараби                          | Памятник монументального искусства Государственная собственность |
| 288             | Аллея поэтов (Тахиаташский район) (бюсты) (узб. Шоирлар хиёбони (бюстлар))                  |             | 2000 год | Посёлок Акмангыт, проспект Акмангыт | Памятник монументального искусства Государственная собственность |

## Андижанская область
| Номер в перечне | Название                                                                                           | Изображение | Периоды                    | Адрес и координаты                                     | Тип и право на недвижимость                                      |
| --------------- | -------------------------------------------------------------------------------------------------- | ----------- | -------------------------- | ------------------------------------------------------ | ---------------------------------------------------------------- |
| 1               | Сарвон-тепа (узб. Сарвонтепа)                                                                      |             | VI век до н. э. — VIII век | Махалля Сарвонтепа, ул. Тутзор                         | Археологический памятник Государственная собственность           |
| 2               | Кош-тепа (узб. Қўштепа)                                                                            |             | III—VIII века              | Махалля Найза қайрагоч, ул. С. Зулунова                | Археологический памятник Государственная собственность           |
| 3               | Чордона-тепа (узб. Чордонатепа)                                                                    |             | II—VIII, XIV века          | Махалля Дехконобод, ул. Т. Келдиева                    | Археологический памятник Государственная собственность           |
| 4               | Октуя-тепа (узб. Оқтуятепа)                                                                        |             | V—VIII века                | Махалля Навбахор                                       | Археологический памятник Государственная собственность           |
| 5               | Гостиница Ахмадбека ходжи (узб. Аҳмадбек хожи меҳмонхонаси)                                        |             | 1905—1907 годы             | Махалля Янги турмуш, ул. Ахмадбека ходжи, дом № 7      | Архитектурный памятник Государственная собственность             |
| 6               | Архитектурный комплекс Джами (медресе и минарет) (узб. Жомеъ меъморий мажмуаси(мадраса ва минора)) |             | 1885—1892 годы             | Махалля Эркин, ул. Абдурауфа Фитрата, дом № 256        | Архитектурный памятник Государственная собственность             |
| 7               | Комплекс Калъа (узб. Қалъа мажмуаси)                                                               |             | 1881 годы                  | Махалля Дукчи Эшон, ул. Дукчи эшона, дом № 1           | Архитектурный памятник Государственная собственность             |
| 8               | Медресе Арк ичи (узб. Арк ичи мадрасаси)                                                           |             | XVI век                    | Махалля Дукчи Эшон, ул. Дукчи эшона, дом № 1           | Архитектурный памятник Государственная собственность             |
| 9               | Мечеть Девонабой (узб. Девонабой масжиди)                                                          |             | 1909 год                   | Махалля Мухаммад Алибой, ул. Ислама Каримова           | Архитектурный памятник Государственная собственность             |
| 10              | Хаммам (Андижан) (узб. Ҳаммом биноси)                                                              |             | XX век                     | Махалля Захириддин Мухаммад Бобур, ул. Бозор           | Архитектурный памятник Частная собственность                     |
| 11              | Мечеть Юнусходжи (узб. Юнусхожи масжиди)                                                           |             | XX век                     | Махалля Кенгаш, ул. Кенгаш, дом № 71                   | Архитектурный памятник Государственная собственность             |
| 12              | Этнографическая зона ремесла (Андижан) (узб. Ҳунармандчилик этнографик зонаси)                     |             | XX век                     | Махалля Захириддин Мухаммад Бобур, ул. Бозор, дом № 21 | Архитектурный памятник Частная собственность                     |
| 13              | Айван Рузиахунбая (узб. Рўзиохунбой айвони)                                                        |             | XX век                     | Махалля Янги турмуш, ул. Ахмадбека ходжи, дом № 7      | Архитектурный памятник Государственная собственность             |
| 14              | Здание посольства Китая (Андижан) (узб. Хитой элчихонаси биноси)                                   |             | XX век                     | Махалля Хамкорлик, Навоийское шоссе, дом № 9           | Архитектурный памятник Государственная собственность             |
| 15              | Торговый дом Симхаева (узб. Симхаев савдо уйи)                                                     |             | 1902 год                   | Махалля Мустакиллик, ул. Миллий истиклол, дом № 8      | Архитектурный памятник Государственная и частная собственность   |
| 16              | Мечеть Ахмадбекходжи (узб. Аҳмадбекхожи масжиди)                                                   |             | 1891 год                   | Махалля Эркин, ул. Махмуда Азизова, дом № 31           | Архитектурный памятник Государственная собственность             |
| 17              | Колокольня на русском кладбище (Андижан) (узб. Рус мозори қўнғироқхонаси)                          |             | XX век                     | Махалля Исломобод, ул. Ош                              | Архитектурный памятник Государственная собственность             |
| 18              | Резиденция адвоката Рубо (узб. Адвокат Рубо қароргоҳи)                                             |             | XX век                     | Махалля Мустакиллик, ул. Хамзы Хакимзаде, дом № 18     | Архитектурный памятник Государственная собственность             |
| 19              | Здание мужской гимназии (Андижан) (узб. Эркаклар гимназияси биноси)                                |             | XX век                     | Махалля Мустакиллик, ул. Бектоша Рахимова, дом № 3     | Архитектурный памятник Государственная собственность             |
| 20              | Дом торговца (Андижан) (узб. Савдогар уйи)                                                         |             | XX век                     | Махалля Мустакиллик, ул. Ашурали Хайдарова, дом № 3    | Архитектурный памятник Государственная собственность             |
| 21              | Резиденция коммерсанта (Андижан) (узб. Коммерсант қароргоҳи)                                       |             | XX век                     | Махалля Мустакиллик, ул. Маориф, дом № 19              | Архитектурный памятник Государственная собственность             |
| 22              | Здание Русско-Азиатского банка (Андижан) (узб. Рус-Осиё банки биноси)                              |             | XX век                     | Махалля Мустакиллик, ул. Эмира Умар-хана               | Архитектурный памятник Государственная собственность             |
| 23              | Административное здание (Андижан) (узб. Маъмурий бино)                                             |             | XX век                     | Махалля Мустакиллик, ул. Пушкина, дом № 35             | Архитектурный памятник Государственная собственность области     |
| 24              | Мечеть Сырли (узб. Сирли масжид)                                                                   |             | XX век                     | Махалля Намуна, ул. Шахрихон, дом № 35                 | Архитектурный памятник Частная собственность                     |
| 25              | Мечеть Чинор-таги (узб. Чинортаги масжиди)                                                         |             | XX век                     | Махалля Гайрат, ул. Гайрат                             | Архитектурный памятник Государственная собственность             |
| 26              | Парк культуры и отдыха им. Алишера Навои (Андижан) (узб. Алишер Навоий маданият ва истироҳат боғи) |             | 1930 год                   | Махалля Янги турмуш, Шоссе Алишера Навои               | Архитектурный памятник Государственная собственность             |
| 27              | Баги Бабур (Андижан) (узб. «Боғи Бобур» рамзий қабр музейи)                                        |             | 1993 год                   | Махалля Жахонобод, ул. Бого шамол                      | Архитектурный памятник Частная собственность                     |
| 28              | Мечеть Ханако (узб. Хонақо масжиди)                                                                |             | 1560 год                   | Махалля Хурсандлик, ул. Остонагузар, дом № 71          | Архитектурный памятник Государственная собственность             |
| 29              | Дом Иброхима ходжи (узб. Иброхим хожи уйи)                                                         |             | 1993—2002 годы             | Махалля Саноат, ул. Остонагузар, дом № 71              | Архитектурный памятник Частная собственность                     |
| 30              | Храм Святого Николая Чудотворца (Андижан) (узб. Авлиё Николай черкови биноси)                      |             | 1898 год                   | Махалля Мустақиллик, ул. Бектоша Рахимова              | Архитектурный памятник Государственная собственность             |
| 31              | Обелиск и крест (Андижан) (узб. Обелиск ва хож)                                                    |             | 1876 год                   | Махалля Бустон, ул. Рохат                              | Архитектурный памятник Государственная собственность             |
| 32              | Дом бая (Андижан) (узб. Бой уйи)                                                                   |             | XVII—XVIII века            | Махалля Хутанарык, ул. Чолгузар                        | Архитектурный памятник Государственная собственность             |
| 33              | Здание бывшего банка (Андижан) (узб. Қадимий бино(Қадимги банк биноси))                            |             | конец XIX века             | Махалля Мустакиллик, ул. Маориф, дом № 26              | Архитектурный памятник Государственная собственность             |
| 34              | Служебный дом (Андижан) (узб. Хизмат уйи)                                                          |             | конец XIX века             | Махалля Мустакиллик, ул. Хамзы Хакимзаде, дом № 1      | Архитектурный памятник Частная собственность                     |
| 35              | Дом с болоханой (Андижан) (дом торговца) (узб. Болохонали уй (Тадбикор уйи))                       |             | XX век                     | Махалля Эркин                                          | Архитектурный памятник Частная собственность                     |
| 36              | Здание мечети (Андижан) (узб. Масжид биноси)                                                       |             | XX век                     | Махалля Гумбаз                                         | Архитектурный памятник Государственная собственность             |
| 37              | Комплекс площади скорбыщей Матери (Андижан) (узб. Мотамсаро она майдони мажмуаси)                  |             | 2001 год                   | Махалля Бобур, ул. Абдулхамида Чулпана                 | Памятник монументального искусства Государственная собственность |
| 38              | Памятник Алишеру Навои (Андижан) (узб. Алишер Навоий ҳайкали)                                      |             | 2000 год                   | Махалля Янги турмуш, шоссе Абдулхамида Чулпана         | Памятник монументального искусства Государственная собственность |
| 39              | Памятник орлу (Андижан) (узб. Бургут ёдгорлиги ҳайкали)                                            |             | 1937 год                   | Махалля Янги турмуш                                    | Памятник монументального искусства Государственная собственность |
| 40              | Памятник Захириддину Мухаммаду Бабуру (Андижан) (узб. Заҳириддин Муҳаммад Бобур ҳайкали)           |             | 1993 год                   | Махалля Мустакиллик, шоссе Амира Темура                | Памятник монументального искусства Государственная собственность |
| 41              | Памятник Абдулхамиду Чулпану (Андижан) (узб. Абдулҳамид Чўлпон ҳайкали)                            |             | 1997 год                   | Махалля Каландархона, шоссе Абдулхамида Чулпана        | Памятник монументального искусства Государственная собственность |
| 42              | Аллея Мухаммеда Юсуфа (узб. Муҳаммад Юсуф ҳиёбони)                                                 |             | 2018 год                   | Махалля Узбегим, ул. Амира Темура                      | Памятник монументального искусства Государственная собственность |
| 43              | Йилкычи ота (святыня) (узб. Йилқичи ота зиёратгоҳи)                                                |             | Не выявлены                | Махалля Гумбаз, ул. Аравасоз                           | Достопримечательность Государственная собственность              |
| 44              | Ялангач тура (святыня) (узб. Яланғоч тўра зиёратгоҳи)                                              |             | XIX век                    | Махалля Каландархона                                   | Достопримечательность Государственная собственность              |
| 45              | Бобо Таваккал (святыня) (узб. Бобо Таваккал зиёратгоҳи)                                            |             | X век                      | Махалля Майдонбозор                                    | Достопримечательность Государственная собственность              |
| 46              | Мирпустин ота (святыня) (узб. Мирпўстин ота зиёратгоҳи)                                            |             | IX—X века                  | Махалля Мирпустин                                      | Достопримечательность Государственная собственность              |
| 47              | Мавзолей Кучкорли ота (узб. Қўчқорли ота мақбараси)                                                |             | XVII век                   | Махалля Жумабозор, ул. Бутакара                        | Достопримечательность Государственная собственность              |
| 48              | Ок-гур ота (святыня) (узб. Оқ гўр ота зиёратгоҳи)                                                  |             | XVII век                   | Махалля Маориф, ул. Наримон                            | Достопримечательность Государственная собственность              |
| 49              | Яркендский шейх (святыня) (узб. Ёркентли шайх зиёратгоҳи)                                          |             | XVII век                   | Махалля Гумбаз, ул. Узгариш                            | Достопримечательность Государственная собственность              |
| 50              | Писта-мозор ота (святыня) (узб. Пистамозор ота зиёратгоҳи)                                         |             | Не выявлены                | Махалля Пистамозор                                     | Достопримечательность Государственная собственность              |
| 51              | Уста пир ота (святыня) (узб. Уста пир ота зиёратгоҳи)                                              |             | Не выявлены                | Махалля Захириддин Мухаммад Бобур                      | Достопримечательность Государственная собственность              |
| 52              | Дувохон азиз (святыня) (узб. Дувохон азиз зиёратгоҳи)                                              |             | XX век                     | Махалля Захириддин Мухаммад Бобур, ул. Бозор           | Достопримечательность Государственная собственность              |
| 53              | Ширин-булак (святыня) (узб. Ширинбулоқ)                                                            |             | XX век                     | Махалля Захириддин Мухаммад Бобур, ул. Бозор           | Достопримечательность Государственная собственность              |

| Номер в перечне | Название | Изображение | Периоды            | Адрес и координаты                                                                                             | Тип и право на недвижимость                                      |
| --------------- | --- | ----------- | ------------------ | --- | ---------------------------------------------------------------- |
| 54              | Япалак-тепа (узб. Япалоқтепа)                                                                                                 |             | II—VIII века       | Бутакора, Махалля Март                                                                                         | Археологический памятник Государственная собственность           |
| 55              | Мунчак-тепа (узб. Мунчоқтепа)                                                                                                 |             | V—VIII, X—XII века | Чилон, Махалля Чилон                                                                                           | Археологический памятник Государственная собственность           |
| 56              | Дева-тепа (узб. Деватепа) |             | I—IV века          | Чилон, Махалля Кенгаш                                                                                          | Археологический памятник Государственная собственность           |
| 57              | Мушук-тепа (узб. Мушуктепа)                                                                                                   |             | Не выявлены        | Хартум, Махалля Гузар, ул. Мактаб                                                                              | Археологический памятник Государственная собственность           |
| 58              | Шарк Юлдузи (холм) (узб. Шарқ юлдузи тепалиги)                                                                                |             | I—IV века          | Чилон, Махалля Шарк Юлдузи                                                                                     | Археологический памятник Государственная собственность           |
| 59              | Мечеть Халфа ходжи (узб. Халфа хожи масжиди)                                                                                  |             | 1909 год           | Бутакора, Махалля Март, ул. Корабош                                                                            | Архитектурный памятник Государственная собственность             |
| 60              | Мечеть Маткосым Аълам (узб. Матқосим Аълам масжиди)                                                                           |             | 1912 год           | Бутакора, Махалля Март, ул. Корабош                                                                            | Архитектурный памятник Государственная собственность             |
| 61              | Хаммам (Андижанский район, 1935 год) (узб. Ҳаммом)                                                                            |             | 1935 год           | Бутакора, Махалля Март                                                                                         | Архитектурный памятник Частная собственность                     |
| 62              | Хаммам (Андижанский район, 1933 год) (узб. Ҳаммом)                                                                            |             | 1935 год           | Бешбуйнак, Махалля Бешбуйнак                                                                                   | Архитектурный памятник Частная собственность                     |
| 63              | Памятник погибшим во Второй мировой войне (узб. Иккинчи жаҳон урушида ҳалок бўлганлар хортирасига бағишлаб ўрнатилган ҳайкал) |             | 1986 год           | Огуллик, Махалля Дархон, ул. Истеъдот                                                                          | Памятник монументального искусства Государственная собственность |
| 64              | Памятник скорбящей Матери (узб. Мотамсаро она ҳайкали)                                                                        |             | Не выявлены        | Орол, Махалля Рохат, ул. Куруккайрагоч                                                                         | Памятник монументального искусства Государственная собственность |
| 65              | Памятник погибшим во Второй мировой войне (узб. Иккинчи жаҳон урушида ҳалок бўлганлар хортирасига бағишлаб ўрнатилган ҳайкал) |             | 1990 год           | Кушарык, Махалля Кушарык                                                                                       | Памятник монументального искусства Государственная собственность |
| 66              | Памятник погибшим в Афганской войне (узб. Афғонистонда ҳалок бўлганлар хотирасига бағишлаб ўрнатилган ҳайкал)                 |             | 1968 год           | Куйганр, Махалля Бахт                                                                                          | Памятник монументального искусства Государственная собственность |
| 67              | Памятник Бултурбою Омонову (узб. Бултурбой Омонов хотирасига бағишлаб ўтнатилган ҳайкал)                                      |             | 1995 год           | Каракалпак, Махалля Каракалпак                                                                                 | Памятник монументального искусства Государственная собственность |
| 68              | Памятник Героям Второй мировой войны (узб. Иккинчи жаҳон уруши қахрамонлари хортирасига бағишлаб ўрнатилган ҳайкал)           |             | 1965 год           | Дунгкишлак, Махалля Дунгкишлак                                                                                 | Памятник монументального искусства Государственная собственность |
| 69              | Памятник Героям Второй мировой войны (узб. Иккинчи жаҳон уруши қахрамонлари хортирасига бағишлаб ўрнатилган ҳайкал)           |             | 1972 год           | Айрилиш, Махалля Айрилиш                                                                                       | Памятник монументального искусства Государственная собственность |
| 70              | Карабаш ота (святыня) (узб. Қаробош ота зиёратгоҳи)                                                                           |             | Не выявлены        | Бутакара, Махалля Бахт, ул. Корабош                                                                            | Достопримечательность Государственная собственность              |
| 71              | Кечкич ота Мозор бува (святыня) (узб. Кечкич ота (Мозор бува) зиёратгоҳи)                                                     |             | 1901 год           | Янгиабад, Махалля Бекобод, ул. Бекобод                                                                         | Достопримечательность Государственная собственность              |
| 72              | Мехмони Валий (святыня) (узб. Меҳмони Валий зиёратгоҳи)                                                                       |             | Не выявлены        | Хартум, Махалля Исломобод, ул. Мехмони Валий, часть объекта расположен в Ходжаабадском районе, Махалля Хидирша | Достопримечательность Государственная собственность              |
| 73              | Девонахон она (узб. Девонахон она)                                                                                            |             | XX век             | Чунбогич, Махалля Чунбогич                                                                                     | Достопримечательность Государственная собственность              |
| 74              | Шахид ота (мазар) (узб. Шаҳид ота мозори)                                                                                     |             | Не выявлены        | Куйганёр, Махалля Саноат                                                                                       | Достопримечательность Государственная собственность              |

| Номер в перечне | Название | Изображение | Периоды                        | Адрес и координаты                                | Тип и право на недвижимость                                      |
| --------------- | --- | ----------- | ------------------------------ | ------------------------------------------------- | ---------------------------------------------------------------- |
| 75              | Кызыл аяк (узб. Қизил оёқ)                                                                                                   |             | III—V века                     | Отиш, Махалля Отиш                                | Археологический памятник Государственная собственность           |
| 76              | Кылыч-тепа (узб. Қиличтепа)                                                                                                  |             | V—VIII века                    | Ниёзботир, Махалля Ниёзботир                      | Археологический памятник Государственная собственность           |
| 77              | Кунграт-тепа (узб. Қўнғироттепа)                                                                                             |             | IX—X века                      | Кунграт, Махалля Кунграт                          | Археологический памятник Государственная собственность           |
| 78              | Кадым-тепа (узб. Қадимтепа)                                                                                                  |             | V—VIII, X—XVI века             | Кадым, Махалля Кадым                              | Археологический памятник Государственная собственность           |
| 79              | Мазар-тепа (узб. Мозортепа)                                                                                                  |             | III—I века до н. э., I—IV века | Мирзаобод, Махалля Мирзаобод                      | Археологический памятник Государственная собственность           |
| 80              | Таш-тепа (узб. Тоштепа) |             | I—IV века                      | Таш-тепа, Махалля Таш-тепа                        | Археологический памятник Государственная собственность           |
| 81              | Зирк-тепа (узб. Зирктепа) |             | I—VIII века                    | Ниёзботир, Махалля Ниёзботир                      | Археологический памятник Государственная собственность           |
| 82              | Чаян-тепа (узб. Чаянтепа) |             | V—VIII века                    | Ниёзботир, Махалля Ниёзботир                      | Археологический памятник Государственная собственность           |
| 83              | Кара-тепа (узб. Қоратепа) |             | I—XII века                     | Коратепа, Махалля Гумбаз                          | Археологический памятник Государственная собственность           |
| 84              | Мазар-тепа I (узб. Мозортепа I)                                                                                              |             | I—IV века                      | Мирзаобод, Махалля Мирзаобод                      | Археологический памятник Государственная собственность           |
| 85              | Ак буйра-тепа (узб. Оқ бўйратепа)                                                                                            |             | V—VI века                      | Файз, Махалля Окбуйра                             | Археологический памятник Государственная собственность           |
| 86              | Уч-тепа (узб. Учтепа) |             | I—IV века                      | Маркаюз, Махалля Юкори Буз                        | Археологический памятник Государственная собственность           |
| 87              | Бадалбай-тепа (узб. Бадалбойтепа)                                                                                            |             | I—IV века                      | Сайдобод, Махалля Сайдобод                        | Археологический памятник Государственная собственность           |
| 88              | Мечеть Ахмадали Махдум (узб. Аҳмадали Махдум масжиди)                                                                        |             | 1939 год                       | Асака, Махалля Узбекистан, ул. Тошлок № 30        | Архитектурный памятник Государственная собственность             |
| 89              | Мечеть Тиллахан (узб. Тиллахон масжиди)                                                                                      |             | 1880 год                       | Асака, Махалля Шодлик, ул. Тиллахон № 93          | Архитектурный памятник Государственная собственность             |
| 90              | Хаммам (Асакинский район) (узб. Ҳаммом биноси)                                                                               |             | 1932 год                       | Асака, Махалля Шодлик, ул. Хайдарали Ашурова № 3  | Архитектурный памятник Частная собственность                     |
| 91              | Мечеть Холида ибн Валида (узб. Ҳолид Ибн Валид масжиди)                                                                      |             | 2004 год                       | Асака, Махалля Беруний, ул. Абдурахмона Джами № 1 | Архитектурный памятник Государственная собственность             |
| 92              | Здание Краеведческого музея (Асакинский район) (узб. Ўлкашунослик музейи биноси)                                             |             | 1944 год                       | Асака, Махалля Камолот, ул. Алишера Навоий № 31   | Архитектурный памятник Государственная собственность             |
| 93              | Аллея памяти Гулома Ёкубова (узб. Ғулом Ёқубов хотира ҳиёбони)                                                               |             | 1977 год                       | Асака, Махалля Амир Темур, ул. Сохилбуйи          | Памятник монументального искусства Государственная собственность |
| 94              | Памятник Тулпор (Символический знак въезда в город Асака) (узб. Асака шаҳрига кириш рамзий белгиси. Тулпор ҳайкали)          |             | 2000 год                       | Дунг, Махалля Куркам                              | Памятник монументального искусства Государственная собственность |
| 95              | Памятник погибшим во Второй мировой войне (узб. Иккинчи жаҳон урушида ҳалок бўлганлар хотирасига бағишлаб ўрнатилган ҳайкал) |             | 1966 год                       | Кайрагач, Махалля Кайрагач                        | Памятник монументального искусства Государственная собственность |
| 96              | Мавзолей Ходжа Абдуллах Тугдор (узб. Хўжа Абдуллоҳ Туғдор мақбараси)                                                         |             | 1996 год                       | Асака, Махалля Шодлик, ул. Имама Бухари           | Достопримечательность Государственная собственность              |
| 97              | Етти ога-ини (святыня) (узб. Етти оға-ини зиёратгоҳи)                                                                        |             | Не выявлены                    | Асака, Махалля Хамдустлик, ул. Мардлик 3          | Достопримечательность Государственная собственность              |
| 98              | Аксакал ота (святыня) (узб. Оқсақол ота зиёратгоҳи)                                                                          |             | Не выявлены                    | Озод, Махалля Озод, ул. Озодлик                   | Достопримечательность Государственная собственность              |
| 99              | Мухаммад Сиддик Эшон (святыня) (узб. Муҳаммад Сиддиқ Эшон зиёратгоҳи)                                                        |             | Не выявлены                    | Хонако, Махалля Хонако                            | Достопримечательность Государственная собственность              |
| 100             | Азиздин эшон ота (святыня) (узб. Азиздин эшон ота зиёратгоҳи)                                                                |             | XX век                         | Лабгардон, Махалля Лабгардон                      | Достопримечательность Государственная собственность              |
| 101             | Кук-кучкар ота (святыня) (узб. Кўкқўчқор ота зиёратгоҳи)                                                                     |             | Не выявлены                    | Бузарык, Махалля Бузарык, ул. Узун                | Достопримечательность Государственная собственность              |

| Номер в перечне | Название | Изображение | Периоды                  | Адрес и координаты                                        | Тип и право на недвижимость                                      |
| --------------- | --- | ----------- | ------------------------ | --------------------------------------------------------- | ---------------------------------------------------------------- |
| 102             | Сор-тепа (узб. Сортепа)                                                                                       |             | II век до н. э. — IV век | Алчазор, Махалля Алчазор                                  | Археологический памятник Государственная собственность           |
| 103             | Дахма-тепа (узб. Дахматепа)                                                                                   |             | I—IV века                | Алчазор, Махалля Алчазор                                  | Археологический памятник Государственная собственность           |
| 104             | Мазар-тепа (узб. Мозортепа)                                                                                   |             | I—IV века                | Халфакишлак, Махалля Навнихол                             | Археологический памятник Государственная собственность           |
| 105             | Уч-тепа (узб. Учтепа)                                                                                         |             | V—VI века                | Халфакишлак, Махалля Навнихол                             | Археологический памятник Государственная собственность           |
| 106             | Тоулди-тепа (узб. Тоулдитепа)                                                                                 |             | I—IV века                | Халфакишлак, Махалля Навнихол                             | Археологический памятник Государственная собственность           |
| 107             | Боз-тепа (узб. Бўзтепа)                                                                                       |             | I—VIII века              | Алчазор, Махалля Алчазор                                  | Археологический памятник Государственная собственность           |
| 108             | Мечеть Муллы Хидирали (узб. Мулла Ҳидирали масжиди)                                                           |             | 1988 год                 | Чинобод, Махалля Чинобод, ул. Чинобод дом № 1             | Архитектурный памятник Государственная собственность             |
| 109             | Мечеть Какырчек (узб. Қақирчек масжиди)                                                                       |             | 1896 год                 | Ободчек, Махалля Муканна, ул. Какырчек                    | Архитектурный памятник Государственная собственность             |
| 110             | Мечеть Суфи ота (узб. Сўфи ота масжиди)                                                                       |             | 1780 год                 | Гулистон, Махалля Туркистон                               | Архитектурный памятник Государственная собственность             |
| 111             | Мавзолей Суфи ота (узб. Сўфи ота мақбараси)                                                                   |             | 1750—1756 годы           | Гулистон, Махалля Туркистон                               | Архитектурный памятник Государственная собственность             |
| 112             | Здание Балыкчи тонги (узб. Балиқчи тонги биноси)                                                              |             | 1974—1975 годы           | Балыкчи, Махалля Марказ, ул. Захириддина Мухаммада Бобура | Архитектурный памятник Частная собственность                     |
| 113             | Мечеть Хотамхан тура (узб. Ҳотамхон тўра масжиди)                                                             |             | 1910 год                 | Ободчек, Махалля Муканна, ул. Какырчек                    | Архитектурный памятник Государственная собственность             |
| 114             | Здание мечети (Балыкчинский район) (узб. Масжид биноси)                                                       |             | 1890 год                 | Чинобод, Махалля Заккаш, ул. Ёшлик дом № 110              | Архитектурный памятник Государственная собственность             |
| 115             | Парк памяти (Балыкчинский район) (узб. Хотира ҳиёбони)                                                        |             | 1995 год                 | Балыкчи, Махалля Марказ, ул. Захириддина Мухаммада Бобура | Памятник монументального искусства Государственная собственность |
| 116             | Памятник неизвестному воину (Балыкчинский район) (узб. Хотира ҳиёбони, номаълум жангчи ҳайкали)               |             | 1978 год                 | Урмонбек, Махалля Мумтоз                                  | Памятник монументального искусства Государственная собственность |
| 117             | Памятник трем поколениям) (узб. Уч авлод ёдгорлиги ҳайкали)                                                   |             | 1980 год                 | Чинобод, Махалля Ифтихор, ул. Чашма                       | Памятник монументального искусства Государственная собственность |
| 118             | Комплекс памяти (Балыкчинский район) (узб. Хотира мажмуаси)                                                   |             | 1979 год                 | Дустлик, Махалля Дустлик                                  | Памятник монументального искусства Государственная собственность |
| 119             | Памятники Алишеру Навоий и семи героическим воинам (узб. Алишер Навоий ҳамда етти қаҳрамон жангчи ҳайкаллари) |             | 1992 год                 | Махалля Исломобод, ул. Спортчи дом № 23                   | Памятник монументального искусства Государственная собственность |
| 120             | Киргиз бобо (святыня) (узб. Қирғизбобо зиёратгоҳи)                                                            |             | 1830 год                 | Олимбек, Махалля Саховат, ул. Фидокор                     | Достопримечательность Государственная собственность              |
| 121             | Уч булак (святыня) (узб. Уч булоқ зиёратгоҳи)                                                                 |             | 2002 год                 | Балыкчи, Махалля Кул, ул. Учбулок                         | Достопримечательность Государственная собственность              |
| 122             | Уч булак (святыня) (узб. Тузлуқ момо зиёратгоҳи)                                                              |             | Не выявлены              | Мирзабошичек, Махалля Сортепа                             | Достопримечательность Государственная собственность              |
| 123             | Суфи ота (святыня) (узб. Сўфи ота зиёратгоҳи)                                                                 |             | Не выявлены              | Гулистон, Махалля Туркистон                               | Достопримечательность Государственная собственность              |
| 124             | Охун бува (святыня) (узб. Охун бува зиёратгоҳи)                                                               |             | Не выявлены              | Уртакургон, Махалля Уртакургон, ул. Машраба               | Достопримечательность Государственная собственность              |
| 125             | Катта булак (узб. Катта булоқ)                                                                                |             | Не выявлены              | Балыкчи, Махалля Катта булак, ул. Катта булак             | Достопримечательность Государственная собственность              |
| 126             | Нурали ота (святыня) (узб. Нурали ота зиёратгоҳи)                                                             |             | Не выявлены              | Балыкчи, Махалля Серкуёш                                  | Достопримечательность Государственная собственность              |

| Номер в перечне | Название                                            | Изображение | Периоды                   | Адрес и координаты                                    | Тип и право на недвижимость                            |
| --------------- | --------------------------------------------------- | ----------- | ------------------------- | ----------------------------------------------------- | ------------------------------------------------------ |
| 127             | Хан-тепа (узб. Хонтепа)                             |             | V—XII века                | Булокбоши, Махалля Гулистон                           | Археологический памятник Государственная собственность |
| 128             | Узунток-тепа (узб. Узунчоқтепа)                     |             | III век до н. э. — IV век | Булокбоши, Махалля Гулистон                           | Археологический памятник Государственная собственность |
| 129             | Соф-тепа I (узб. Софтепа I)                         |             | V—XII века                | Булокбоши, Махалля Дулана, ул. Хамкор                 | Археологический памятник Государственная собственность |
| 130             | Соф-тепа II (узб. Софтепа II)                       |             | I—VIII века               | Булокбоши, Махалля Дулана, ул. Хамкор                 | Археологический памятник Государственная собственность |
| 131             | Маслахат-тепа (узб. Маслахаттепа)                   |             | III—VII века              | Ширмонбулок, Махалля Какир, ул. Кайрагоч              | Археологический памятник Государственная собственность |
| 132             | Шур-тепа (узб. Шўртепа)                             |             | III—V века                | Ширмонбулок, Махалля Какир                            | Археологический памятник Государственная собственность |
| 133             | Турт-тепа (узб. Тўрттепа)                           |             | Не выявлены               | Ширмонбулок, Махалля Ширмонбулок                      | Археологический памятник Государственная собственность |
| 134             | Узганбой-тепа (узб. Ўзганбойтепа)                   |             | Не выявлены               | Ширмонбулок, Махалля Ширмонбулок                      | Археологический памятник Государственная собственность |
| 135             | Куронбой-тепа (узб. Қуронбойтепа)                   |             | Не выявлены               | Ширмонбулок, Махалля Ширмонбулок                      | Археологический памятник Государственная собственность |
| 136             | Супали-тепа (узб. Супалитепа)                       |             | II век до н. э. — VII век | Ширмонбулок, Махалля им. Алишера Навоий, ул. Равнак   | Археологический памятник Государственная собственность |
| 137             | Мазар-тепа (узб. Мозортепа)                         |             | II век до н. э. — XV век  | Ширмонбулок, Махалля им. Алишера Навоий, ул. Шурбулок | Археологический памятник Государственная собственность |
| 138             | Тош-тепа (узб. Тоштепа)                             |             | III—VII века              | Ширмонбулок, Махалля им. Алишера Навоий, ул. Тоштепа  | Археологический памятник Государственная собственность |
| 139             | Мазар-тепа II (узб. Мозортепа I)                    |             | I век                     | Ширмонбулок, Махалля им. Алишера Навоий               | Археологический памятник Государственная собственность |
| 140             | Ширмонбулок-тепа (узб. Ширмонбулоқтепа)             |             | I—VIII века               | Ширмонбулок, Махалля Ширмонбулок                      | Археологический памятник Государственная собственность |
| 141             | Кутирбулок (узб. Қўтирбулоқ)                        |             | период палеолита          | Ширмонбулок, Махалля Ширмонбулок                      | Археологический памятник Государственная собственность |
| 142             | Гулшода-тепа (узб. Гулшодатепа)                     |             | III—V века                | Ширмонбулок, Махалля Ширмонбулок                      | Археологический памятник Государственная собственность |
| 143             | Тегирмон-тепа (узб. Тегирмонтепа)                   |             | III—VII века              | Ширмонбулок, Махалля Ширмонбулок                      | Археологический памятник Государственная собственность |
| 144             | Навах-тепа (узб. Навахтепа)                         |             | V—XII века                | Булокбоши, Махалля Гулистон                           | Археологический памятник Государственная собственность |
| 145             | Эшон ота (узб. Эшон ота)                            |             | XIV—XVI века              | Булокбоши, Махалля Тошкечик, ул. Замон                | Археологический памятник Государственная собственность |
| 146             | Таяки-тепа (узб. Таякитепа)                         |             | I—VIII века               | Кахрамон, Махалля Шарк юлдузи                         | Археологический памятник Государственная собственность |
| 147             | Табиркон ота (узб. Табиркон ота)                    |             | I—IV века                 | Кахрамон, Махалля Шарк юлдузи                         | Археологический памятник Государственная собственность |
| 148             | Турткуль-тепа (узб. Тўрткўлтепа)                    |             | II—IV века                | Байналмилал, Махалля Байналмилал                      | Археологический памятник Государственная собственность |
| 149             | Ок-тош-момо-тепа (узб. Оқтошмомотепалиги)           |             | I век                     | Найман, Махалля Сохибкор, ул. Суфи                    | Археологический памятник Государственная собственность |
| 150             | Заргалдак-тепа (узб. Зарғалдақтепа)                 |             | XII—VII века до н. э.     | Наввок, Махалля Заргалдок, ул. Янги хаёт              | Археологический памятник Государственная собственность |
| 151             | Южное Уч-тепа (узб. Жанубий учтепа)                 |             | III век до н. э. — IV век | Бустон, Махалля Учтепа, ул. Янги хаёт                 | Археологический памятник Государственная собственность |
| 152             | Северное Уч-тепа (узб. Шимолий учтепа)              |             | III век до н. э. — IV век | Бустон, Махалля Учтепа, ул. Янги хаёт                 | Археологический памятник Государственная собственность |
| 153             | Кулла-тепа (узб. Куллатепа)                         |             | III—VIII, I—X—XII века    | Кулла, Махалля Бозорбоши                              | Археологический памятник Государственная собственность |
| 154             | Ёшлик-тепа (узб. Ёшликтепа)                         |             | I век                     | Куприкбоши, Махалля Куприкбоши                        | Археологический памятник Государственная собственность |
| 155             | Пайваста-тепа (узб. Пайвастатепа)                   |             | I век                     | Куприкбоши, Махалля Куприкбоши                        | Археологический памятник Государственная собственность |
| 156             | Шийпон-тепа (узб. Шийпонтепа)                       |             | I век                     | Куприкбоши, Махалля Куприкбоши                        | Археологический памятник Государственная собственность |
| 157             | Ширман-булак (узб. Ширмонбулоқ)                     |             | VIII—X века               | Ширмонбулок, Махалля Ширмонбулок, ул. Саломатлик      | Достопримечательность Государственная собственность    |
| 158             | Сувлук ота (святыня) (узб. Сувлуқ ота зиёратгоҳи)   |             | Не выявлены               | Райиш, Махалля Райиш                                  | Достопримечательность Государственная собственность    |
| 159             | Сассык-булак (узб. Сассиқ булоқ)                    |             | Не выявлены               | Булокбоши, Махалля им. М. Исмоилий, ул. Нурбулок      | Достопримечательность Государственная собственность    |
| 160             | Йигит пирим (святыня) (узб. Йигит пирим зиёратгоҳи) |             | Не выявлены               | Маярый, Махалля Кумарык, ул. Токзор                   | Достопримечательность Государственная собственность    |

| Номер в перечне | Название                                                                                       | Изображение | Периоды       | Адрес и координаты                     | Тип и право на недвижимость                                      |
| --------------- | ---------------------------------------------------------------------------------------------- | ----------- | ------------- | -------------------------------------- | ---------------------------------------------------------------- |
| 161             | Тузлуг мазар-тепа (узб. Тузлуғ мозор тепа)                                                     |             | I—IV века     | Сарой, Махалля Боги Эрам               | Археологический памятник Государственная собственность           |
| 162             | Каламуш-тепа (узб. Каламуш тепа)                                                               |             | период бронзы | Навруз, Махалля Навруз                 | Археологический памятник Государственная собственность           |
| 163             | Боги Эрам-тепа (узб. Боғи эрам тепалиги)                                                       |             | III—IV века   | Сарой, Махалля Боги Эрам               | Археологический памятник Государственная собственность           |
| 164             | Дурманча-тепа (узб. Дўрмонча тепа)                                                             |             | III—VIII века | Дурманча, Махалля Янги обод            | Археологический памятник Государственная собственность           |
| 165             | Памятник Победы (узб. Ғалаба ёдгорлиги ҳайкали)                                                |             | 1985 год      | Боз, Махалля Пиллакор, ул. Мустакиллик | Памятник монументального искусства Государственная собственность |
| 166             | Аллея поэтов (Бозский район) (узб. Шоирлар ҳиёбони)                                            |             | 1980 год      | Боз, Махалля Пиллакор, ул. Мустакиллик | Памятник монументального искусства Государственная собственность |
| 167             | Памятник Захириддину Мухаммаду Бабуру (Бозский район) (узб. Заҳириддин Муҳаммад Бобур ҳайкали) |             | 1993 год      | Боз, Махалля Гузар                     | Памятник монументального искусства Государственная собственность |

| Номер в перечне | Название                                                                                | Изображение | Периоды                     | Адрес и координаты                                      | Тип и право на недвижимость                                      |
| --------------- | --------------------------------------------------------------------------------------- | ----------- | --------------------------- | ------------------------------------------------------- | ---------------------------------------------------------------- |
| 168             | Далварзин (узб. Далварзин)                                                              |             | XII века до н. э. — VII век | Сарой, Махалля Боги Эрам                                | Археологический памятник Государственная собственность           |
| 169             | Кош-тепа (узб. Қўштепа)                                                                 |             | I—VIII века                 | Коштерак, Махалля Гулистон                              | Археологический памятник Государственная собственность           |
| 170             | Ак-тепа I (узб. Оқтепа I)                                                               |             | I—IV века                   | Шахрихончек, Махалля Шахрихончек, ул. Янги обод         | Археологический памятник Государственная собственность           |
| 171             | Акча-тепа (узб. Ақчатепа)                                                               |             | III—VIII века               | Акча, Махалля Кыличмазар, ул. Кыличмазар                | Археологический памятник Государственная собственность           |
| 172             | Кыличмазар (узб. Қилич мозор)                                                           |             | V—VIII века                 | Акча, Махалля Кыличмазар, ул. Кыличмазар                | Археологический памятник Государственная собственность           |
| 173             | Ак эчки-тепа (узб. Оқ эчкитепа)                                                         |             | I—VIII века                 | Боз, Махалля Бустон                                     | Археологический памятник Государственная собственность           |
| 174             | Галаба-тепа (Яв-кесак-тепа) (узб. Ғалабатепа (Ёвкесактепа))                             |             | I—VIII века                 | Яркишлак, Махалля Хакикат                               | Археологический памятник Государственная собственность           |
| 175             | Коштерак-тепа (Яв-кесак-тепа) (узб. Қўштерактепалиги)                                   |             | I—VIII века                 | Коштерак, Махалля Коштерак                              | Археологический памятник Государственная собственность           |
| 176             | Корадева (узб. Қорадева)                                                                |             | III—VIII века               | Дустлик, Махалля Дустлик                                | Археологический памятник Государственная собственность           |
| 177             | Корадева I (узб. Қорадева I)                                                            |             | I—IV века                   | Каламбек, Махалля Каламбек                              | Археологический памятник Государственная собственность           |
| 178             | Малое Палван-тепа (узб. Кичкина полвонтепа)                                             |             | II—VIII века                | Каламбек, Махалля Каламбек                              | Археологический памятник Государственная собственность           |
| 179             | Абдуллабий-тепа I (узб. Абдуллабийтепа I)                                               |             | V—VIII века                 | Кармиш, Махалля Абдуллабий                              | Археологический памятник Государственная собственность           |
| 180             | Абдуллабий-тепа II (узб. Абдуллабийтепа II)                                             |             | V—VIII века                 | Кармиш, Махалля Абдуллабий                              | Археологический памятник Государственная собственность           |
| 181             | Каламбек-тепа I (узб. Қаламбектепа I)                                                   |             | V—VIII века                 | Каламбек, Махалля Каламбек                              | Археологический памятник Государственная собственность           |
| 182             | Каламбек-тепа II (узб. Қаламбектепа II)                                                 |             | V—VIII века                 | Каламбек, Махалля Каламбек                              | Археологический памятник Государственная собственность           |
| 183             | Яр-тепа (узб. Ёртепа)                                                                   |             | I—IV века                   | Янги курпа, Махалля Янги курпа                          | Археологический памятник Государственная собственность           |
| 184             | Гудак-мазар (узб. Гўдакмозор)                                                           |             | III—VIII века               | Куткар, Махалля Бузрукхон                               | Археологический памятник Государственная собственность           |
| 185             | Жийда-мазар (узб. Жийдамозор)                                                           |             | VII—XII века                | Нурафшон, Махалля Олмазор                               | Археологический памятник Государственная собственность           |
| 186             | Бешкурган-тепа (узб. Бешқўрғонтепа)                                                     |             | II—VIII века                | Жалакудук, Махалля Бешкургон                            | Археологический памятник Государственная собственность           |
| 187             | Кора-тегинча-тепа (узб. Қоратегинчатепалиги)                                            |             | III—V века                  | Хонди, Махалля Хамзобод                                 | Археологический памятник Государственная собственность           |
| 188             | Эшон-тепа (узб. Эшонтепа)                                                               |             | I—IV века                   | Эшонжура, Махалля Гозичек                               | Археологический памятник Государственная собственность           |
| 189             | Ургут-тепа (узб. Ургуттепа)                                                             |             | II—IV века                  | Жалакудук, Махалля Ургу                                 | Археологический памятник Государственная собственность           |
| 190             | Карагул-тепа (узб. Қорағултепа)                                                         |             | I—V века                    | Корасадок, Махалля Корагул                              | Археологический памятник Государственная собственность           |
| 191             | Таш-мечеть (узб. Тошмасжид биноси)                                                      |             | 1908 год                    | Ойим, Махалля им. Абдулхамида Рахмонова, ул. Тошмасжид  | Архитектурный памятник Государственная собственность             |
| 192             | Здание клуба (Джалакудукский район) (узб. Клуб биноси)                                  |             | 1974 год                    | Ок эчки, Махалля Янгисор, ул. Корагул                   | Архитектурный памятник Государственная собственность             |
| 193             | Памятник Героям Второй мировой войны (узб. Иккинчи жаҳон уруши қахрамонлари хотирасига) |             | 1975 год                    | Янги курпа, Махалля Янги курпа                          | Памятник монументального искусства Государственная собственность |
| 194             | Памятник Героям Второй мировой войны (узб. Иккинчи жаҳон уруши қахрамонлари хотирасига) |             | 1976 год                    | Ок эчки, Махалля Янгисор                                | Памятник монументального искусства Государственная собственность |
| 195             | Мавзолей Кутайбы ибн Муслима (узб. Қутайба ибн Муслим зиёратгоҳи)                       |             | 660—715 годы                | Акча, Махалля Кыличмазар, ул. Кыличмазар                | Достопримечательность Государственная собственность              |
| 196             | Тешик-таш (святыня) (узб. Тешик-тош зиёратгоҳи)                                         |             | I—II века                   | Тешиктош, Махалля Гайрат, кишлак Тешик-тош              | Достопримечательность Государственная собственность              |
| 197             | Ак булак (узб. Оқ булоқ)                                                                |             | Не выявлены                 | Абдуллабий, Махалля Абдуллабий, ул. Йулдаша Ахунбабаева | Достопримечательность Государственная собственность              |
| 198             | Жийрон (святыня) (узб. Жийрон зиёратгоҳи)                                               |             | Не выявлены                 | Абдуллабий, Махалля Абдуллабий, ул. Йулдаша Ахунбабаева | Достопримечательность Государственная собственность              |
| 199             | Султон эна (святыня) (узб. Султон эна зиёратгоҳи)                                       |             | VIII век                    | Акча, Махалля Кыличмазар, ул. Капа                      | Достопримечательность Государственная собственность              |

| Номер в перечне | Название                                                          | Изображение | Периоды                          | Адрес и координаты                                        | Тип и право на недвижимость                                      |
| --------------- | ----------------------------------------------------------------- | ----------- | -------------------------------- | --------------------------------------------------------- | ---------------------------------------------------------------- |
| 200             | Эйлатан (узб. Эйлатон шаҳристони)                                 |             | VI—II века до н. э., V—VIII века | Элатан, Махалля Элатан                                    | Археологический памятник Государственная собственность           |
| 201             | Мондак-тепа (Чуйбогиш-тепа) (узб. Мондактепа (Чўмбоғиштепа))      |             | V—VIII века                      | Бирлашган, Махалля Бирлашган, ул. Турон замин             | Археологический памятник Государственная собственность           |
| 202             | Навжур (узб. Навжур шаҳарчаси)                                    |             | V—VIII века                      | Лужимбек, Махалля Навжур, ул. Хур водий                   | Археологический памятник Государственная собственность           |
| 203             | Сумаланган-тепа (узб. Сумаланган тепалиги)                        |             | V—VIII века                      | Бустон, Махалля Бустон                                    | Археологический памятник Государственная собственность           |
| 204             | Турткул-тепа I (узб. Тўрткўлтепа I)                               |             | V—VIII века                      | Кораянток, Махалля Кораянток                              | Археологический памятник Государственная собственность           |
| 205             | Кашкар-мазар (узб. Қашқармозор)                                   |             | III—IV века                      | Туячи, Махалля Туячи                                      | Археологический памятник Государственная собственность           |
| 206             | Янгизаман-тепа (узб. Янгизамонтепа)                               |             | III—IV века                      | Янги замон, Махалля им. Жалолиддина Мангуберди            | Археологический памятник Государственная собственность           |
| 207             | Дала-тепа (узб. Далатепа)                                         |             | III—V века                       | Янги замон, Махалля им. Жалолиддина Мангуберди            | Археологический памятник Государственная собственность           |
| 208             | Жийдамазар-тепа (узб. Жийдамозортепа)                             |             | III—VI века                      | Янги замон, Махалля им. Жалолиддина Мангуберди            | Археологический памятник Государственная собственность           |
| 209             | Чаян-тепа (узб. Чаянтепа)                                         |             | I век до н. э. — III век         | Туячи, Махалля им. А. Джами                               | Археологический памятник Государственная собственность           |
| 210             | Киндик-тепа (узб. Киндиктепа)                                     |             | III—V века                       | Туячи, Махалля Туячи                                      | Археологический памятник Государственная собственность           |
| 211             | Шайх-мазар (узб. Шайхмозор)                                       |             | I—VI века                        | Туячи, Махалля Бустон                                     | Археологический памятник Государственная собственность           |
| 212             | Чет-тепа (узб. Четтепа)                                           |             | V—VIII века                      | Турткуль, Махалля Турткуль                                | Археологический памятник Государственная собственность           |
| 213             | Шарк юлдузи-тепа (узб. Шарқ юлдузи тепа)                          |             | II—VIII века                     | Турткуль, Махалля Турткуль                                | Археологический памятник Государственная собственность           |
| 214             | Турткуль-тепа II (узб. Тўрткўлтепа II)                            |             | III—IV века                      | Турткуль, Махалля Турткуль                                | Археологический памятник Государственная собственность           |
| 215             | Эски мазар-тепа (узб. Эски мозортепа)                             |             | V—VIII века                      | Ботиробод, Махалля Ботиробод                              | Археологический памятник Государственная собственность           |
| 216             | Ботиробод-тепа (узб. Ботирободтепа)                               |             | I—V века                         | Ботиробод, Махалля Ботиробод                              | Археологический памятник Государственная собственность           |
| 217             | Кайрагоч-тепа (узб. Қайрағочтепа)                                 |             | V—VIII века                      | Турткуль, Махалля Турткуль                                | Археологический памятник Государственная собственность           |
| 218             | Мунки-тепа (узб. Мункитепа)                                       |             | II—VIII века                     | Чек-ёр, Махалля Чек-ёр                                    | Археологический памятник Государственная собственность           |
| 219             | Богоч-тепа (узб. Боғочтепа)                                       |             | V—VIII века                      | Логумбек, Махалля Навжур                                  | Археологический памятник Государственная собственность           |
| 220             | Лугумбек-тепа (узб. Луғумбектепа)                                 |             | II—VIII века                     | Роввот, Махалля Хакулобод                                 | Археологический памятник Государственная собственность           |
| 221             | Мечеть Джанабад (узб. Жонобод масжиди)                            |             | 1900 год                         | Жонобод, Махалля Жонобод, ул. Камолот дом № 14            | Архитектурный памятник Государственная собственность             |
| 222             | Мечеть Турахан (узб. Тўрахон масжиди)                             |             | 1987 год                         | Пойтуг, Махалля им. Алишера Навои, ул. Дехконобод         | Архитектурный памятник Государственная собственность             |
| 223             | Оталар чойхонаси (узб. Оталар чойхонаси)                          |             | 1980 год                         | Пойтуг, Махалля им. Алишера Навои, ул. Пойтуг азиз        | Архитектурный памятник Государственная собственность             |
| 224             | Памятник неизвестному воину (узб. Номаълум жангчи)                |             | 1968 год                         | Узун кучаси, Махалля Узун кучаси                          | Памятник монументального искусства Государственная собственность |
| 225             | Памятник неизвестному воину (узб. Номаълум жангчи)                |             | 1976 год                         | Турткуль, Махалля Гузар                                   | Памятник монументального искусства Государственная собственность |
| 226             | Аллея учёных (Избасканский район) (узб. Алломалар ҳиёбони)        |             | XX век                           | Пойтуг, Махалля им. Алишера Навои, ул. Пойтуг азиз        | Памятник монументального искусства Государственная собственность |
| 227             | Мазар Пойтуг азиз (святыня) (узб. Пойтуғ азиз мозори зиёратгоҳи)  |             | Не выявлены                      | Пойтуг, Махалля им. Алишера Навои, ул. Пойтуг азиз        | Достопримечательность Государственная собственность              |
| 228             | Ак мазар ота (святыня) (узб. Оқ мозор ота зиёратгоҳи)             |             | Не выявлены                      | Тараккиёт, Махалля Тараккиёт                              | Достопримечательность Государственная собственность              |
| 229             | Ходжа-камбар ота (святыня) (узб. Хўжақамбар ота зиёратгоҳи)       |             | Не выявлены                      | Абдурахмон Жомий, Махалля Абдурахмон Жомий, ул. Зиёратгох | Достопримечательность Государственная собственность              |
| 230             | Ойжамол (святыня) (узб. Ойжамол зиёратгоҳи)                       |             | Не выявлены                      | Мойгир, Махалля Бархаёт                                   | Достопримечательность Государственная собственность              |
| 231             | Мазар Иламиш ота (святыня) (узб. Иламиш ота мозори зиёратгоҳи)    |             | Не выявлены                      | Мойгир, Махалля Бархаёт                                   | Достопримечательность Государственная собственность              |
| 232             | Святыня яккатутских почитаемых (узб. Яккатут азизлари зиёратгоҳи) |             | Не выявлены                      | Яккатут, Махалля Янги авлод                               | Достопримечательность Государственная собственность              |

| Номер в перечне | Название                                                                                     | Изображение | Периоды                     | Адрес и координаты                             | Тип и право на недвижимость                                      |
| --------------- | -------------------------------------------------------------------------------------------- | ----------- | --------------------------- | ---------------------------------------------- | ---------------------------------------------------------------- |
| 233             | Ижтимоят-тепа (узб. Ижтимояттепа)                                                            |             | VIII—X века                 | Бустан, Махалля Ижтимоят                       | Археологический памятник Государственная собственность           |
| 234             | Курган-тепа (узб. Қўрғонтепа шаҳристони)                                                     |             | III век до н. э. — IV век   | Кургантепа, Махалля Ифтихор                    | Археологический памятник Государственная собственность           |
| 235             | Намазлик-тепа (узб. Номозликтепа)                                                            |             | II—VI века                  | Корасув, Махалля Бурилик                       | Археологический памятник Государственная собственность           |
| 236             | Кош-тепа (узб. Қўштепа)                                                                      |             | V—VIII века                 | Корасув, Махалля Мустакилликнинг 15 йиллиги    | Археологический памятник Государственная собственность           |
| 237             | Номсиз-тепа (узб. Номсизтепа)                                                                |             | I—IV века                   | Корасув, Махалля Мирзо Улугбек                 | Археологический памятник Государственная собственность           |
| 238             | Султанабад (узб. Султонобод)                                                                 |             | IV век до н. э. — VIII век  | Корасув, Махалля Сохибкирон                    | Археологический памятник Государственная собственность           |
| 239             | Суткон-тепа (узб. Сутконтепалиги)                                                            |             | V—VII века                  | Суткон, Махалля Суткон                         | Археологический памятник Государственная собственность           |
| 240             | Дардак-тепа (узб. Дардақтепа)                                                                |             | V—XII века                  | Ёш тадбиркорлар, Махалля Иктисодчи             | Археологический памятник Государственная собственность           |
| 241             | Кош-тепа I (Азиз дева) (узб. Қўштепа I (Азиз дева))                                          |             | I—IV века                   | Озод тадбиркорлар, Махалля Озод                | Археологический памятник Государственная собственность           |
| 242             | Ёдгорлик-тепа (узб. Ёдгорликтепа)                                                            |             | III век до н. э. — VI век   | Корасув, Махалля Коштепа                       | Археологический памятник Государственная собственность           |
| 243             | Султан-супа-тепа (узб. Султонсупатепалиги)                                                   |             | I—VIII века                 | Кукбулок, Махалля Кунчилик                     | Археологический памятник Государственная собственность           |
| 244             | Ашкал-тепа (узб. Ашқолтепа)                                                                  |             | VII—XII века                | Кизил тукай, Махалля Кизил тукай               | Археологический памятник Государственная собственность           |
| 245             | Жаннатмакон-тепа (узб. Жаннатмаконтепалиги)                                                  |             | Не выявлены                 | Хонобод, Махалля Жаннатмакон                   | Археологический памятник Государственная собственность           |
| 246             | Иттифок-тепа (узб. Иттифоқтепа)                                                              |             | IV век до н. э. — III век   | Султонобод, Махалля Хуробод                    | Археологический памятник Государственная собственность           |
| 247             | Иттифок-тепа I (узб. Иттифоқтепа I)                                                          |             | II—IV века                  | Султонобод, Махалля Хуробод                    | Археологический памятник Государственная собственность           |
| 248             | Дев-тепа (узб. Деватепа)                                                                     |             | I—IV века                   | Султонобод, Махалля Хуробод                    | Археологический памятник Государственная собственность           |
| 249             | Дев-тепа I (узб. Деватепа I)                                                                 |             | II век до н. э. — IV век    | Султонобод, Махалля Хуробод                    | Археологический памятник Государственная собственность           |
| 250             | Хидирша-тепа (узб. Хидиршатепа)                                                              |             | II—IV века                  | Султонобод, Махалля Хуробод                    | Археологический памятник Государственная собственность           |
| 251             | Хидирша-тепа I (узб. Хидиршатепа I)                                                          |             | IV век до н. э. — IV век    | Султонобод, Махалля Хуробод                    | Археологический памятник Государственная собственность           |
| 252             | Хидирша-тепа II (узб. Хидиршатепа II)                                                        |             | III век до н. э. — IV век   | Султонобод, Махалля Хуробод                    | Археологический памятник Государственная собственность           |
| 253             | Кош-тепа II (узб. Қўштепа II)                                                                |             | I—IV века                   | Дардок, Махалля Кирлик                         | Археологический памятник Государственная собственность           |
| 254             | Янгиабад-тепа (узб. Янгиободтепа)                                                            |             | II век до н. э. — V век     | Коштепа, Махалля Хужатепа                      | Археологический памятник Государственная собственность           |
| 255             | Галаба-тепа (узб. Ғалабатепа)                                                                |             | III—VIII века               | Кадр, Махалля Нафосат                          | Археологический памятник Государственная собственность           |
| 256             | Жанубий-тепа (узб. Жанубийтепа)                                                              |             | I—IV века                   | Ободон, Махалля Ободон                         | Археологический памятник Государственная собственность           |
| 257             | Шимолий-тепа (узб. Шимолий тепа)                                                             |             | I—V века                    | Ободон, Махалля Ободон                         | Археологический памятник Государственная собственность           |
| 258             | Узлук-козон-тепа (узб. Улуғқозонтепалиги)                                                    |             | I—VIII века                 | Ёш тадбиркорлар, Махалля Дардоктепа            | Археологический памятник Государственная собственность           |
| 259             | Бордон-мазар (узб. Бордонмозор)                                                              |             | III—VIII века               | Султонобод, Махалля Сохибкирон                 | Археологический памятник Государственная собственность           |
| 260             | Жаннатбулок-тепа (узб. Жаннатбулоқтепалиги)                                                  |             | Не выявлены                 | Хонобод, Махалля Жаннатбулок                   | Археологический памятник Государственная собственность           |
| 261             | Жийда-мазар-тепа (узб. Жийдамозортепа)                                                       |             | Не выявлены                 | Бустон, Махалля Ижтимоят                       | Археологический памятник Государственная собственность           |
| 262             | Мозор-бува-тепа (узб. Мозорбуватепалиги)                                                     |             | I век до н. э. — I век      | Кургонтепа, Махалля Ифтихор                    | Археологический памятник Государственная собственность           |
| 263             | Тошадева-тепа (узб. Тошадеватепалиги)                                                        |             | Не выявлены                 | Кургонтепа, Махалля Ифтихор                    | Археологический памятник Государственная собственность           |
| 264             | Кесканёр-тепа (узб. Кесканёртепалиги)                                                        |             | II—VIII века                | Султонобод, Махалля Сохибкирон                 | Археологический памятник Государственная собственность           |
| 265             | Султонобод-тепа I (узб. Султонободтепалиги I)                                                |             | XII век до н. э. — VII век  | Кукбулок, Махалля Кунчилик                     | Археологический памятник Государственная собственность           |
| 266             | Султонобод-тепа II (узб. Султонобод тепалиги II)                                             |             | XII век до н. э. — VII век  | Кукбулок, Махалля Кунчилик                     | Археологический памятник Государственная собственность           |
| 267             | Султонобод-тепа III (узб. Султонобод тепалиги III)                                           |             | III век до н. э. — VIII век | Кукбулок, Махалля Кунчилик                     | Археологический памятник Государственная собственность           |
| 268             | Медресе Мирзакулбулиш (узб. Мирзақулбўлиш мадрасаси)                                         |             | 1909—1912 годы              | Кургонтепа, Махалля Бозорбоши                  | Архитектурный памятник Государственная собственность             |
| 269             | Мечеть Абдурахмонбой (узб. Абдурахмонбой масжиди)                                            |             | 1898 год                    | Дардок, Махалля Кирлик                         | Архитектурный памятник Государственная собственность             |
| 270             | Оталар чойхонаси (узб. Оталар чойхонаси биноси)                                              |             | 1980 год                    | Кургонтепа, Махалля Янги хаёт, ул. Мустакиллик | Архитектурный памятник Частная собственность                     |
| 271             | Памятник погибшим во Второй мировой войне (узб. Иккинчи жаҳон уруши қатнашчилари хотирасига) |             | 1971 год                    | Хонобод, Махалля Жаннатмакон                   | Памятник монументального искусства Государственная собственность |
| 272             | Памятник солдату спасителю (узб. Ҳалоскор аскар)                                             |             | 1980 год                    | Кургонтепа, Махалля Устоз, ул. Мангулик        | Памятник монументального искусства Государственная собственность |
| 273             | Юнус ота (святыня) (узб. Юнус ота зиёратгоҳи)                                                |             | Не выявлены                 | Хонобод, Махалля Жаннатбулок                   | Достопримечательность Государственная собственность              |
| 274             | Биби сешанба (святыня) (узб. Биби Сешанба зиёратгоҳи)                                        |             | Не выявлены                 | Хонобод, Махалля Жаннатбулок                   | Достопримечательность Государственная собственность              |
| 275             | Фозилмон ота (святыня) (узб. Фозилмон ота зиёратгоҳи)                                        |             | Не выявлены                 | Хонобод, Махалля Фозилмон, массив Ханабад      | Достопримечательность Государственная собственность              |

| Номер в перечне | Название                                                                                     | Изображение | Периоды                      | Адрес и координаты                             | Тип и право на недвижимость                            |
| --------------- | -------------------------------------------------------------------------------------------- | ----------- | ---------------------------- | ---------------------------------------------- | ------------------------------------------------------ |
| 276             | Али-тепа (узб. Алитепа)                                                                      |             | III век до. н. э. — V век    | Истиклол, Махалля Алитепа, ул. Алитепа         | Археологический памятник Государственная собственность |
| 277             | Жун-тепа (узб. Жунтепа)                                                                      |             | III—VIII века                | Катта Найман, Махалля Зафаробод                | Археологический памятник Государственная собственность |
| 278             | Курган-тепа (узб. Қўрғонтепа)                                                                |             | I—VIII века                  | Лумби, Махалля Ойбек, ул. Узумзор              | Археологический памятник Государственная собственность |
| 279             | Минг-тепа (узб. Мингтепа)                                                                    |             | IV век до. н. э. — V век     | Мархамат, Махалля Мингтепа, ул. Урикзор        | Археологический памятник Государственная собственность |
| 280             | Кашкар-тепа (узб. Қашқартепа)                                                                |             | IV век до. н. э., V—III века | Мархамат, Махалля Мингтепа, ул. Урикзор        | Археологический памятник Государственная собственность |
| 281             | Кызылоёк-тепа (узб. Қизилоёқтепа)                                                            |             | III—VII века                 | Олтин водий, Махалля Бурибоши                  | Археологический памятник Государственная собственность |
| 282             | Лули-тепа (Номсиз-тепа) (узб. Лўлитепа (Номсизтепа))                                         |             | Не выявлены                  | Тайт, Махалля Коракургон, ул. Гуррак           | Археологический памятник Государственная собственность |
| 283             | Мазар-тепа (узб. Мозортепа)                                                                  |             | Не выявлены                  | Корабогиш, Махалля Бозорбоши                   | Археологический памятник Государственная собственность |
| 284             | Караул-тепа (узб. Қоровултепа)                                                               |             | III век до. н. э. — V век    | Корабогиш, Махалля Корабогич                   | Археологический памятник Государственная собственность |
| 285             | Ок тунли ота (узб. Оқ тўнли ота)                                                             |             | III—VIII века                | Бобохуросон, Махалля Бобохуросон               | Археологический памятник Государственная собственность |
| 286             | Тоштепа-жингиртепа (узб. Тоштепа-жингиртепа)                                                 |             | IX—XII века                  | Корабогиш, Махалля Чилон                       | Археологический памятник Государственная собственность |
| 287             | Мунчоктепа — Дадабойтепа (узб. Мўнчоқтепа — Дадабойтепа)                                     |             | IV век                       | Корабогиш, Махалля Чилон                       | Археологический памятник Государственная собственность |
| 288             | Йиглок-тепа (узб. Йиғлоқтепаа)                                                               |             | III век до. н. э. — V век    | Мархамат, Махалля Дукчи Эшон                   | Археологический памятник Государственная собственность |
| 289             | Бурон-тепа (узб. Бўронтепа)                                                                  |             | III—VIII века                | Бобохуросон, Махалля Тошлок                    | Археологический памятник Государственная собственность |
| 290             | Давкар ота (узб. Давкар ота)                                                                 |             | III век до. н. э. — V век    | Истиклол, Махалля Алитепа                      | Археологический памятник Государственная собственность |
| 291             | Худжа-тепа (узб. Хўжатепа)                                                                   |             | II век до. н. э. — V век     | Бобохуросон, Махалля Шахристон                 | Археологический памятник Государственная собственность |
| 292             | Лумби-тепа (узб. Лўмбитепа)                                                                  |             | II—VIII век                  | Лумби, Махалля Ойбек, ул. Лумби                | Археологический памятник Государственная собственность |
| 293             | Турткуль-тепа (узб. Тўрткўлтепа)                                                             |             | III век до. н. э. — V век    | Полвонтош, Махалля Дурафшон                    | Археологический памятник Государственная собственность |
| 294             | Камыш-тепа (узб. Қамиштепа)                                                                  |             | I век                        | Хакка, Махалля Кушчи                           | Археологический памятник Государственная собственность |
| 295             | Бола-тепа (узб. Болатепа)                                                                    |             | I—IV века                    | Хакка, Махалля Кушчи                           | Археологический памятник Государственная собственность |
| 296             | Дала-тепа (узб. Далатепа)                                                                    |             | II—VIII века                 | Хакка, Махалля Кушчи                           | Археологический памятник Государственная собственность |
| 297             | Муминбай-тепа (узб. Мўминбойтепа)                                                            |             | I век                        | Хакка, Махалля Кушчи                           | Археологический памятник Государственная собственность |
| 298             | Ёрмат-тепа (узб. Ёрматтепа)                                                                  |             | I—IV века                    | Хакка, Махалля Кушчи                           | Археологический памятник Государственная собственность |
| 299             | Дунг-тепа (узб. Дўнгтепа)                                                                    |             | I—IV века                    | Хакка, Махалля Кушчи                           | Археологический памятник Государственная собственность |
| 300             | Хакка Дукка I (узб. Ҳакка Дукка I)                                                           |             | I—IV века                    | Хакка, Махалля Пахтакор                        | Археологический памятник Государственная собственность |
| 301             | Шуркишлак (узб. Шўрқишлоқ)                                                                   |             | Не выявлены                  | Шуркишлок, Махалля Шуркишлок                   | Археологический памятник Государственная собственность |
| 302             | Шур-тепа (узб. Шўртепа)                                                                      |             | I век                        | Шуркишлок, Махалля Шуркишлок                   | Археологический памятник Государственная собственность |
| 303             | Окбош-тепа (узб. Оқбоштепа)                                                                  |             | Не выявлены                  | Норайбури, Махалля Окбош, ул. Найман           | Археологический памятник Государственная собственность |
| 304             | Жийда-мазар (узб. Жийдамозор)                                                                |             | III—VIII века                | Жийдамозор, Махалля Жийдамозор                 | Археологический памятник Государственная собственность |
| 305             | Киялик-мазар (узб. Қияликтепа)                                                               |             | III—VII века                 | Жийдамозор, Махалля Жийдамозор                 | Археологический памятник Государственная собственность |
| 306             | Гар-гар-тепа (узб. Гар-гартепа)                                                              |             | III—VIII века                | Хужаарык, Махалля Гар-гар                      | Археологический памятник Государственная собственность |
| 307             | Норки-тепа (узб. Норкитепа)                                                                  |             | II век до. н. э. — VIII век  | Бобохуросон, Махалля Бобохуросон               | Археологический памятник Государственная собственность |
| 308             | Хакка дукка II (узб. Ҳакка дукка II)                                                         |             | Не выявлены                  | Хакка, Махалля Пахтакор                        | Археологический памятник Государственная собственность |
| 309             | Лули-тепа I (узб. Лўлитепа I)                                                                |             | III—VIII века                | Норайбури, Махалля Окбош, ул. Найман           | Археологический памятник Государственная собственность |
| 310             | Чангал мазар-тепа (узб. Чангал мозортепа)                                                    |             | III век до. н. э. — V век    | Бобохуросон, Махалля Шахристон                 | Археологический памятник Государственная собственность |
| 311             | Гудак-мазар (узб. Гўдак мозор)                                                               |             | III век до. н. э. — V век    | Истиклол, Махалля Алитепа                      | Археологический памятник Государственная собственность |
| 312             | Темиратки-мазар (узб. Темиратки мозор)                                                       |             | III век до. н. э. — V век    | Махалля Дукчи Эшон, ул. Исломобод              | Археологический памятник Государственная собственность |
| 313             | Жийда-мазар I (узб. Жийдамозор I)                                                            |             | III—VIII века                | Жийдамозор, Махалля Жийдамозор                 | Археологический памятник Государственная собственность |
| 314             | Окбош-тепа I (узб. Оқбоштепа I)                                                              |             | Не выявлены                  | Норайбури, Махалля Окбош, ул. Норай            | Археологический памятник Государственная собственность |
| 315             | Караул-тепа II (узб. Қоровултепа II)                                                         |             | Не выявлены                  | Норайбури, Махалля Окбош, ул. Норай            | Археологический памятник Государственная собственность |
| 316             | Жийда-мазар II (узб. Жийдамозор II)                                                          |             | III—VIII века                | Хужаарик, Махалля Хужаарик                     | Археологический памятник Государственная собственность |
| 317             | Миришкор (узб. Миришкор)                                                                     |             | Не выявлены                  | Чек, Махалля Миришкор                          | Археологический памятник Государственная собственность |
| 318             | Кушмок-мазар (узб. Қўшмоқ мозор)                                                             |             | Не выявлены                  | Полвонтош, Махалля Дурафшон                    | Археологический памятник Государственная собственность |
| 319             | Здание клуба (узб. Клуб биноси)                                                              |             | 1965 год                     | Бобохуросон, Махалля Шахристон, ул. Бохористон | Архитектурный памятник Государственная собственность   |
| 320             | Здание бывшей больницы (узб. Қадимий шифохона биноси)                                        |             | Не выявлены                  | Мархамат, Махалля Мингтепа, ул. Ипак йули      | Архитектурный памятник Государственная собственность   |
| 321             | Кулок булок (святыня) (узб. Қулоқ булоқ зиёратгоҳи)                                          |             | Не выявлены                  | Махалля Шомат                                  | Достопримечательность Государственная собственность    |
| 322             | Куйчи халфа (святыня) (узб. Қўйчи халфа зиёратгоҳи)                                          |             | Не выявлены                  | Крабогиш, Махалля Чилон                        | Достопримечательность Государственная собственность    |
| 323             | Табиб (святыня) (узб. Табиб (Мулла Абдужаббор табиб) зиёратгоҳи)                             |             | Не выявлены                  | Бобохуросон, Махалля Шахристон                 | Достопримечательность Государственная собственность    |
| 324             | Лазиз булок (узб. Лазиз булоқ)                                                               |             | Не выявлены                  | Полвонтош, Махалля Дурафшон                    | Достопримечательность Государственная собственность    |
| 325             | Хонбувиш булок (узб. Хонбувиш булоғи)                                                        |             | Не выявлены                  | Корабогиш, Махалля Ковунчи                     | Достопримечательность Государственная собственность    |
| 326             | Гузал ота (святыня) (узб. Гўзал ота зиёратгоҳи)                                              |             | Не выявлены                  | Коракургон, Махалля Ахиллик                    | Достопримечательность Государственная собственность    |
| 327             | Худжа Босмон ота (святыня) (узб. Хўжа Босмон ота зиёратгоҳи)                                 |             | Не выявлены                  | Хужаарык, Махалля Хужаарык                     | Достопримечательность Государственная собственность    |
| 328             | Миришкор ота (святыня) (узб. Миришкор ота зиёратгоҳи)                                        |             | Не выявлены                  | Чек, Махалля Миришкор                          | Достопримечательность Государственная собственность    |
| 329             | Ок мозор ота (святыня) (узб. Оқ мозор ота зиёратгоҳи)                                        |             | Не выявлены                  | Тайт, Махалля Коракургон, ул. Дустлик          | Достопримечательность Государственная собственность    |
| 330             | Банди ота (святыня) (узб. Банди ота зиёратгоҳи)                                              |             | Не выявлены                  | Корабогиш, Махалля Рохат                       | Достопримечательность Государственная собственность    |
| 331             | Бобохуросон ота (святыня) (узб. Бобохуросон ота зиёратгоҳи)                                  |             | Не выявлены                  | Бобохуросон, Махалля Бобохуросон, ул. Улус     | Достопримечательность Государственная собственность    |
| 332             | Хотинкум (святыня) (узб. Хотинқум зиёратгоҳи)                                                |             | Не выявлены                  | Бобохуросон, Махалля Бобохуросон, ул. Тошлок   | Достопримечательность Государственная собственность    |
| 333             | Чашмаи Муборак (святыня) (узб. Чашмаи Муборак зиёратгоҳи)                                    |             | Не выявлены                  | Алитепа, Махалля Алитепа                       | Достопримечательность Государственная собственность    |
| 334             | Окбош ота (святыня) (узб. Оқбош ота зиёратгоҳи)                                              |             | Не выявлены                  | Норайбури, Махалля Окбош, ул. Найман           | Достопримечательность Государственная собственность    |
| 335             | Тура бобо (святыня) (узб. Тўра бобо зиёратгоҳи)                                              |             | Не выявлены                  | Корабогиш, Махалля Шукурмерган                 | Достопримечательность Государственная собственность    |
| 336             | Мулла туйчи (святыня) (узб. Мулла тўйчи зиёратгоҳи)                                          |             | XVIII—XIX века               | Корабогиш, Махалля Йуламатол                   | Достопримечательность Государственная собственность    |
| 337             | Дом тысячелетнего чинара и виноградных лоз (узб. Минг йиллик чинор ва узум сўртакли хонадон) |             | Не выявлены                  | Тайт, Махалля Коракургон, ул. Хунарманд        | Достопримечательность Государственная собственность    |

| Номер в перечне | Название                                                                                         | Изображение | Периоды     | Адрес и координаты                                | Тип и право на недвижимость                            |
| --------------- | ------------------------------------------------------------------------------------------------ | ----------- | ----------- | ------------------------------------------------- | ------------------------------------------------------ |
| 338             | Юмалок-тепа (узб. Юмалоқтепа)                                                                    |             | II—IV века  | Бустон, Махалля Катта Октепа, ул. Тошкучаси       | Археологический памятник Государственная собственность |
| 339             | Кош-тепа (узб. Қўштепа)                                                                          |             | I—IV века   | Сафаробод, Махалля Сафаробод                      | Археологический памятник Государственная собственность |
| 340             | Катта ок-тепа (узб. Катта Оқтепа)                                                                |             | III—IV века | Бустон, Махалля Катта Октепа, ул. Шахрихон        | Археологический памятник Государственная собственность |
| 341             | Заргалдак-тепа (узб. Зарғалдақтепа)                                                              |             | Не выявлены | Бустон, Махалля Бустон                            | Археологический памятник Государственная собственность |
| 342             | Якка-тепа (узб. Яккатепа)                                                                        |             | V—VIII века | Далварзин, Махалля Янгичек                        | Археологический памятник Государственная собственность |
| 343             | Мечеть Катта октепа (узб. Катта оқтепа масжиди)                                                  |             | XX век      | Бустон, Махалля Катта Октепа, ул. Тинчлик дом № 2 | Архитектурный памятник Государственная собственность   |
| 344             | Мечеть Коштепа (узб. Қўштепа масжиди)                                                            |             | 1912 год    | Урта махалла, Махалля Урта, ул. Ибрат             | Архитектурный памятник Государственная собственность   |
| 345             | Святыня сына Муллы Мамнуна Шейх Акбара (узб. Мулла Мамнун Шайх Акбар Ҳазратлари ўғли зиёратгоҳи) |             | XIX век     | Маслахат, Махалля Хасан Хусан                     | Достопримечательность Государственная собственность    |
| 346             | Мавзолей Миржалол (узб. Миржалол мақбараси)                                                      |             | Не выявлены | Жалабек, Махалля Жалабек, ул. Жалабек             | Достопримечательность Государственная собственность    |

| Номер в перечне | Название                                                           | Изображение | Периоды                   | Адрес и координаты                                | Тип и право на недвижимость                                      |
| --------------- | ------------------------------------------------------------------ | ----------- | ------------------------- | ------------------------------------------------- | ---------------------------------------------------------------- |
| 347             | Куктунлик ота (узб. Кўктўнлик ота)                                 |             | I—VIII века               | Куктунлик, Махалля Кумшайдо, ул. Куктунли ота     | Археологический памятник Государственная собственность           |
| 348             | Ховоскон ота (узб. Ховоскон ота)                                   |             | V—XII века                | Узкуза, Махалля Файзобод                          | Археологический памятник Государственная собственность           |
| 349             | Овушко ота (узб. Овушко ота)                                       |             | I—VIII века               | Овушка, Махалля Терактаги                         | Археологический памятник Государственная собственность           |
| 350             | Кайир-тепа (узб. Қайиртепа)                                        |             | II—IV века                | Кайир, Махалля Кайир                              | Археологический памятник Государственная собственность           |
| 351             | Кайир-тепа II (узб. Қайиртепа II)                                  |             | I—IV века                 | Кайир, Махалля Кайир                              | Археологический памятник Государственная собственность           |
| 352             | Кош-тепа (узб. Қўштепа)                                            |             | II—IV века                | Хилла, Махалля Гулзор                             | Археологический памятник Государственная собственность           |
| 353             | Коракургон-тепа (узб. Қорақўрғонтепа)                              |             | II—IV века                | Коракургон, Махалля Коракургон                    | Археологический памятник Государственная собственность           |
| 354             | Улуг-мазар (узб. Улуғмозор)                                        |             | III век до н. э. — IV век | Учкуза, Махалля Файзобод                          | Археологический памятник Государственная собственность           |
| 355             | Мечеть Сахна (узб. Саҳна масжиди)                                  |             | 1908 год                  | Избоскан, Махалля Тошкургон, ул. Мангуберди       | Архитектурный памятник Государственная собственность             |
| 356             | Медресе Отакузи (узб. Отақўзи мадрасаси)                           |             | 1913 год                  | Тукувчи, Махалля Кургонча                         | Архитектурный памятник Государственная собственность             |
| 357             | Памятник скорбящей Матери (узб. Мотамсаро она хайкали)             |             | 1995 год                  | Пахтаобод, Махалля Муаззинбой, ул. Ок олтин       | Памятник монументального искусства Государственная собственность |
| 358             | Памятник Зокиржону Хабиби (узб. Зокиржон Холмуҳаммад ўғли Ҳабибий) |             | XX век                    | Пахтаобод, Махалля Бобур, ул. Амира Темура        | Памятник монументального искусства Государственная собственность |
| 359             | Ховусхон ота (святыня) (узб. Ховусхон ота зиёратгоҳи)              |             | VIII век                  | Узкуза, Махалля Файзобод                          | Достопримечательность Государственная собственность              |
| 360             | Куктунлик ота (святыня) (узб. Кўктўнлик ота зиёратгоҳи)            |             | Не выявлены               | Куктунлик, Махалля Кумшайдо, ул. Куктунли ота     | Достопримечательность Государственная собственность              |
| 361             | Овушка ота (святыня) (узб. Овушка ота зиёратгоҳи)                  |             | Не выявлены               | Овушка, Махалля Терактаги                         | Достопримечательность Государственная собственность              |
| 362             | Худжатаксим ота (святыня) (узб. Хўжатақсим ота зиёратгоҳи)         |             | Не выявлены               | Избоскан, Махалля Маърифат, ул. Хурводий дом № 13 | Достопримечательность Государственная собственность              |

| Номер в перечне | Название                                                       | Изображение | Периоды     | Адрес и координаты                                   | Тип и право на недвижимость                         |
| --------------- | -------------------------------------------------------------- | ----------- | ----------- | ---------------------------------------------------- | --------------------------------------------------- |
| 363             | Кукйутал мазар (святыня) (узб. Кўкйўтал мозор зиёратгоҳи)      |             | Не выявлены | Узбекистан, Махалля Узбекистан, Массив Мирзаахмедова | Достопримечательность Государственная собственность |
| 364             | Чангал-мазар (святыня) (узб. Чангалмозор зиёратгоҳи)           |             | X—XII века  | Узбекистан, Махалля Узбекистан, Массив Мирзаахмедова | Достопримечательность Государственная собственность |
| 365             | Мазар Гудак пири (святыня) (узб. Гўдак пири мозори зиёратгоҳи) |             | X—XII века  | Мингбулок, Махалля Мингбулок, Массив Мингбулок       | Достопримечательность Государственная собственность |
| 366             | Булак Жамбулбулак (святыня) (узб. Жамбулбулоқ булоқ)           |             | X—XII века  | Мингбулок, Махалля Мингбулок, Массив Мингбулок       | Достопримечательность Государственная собственность |

| Номер в перечне | Название                                            | Изображение | Периоды     | Адрес и координаты                                    | Тип и право на недвижимость                                      |
| --------------- | --------------------------------------------------- | ----------- | ----------- | ----------------------------------------------------- | ---------------------------------------------------------------- |
| 367             | Шох супа (узб. Шох супа)                            |             | 1995 год    | Ханабад, Махалля Истиклол, ул. Мирзо Улугбека дом № 2 | Архитектурный памятник Государственная собственность             |
| 368             | Осма йўл (узб. Осма йўл)                            |             | 1976 год    | Ханабад, Махалля Истиклол, ул. Фарогат                | Архитектурный памятник Государственная собственность             |
| 369             | Памятник скорбящей Матери (узб. Она ҳайкали)        |             | 1987 год    | Ханабад, Махалля Истиклол                             | Памятник монументального искусства Государственная собственность |
| 370             | Памятник Сойибу Хужаеву (узб. Сойиб Хўжаев ҳайкали) |             | 2000 год    | Ханабад, Махалля Юксалиш, ул. Ишчилар                 | Памятник монументального искусства Государственная собственность |
| 371             | Сад Хонтог (узб. Хонтоғ боғи)                       |             | Не выявлены | Ханабад, Махалля Истиклол                             | Достопримчательность Государственная собственность               |

| Номер в перечне | Название | Изображение | Периоды                           | Адрес и координаты                                      | Тип и право на недвижимость                                      |
| --------------- | --- | ----------- | --------------------------------- | ------------------------------------------------------- | ---------------------------------------------------------------- |
| 372             | Мазар-тепа (Дева-тепа) (узб. Мозортепа (Деватепа))                                                                                      |             | Не выявлены                       | Ходжаабад, Махалля Захириддин Мухаммад Бобур, ул. Олима | Археологический памятник Государственная собственность           |
| 373             | Дилкушод-тепа (узб. Дилкушодтепа) |             | II—XV века                        | Дилкушод, Махалля Дилкушод                              | Археологический памятник Государственная собственность           |
| 374             | Лоткон-тепа (узб. Лотконтепа) |             | Не выявлены                       | Дилкушод, Махалля Кувватмурод, ул. Иттифок              | Археологический памятник Государственная собственность           |
| 375             | Номсиз-тепа (узб. Номсизтепа) |             | Не выявлены                       | Ходжаабад, Махалля Бешкарам, ул. Узбекистон             | Археологический памятник Государственная собственность           |
| 376             | Биловур-тепа (узб. Биловуртепа) |             | Не выявлены                       | Тураобод, Махалля Тураобод, ул. Бадавлат                | Археологический памятник Государственная собственность           |
| 377             | Занги ота (узб. Занги ота) |             | III—VIII века                     | Ордай, Махалля Ордай                                    | Археологический памятник Государственная собственность           |
| 378             | Гоз-тепа (узб. Ғозтепа) |             | X—XII века                        | Ордай, Махалля Ордай                                    | Археологический памятник Государственная собственность           |
| 379             | Киргиз мазар (узб. Қирғиз мозор) |             | II—I века до н. э., IV век        | Ордай, Махалля Ордай                                    | Археологический памятник Государственная собственность           |
| 380             | Угир-тепа (узб. Угиртепа) |             | III—II века до н. э., II—III века | Дилкушод, Махалля Дилкушод                              | Археологический памятник Государственная собственность           |
| 381             | Гудак-мазар (узб. Гўдакмозор) |             | III—V века                        | Ходжаабад, Махалля Бешкарам, ул. Узбекистан             | Археологический памятник Государственная собственность           |
| 382             | Чайхана Нурани (узб. Нуроний чойхонаси)                                                                                                 |             | 1980 год                          | Ходжаабад, Махалля Бахрин                               | Архитектурный памятник Государственная собственность             |
| 383             | Чайхана Шахрихансай (узб. Шаҳрихонсой чойхонаси)                                                                                        |             | 1985 год                          | Ходжаабад, Махалля Алишер Навоий, ул. Навоий            | Архитектурный памятник Частная собственность                     |
| 384             | Мечеть Джами (Ходжаабад) (узб. Жомеъ масжиди)                                                                                           |             | 1996 год                          | Ходжаабад, Махалля Джомеъ, ул. Миллий юксалиш           | Архитектурный памятник Государственная собственность             |
| 385             | Проспект Захириддина Мухаммада Бабура (узб. Заҳириддин Муҳаммад Бобур ҳиёбони)                                                          |             | 1994 год                          | Дилкушод, Махалля Дилкушод, ул. Дилкушод                | Памятник монументального искусства Государственная собственность |
| 386             | ? (узб. Номаълум аскар ва она) |             | XX век                            | Шахрихансай, Махалля Янги хаят, ул. Баркамол авлод      | Памятник монументального искусства Государственная собственность |
| 387             | Аллея памяти погибших во Второй мировой войне (узб. Иккинчи жаҳон урушида ҳалок бўлганлар хотирасига ҳибони)                            |             | XX век                            | Манак, Махалля Нишоббуйи, ул. Ровдон                    | Памятник монументального искусства Государственная собственность |
| 388             | Памятник в память о погибших во Второй мировой войне (узб. Иккинчи жаҳон урушида ҳалок бўлганлар хотирасига бағишлаб ўртанилган ҳайкал) |             | XX век                            | Ипакчилик, Махалля Ипакчи                               | Памятник монументального искусства Государственная собственность |
| 389             | Имом ота (святыня) (узб. Имом ота зиёратгоҳи)                                                                                           |             | Не выявлены                       | Имом ота, Махалля Тошота, ул. Юкори Имом                | Достопримечательность Государственная собственность              |
| 390             | Манак ота (святыня) (узб. Манак ота зиёратгоҳи)                                                                                         |             | Не выявлены                       | Бешковок, Махалля Бешковок, ул. Бахор                   | Достопримечательность Государственная собственность              |
| 391             | Камбар ота (святыня) (узб. Қамбар ота зиёратгоҳи)                                                                                       |             | Не выявлены                       | Янги Фаргона, Махалля Янги Фаргона, ул. Камбар ота      | Достопримечательность Государственная собственность              |
| 392             | Булак Туглук азиз (узб. Тутлуқ азиз булоғи)                                                                                             |             | Не выявлены                       | Хидирша, Махалля Хидирша                                | Достопримечательность Государственная собственность              |

| Номер в перечне | Название | Изображение | Периоды                  | Адрес и координаты                                   | Тип и право на недвижимость                                      |
| --------------- | --- | ----------- | ------------------------ | ---------------------------------------------------- | ---------------------------------------------------------------- |
| 393             | Камол-тепа (узб. Камолтепа)                                                                                            |             | III—V века               | Камолтепа, Махалля Байрок, Шахриханское шоссе        | Археологический памятник Государственная собственность           |
| 394             | Жум-тепа (узб. Жумтепа)                                                                                                |             | II век до н. э. — IV век | Бирлашган, Махалля Бирлашган, ул. Бирлашган          | Археологический памятник Государственная собственность           |
| 395             | Гуровон-тепа (узб. Гуровонтепалиги)                                                                                    |             | V—VIII века              | Сохиобод, Махалля Сохиобод, ул. Гуравон              | Археологический памятник Государственная собственность           |
| 396             | Деватаги-тепа (узб. Деватагитепалиги)                                                                                  |             | I век                    | Деватаги, Махалля Октунлик, ул. Деватаги             | Археологический памятник Государственная собственность           |
| 397             | Ок тунлик мазар-тепа (узб. Оқ тўнлик мозортепа)                                                                        |             | I—IV века                | Деватаги, Махалля Октунлик, ул. Октунлик             | Археологический памятник Государственная собственность           |
| 398             | Тунгиз-тепа (узб. Тўнгизтепа)                                                                                          |             | III—VI века              | Вахим, Махалля Бешмахалла, ул. Гулкишлок             | Археологический памятник Государственная собственность           |
| 399             | Тусковул-тепа (узб. Тусқовултепа)                                                                                      |             | I—VIII века              | Чужа, Махалля Дустлик, ул. Мардона                   | Археологический памятник Государственная собственность           |
| 400             | Эшон-кишлак мазар (узб. Эшонқишлоқ мозори)                                                                             |             | I век                    | Эшонкишлок, Махалля Эшонкишлок, ул. Кум              | Археологический памятник Государственная собственность           |
| 401             | Кургонча-тепа (узб. Қўрғончатепа)                                                                                      |             | V—VIII века              | Эски Кургон, Махалля Кургонча, ул. Курганча          | Археологический памятник Государственная собственность           |
| 402             | Жун-тепа II (узб. Жунтепа II)                                                                                          |             | V—VIII века              | Кумкайрок, Махалля Кумкайрок, ул. Бирлашган          | Археологический памятник Государственная собственность           |
| 403             | Жун-тепа II (кладбище Эшонбува) (узб. Жунтепа II (Эшонбува қабристони))                                                |             | V—VIII века              | Кумкайрок, Махалля Кумкайрок, ул. Бирлашган          | Археологический памятник Государственная собственность           |
| 404             | Абдуби-мазар (узб. Абдубимозор)                                                                                        |             | II—IV века               | Сохиобод, Махалля Бирлашган, ул. Абдубий             | Археологический памятник Государственная собственность           |
| 405             | Кладбище Девона буви (узб. Девона буви қабристони)                                                                     |             | II—VI века               | Шеркургон, Махалля Шеркургон                         | Археологический памятник Государственная собственность           |
| 406             | Дева-тепа (узб. Деватепа)                                                                                              |             | III—VIII века            | Деватаги, Махалля Октунлик, ул. Октунлик             | Археологический памятник Государственная собственность           |
| 407             | Мечеть Подсон (узб. Понсод масжиди)                                                                                    |             | 1903 год                 | Шахрихан, Махалля Муллавой, Шахриханское шоссе       | Архитектурный памятник Государственная собственность             |
| 408             | Мечеть Гумбаз (узб. Гумбаз масжиди)                                                                                    |             | 1880 год                 | Фармончек, Махалля Найман, Шахриханское Найман       | Архитектурный памятник Государственная собственность             |
| 409             | Мечеть Доруломон (узб. Доруломон масжиди)                                                                              |             | 1912 год                 | Дориломон, Махалля Дориломон, ул. Дориломон          | Архитектурный памятник Государственная собственность             |
| 410             | Мечеть Кипчак курган (Усман ходжи) (узб. Қипчоқ қўрғон масжиди Ўсмон хожи)                                             |             | 1909 год                 | Мумтоз, Махалля Кипчак курган, ул. Кипчак курган     | Архитектурный памятник Государственная собственность             |
| 411             | Мечеть Гултепа (узб. Гултепа масжиди)                                                                                  |             | XX век                   | Шахрихан, Махалля Андижонлик, ул. Асака              | Архитектурный памятник Государственная собственность             |
| 412             | Мечеть Хазрати Билол (узб. Хазрати Билол масжиди)                                                                      |             | XX век                   | Дурмон, Махалля Дурмон, ул. Дурмон                   | Архитектурный памятник Государственная собственность             |
| 413             | Дом Понсод (узб. Понсод уйи)                                                                                           |             | XX век                   | Янги найнаво, Махалля Кошкунок, дом № 57             | Архитектурный памятник Государственная собственность             |
| 414             | Памятник участникам Второй мировой войны (узб. Иккинчи жаҳон уруши қатнашчилари хотирасига бағишлаб ўрнатилган ҳайкал) |             | 1968 год                 | Ходжаабад, Махалля Ходжаабад                         | Памятник монументального искусства Государственная собственность |
| 415             | Аллея памяти ветеранов Великой Отечественной войны (узб. Иккинчи жаҳон уруши қатнашчилари хотираси ҳиёбони)            |             | 1975 год                 | Янги найнаво, Махалля Янги найнаво, ул. Марказ       | Памятник монументального искусства Государственная собственность |
| 416             | Памятник Усмонжону Ёкубову (узб. Усмонжон Ёқубов ҳайкали)                                                              |             | 1970 год                 | Мумтоз, Махалля Марказ, ул. Марказ                   | Памятник монументального искусства Государственная собственность |
| 417             | Мушкулкушод (святыня) (узб. Мушкулкушод зиёратгоҳи)                                                                    |             | I—IV века                | Вахим, Махалля Бешмахалла, ул. Кургонча              | Достопримечательность Государственная собственность              |
| 418             | Кук тунлик (святыня) (узб. Кўк тўнлик зиёратгоҳи)                                                                      |             | Не выявлены              | Шахрихан, Махалля Андижонлик                         | Достопримечательность Государственная собственность              |
| 419             | Ок тунлик (святыня) (узб. Оқ тўнлик зиёратгоҳи)                                                                        |             | I—IV века                | Деватаги, Махалля Октунлик, ул. Октунлик             | Достопримечательность Государственная собственность              |
| 420             | Буваназар бува (святыня) (узб. Буваназар бува зиёратгоҳи)                                                              |             | 1885 год                 | Фармончек, Махалля Найман, ул. Найман                | Достопримечательность Государственная собственность              |
| 421             | Маслахат ота (святыня) (узб. Маслахат ота зиёратгоҳи)                                                                  |             | Не выявлены              | Маслахаттепа, Махалля Маслахаттепа, ул. Маслахаттепа | Достопримечательность Государственная собственность              |
| 422             | Сегазакум ота (святыня) (узб. Сегазақум зиёратгоҳи)                                                                    |             | Не выявлены              | Сегазакум, Махалля Сегазакум                         | Достопримечательность Государственная собственность              |

## Бухарская область
| Номер в перечне | Название | Изображение | Периоды                    | Адрес и координаты                                               | Тип и право на недвижимость                                      |
| --------------- | --- | ----------- | -------------------------- | ---------------------------------------------------------------- | ---------------------------------------------------------------- |
| 1               | Остатки караван-сарая и бани (узб. Карвонсарой ва Ҳаммом қолдиқлари)                                                    |             | XIV—XVI века               | Махалля им. Д. Икрами, ул. Хакикат                               | Археологический памятник Государственная собственность           |
| 2               | Тали Мурда Партау (узб. Тали Мурда Партау)                                                                              |             | IV—XII века                | Махалля Ширбуддин, ул. им. Б. Нақшбанда                          | Археологический памятник Государственная собственность           |
| 3               | Медресе Ходжа Курбан (узб. Хожа Қурбон мадрасаси)                                                                       |             | 1906—1907 годы             | Махалля им. Абдулхалика Гиждувани, ул. им. А. Гиждувани          | Архитетурный памятник Государственная собственность              |
| 4               | Медресе Ибрагим Охунда (узб. Иброҳим Охунд мадрасаси)                                                                   |             | XIX век                    | Махалля Кукельдаш, ул. М. Амбар                                  | Архитетурный памятник Государственная собственность              |
| 5               | Медресе Туркмен (узб. Туркмен мадрасаси)                                                                                |             | 1905 год                   | Махалля им. М. Улугбека, ул. Кемухгарон                          | Архитетурный памятник Государственная собственность              |
| 6               | Медресе Истеза (узб. Истеза мадрасаси)                                                                                  |             | XIX век                    | Махалля Кукельдаш, ул. им. Ходжи Порсо                           | Архитетурный памятник Государственная собственность              |
| 7               | Медресе Мир Саид Камола (узб. Мир Саид Камол мадрасаси)                                                                 |             | 1906 год                   | Махалля им. М. Улугбека, ул. Хакикат                             | Архитетурный памятник Государственная собственность              |
| 8               | Медресе Мехтар Анбар (узб. Меҳтар Анбар мадрасаси)                                                                      |             | XIX век                    | Махалля Кукельдаш, ул. им. Б. Накшбанда                          | Архитетурный памятник Государственная собственность              |
| 9               | Медресе Мавлоно Асири (узб. Мавлоно Ассири мадрасаси)                                                                   |             | XVIII век                  | ул. Мирдустим                                                    | Архитетурный памятник Государственная собственность              |
| 10              | Медресе Домулло Хасан (узб. Домулло Ҳасан мадрасаси)                                                                    |             | XIX век                    | Махалля Кукельдаш, ул. М. Амбар                                  | Архитетурный памятник Государственная собственность              |
| 11              | Медресе Саид Камол (узб. Саид Камол мадрасаси)                                                                          |             | XIX век                    | Махалля Кукельдаш, ул. им. Б. Накшбанда                          | Архитетурный памятник Государственная собственность              |
| 12              | Медресе Мир Бокий-Тим (узб. Мир Боқий тим мадрасаси қолдиқлари)                                                         |             | 1911 год                   | Махалля им. М. Улугбека, ул. Тупхона                             | Архитетурный памятник Государственная собственность              |
| 13              | Медресе Хотам Хинду (узб. Ҳотам Ҳинду мадрасаси)                                                                        |             | XX век                     | Махалля им. Х. Алимджана, ул. Сузангарон                         | Архитетурный памятник Государственная собственность              |
| 14              | Медресе Рашид (узб. Рашид мадрасаси)                                                                                    |             | XVIII—XIX века             | Махалля им. Х. Алимджана, ул. им. Б. Накшбанда                   | Архитетурный памятник Государственная собственность              |
| 15              | Медресе Чукур (узб. Чуқур мадрасаси)                                                                                    |             | XIX век                    | Махалля им. М. Улугбека, ул. им. Х. Ашурова                      | Архитетурный памятник Государственная собственность              |
| 16              | Медресе Хусайни (узб. Ҳусайни мадрасаси)                                                                                |             | XVIII век                  | Махалля им. Турки Джанди, ул. Намазгах                           | Архитетурный памятник Государственная собственность              |
| 17              | Медресе Мирзо Хамдам (узб. Мирзо Ҳамдам мадрасаси)                                                                      |             | XIX век                    | Махалля им. И. Бухари, ул. Ругангарон                            | Архитетурный памятник Государственная собственность              |
| 18              | Медресе Кунджак (узб. Кунджак мадрасаси)                                                                                |             | XIX век                    | Махалля им. И. Бухари, ул. Амири                                 | Архитетурный памятник Государственная собственность              |
| 19              | Медресе Хурджин (узб. Хўржин мадрасаси)                                                                                 |             | 1864—1865 годы             | Махалля Кукельдаш, ул. Пойи Остона                               | Архитетурный памятник Государственная собственность              |
| 20              | Медресе Салимбек (узб. Салимбек мадрасаси қолдиқлари)                                                                   |             | XIX век                    | Махалля им. Х. Алимджана, ул. им. М. Ашрафи                      | Архитетурный памятник Государственная собственность              |
| 21              | Медресе Улугбека (Бухара) (узб. Улуғбек мадрасаси)                                                                      |             | 1417 год                   | Махалля им. М. Улугбека, ул. Нурабад                             | Архитетурный памятник Государственная собственность              |
| 22              | Медресе Абдулазиз-хана (узб. Абдулазизхон мадрасаси)                                                                    |             | 1651—1652 год              | Махалля им. М. Улугбека, ул. Нурабад                             | Архитетурный памятник Государственная собственность              |
| 23              | Медресе Мадари-хан (узб. Модарихон мадрасаси)                                                                           |             | XVI век                    | Махалля им. Ходжи Гунджари, ул. Мирдустим                        | Архитетурный памятник Государственная собственность              |
| 24              | Медресе Абдулла-хана (Бухара) (узб. Абдуллахон мадрасаси)                                                               |             | XVI век                    | Махалля им. Ходжи Гунджари, ул. Мирдустим                        | Архитетурный памятник Государственная собственность              |
| 25              | Медресе Амира Алим-хана (узб. Амир Олимхон мадрасаси)                                                                   |             | 1914—1915 годы             | Махалля им. И. Бухари, ул. им. Х. Ибадова                        | Архитетурный памятник Государственная собственность              |
| 26              | Медресе Домулло Турсунжон (узб. Домулло Турсунжон мадрасаси)                                                            |             | 1796—1797 годы             | Махалля им. И. Бухари, ул. М. Амбар                              | Архитетурный памятник Государственная собственность              |
| 27              | Медресе Джуйбори Калон (узб. Жўйбори Калон мадрасаси)                                                                   |             | 1670—1671 годы             | Махалля Хаузи Нав, ул. Хаузи Нав                                 | Архитетурный памятник Государственная собственность              |
| 28              | Медресе Гозиен (узб. Ғозиён мадрасаси)                                                                                  |             | 1730—1734 годы             | Махалля им. Х. Алимджана, ул. Гозиён                             | Архитетурный памятник Государственная собственность              |
| 29              | Медресе Рахмонкул (узб. Раҳмонқул мадрасаси)                                                                            |             | 1794—1795 годы             | Махалля им. И. Бухари, ул. им. Мирзы Фаяза                       | Архитетурный памятник Государственная собственность              |
| 30              | Медресе Ходжа Порсо (узб. Хожа Порса мадрасаси)                                                                         |             | XV—XVIII века              | Махалля Кукельдаш, ул. им. Ходжи Порсо                           | Архитетурный памятник Государственная собственность              |
| 31              | Медресе Тош Сарой (узб. Тош Сарой мадрасаси)                                                                            |             | XVIII век                  | Махалля им. М. Улугбека, ул. Самарканд                           | Архитетурный памятник Государственная собственность              |
| 32              | Медресе Эшони Пир (узб. Эшони Пир мадрасаси)                                                                            |             | XVII век                   | Махалля им. Д. Икрами, ул. им. Эшони Пир                         | Архитетурный памятник Государственная собственность              |
| 33              | Мечеть Абдулла Кучкар (узб. Абдулло Қўчқор масжиди)                                                                     |             | 1744 год                   | Махалля Кукельдаш, ул. им. Абдуллы Кучкара                       | Архитетурный памятник Государственная собственность              |
| 34              | Мечеть Кукельдаш (узб. Кўкалдош масжиди)                                                                                |             | XVI век                    | Махалля им. И. Бухари, ул. Ругангарон                            | Архитетурный памятник Государственная собственность              |
| 35              | Мечеть Равгангарон (узб. Равғангарон масжиди)                                                                           |             | XVII век                   | Махалля им. Ходжи Гунджари, ул. Регистан                         | Архитетурный памятник Государственная собственность              |
| 36              | Мечеть Дустум Чухра огоси (узб. Дўстим–Чорғоси масжиди)                                                                 |             | 1585—1586 годы             | Махалля им. И. Бухари, ул. Мирзафаяз                             | Архитетурный памятник Государственная собственность              |
| 37              | Мечеть Тагбандбофон (узб. Тагбандбофон масжиди)                                                                         |             | XVII век                   | Махалля им. И. Бухари, ул. Тагбандбофон                          | Архитетурный памятник Государственная собственность              |
| 38              | Мечеть Бозори Корд (узб. Бозори Корд масжиди)                                                                           |             | XVI век                    | Махалля им. И. Бухари, ул. Хакикат                               | Архитетурный памятник Государственная собственность              |
| 39              | Мечеть Арабон (узб. Арабон масжиди)                                                                                     |             | 1880 год                   | Махалля им. Турки Джанди, ул. Арабон                             | Архитетурный памятник Государственная собственность              |
| 40              | Мечеть Куйи Дарахт (узб. Қуйи Дарахт масжиди)                                                                           |             | 1909 год                   | Махалля им. Х. Алимджана, ул. Куйи Дарахт                        | Архитетурный памятник Государственная собственность              |
| 41              | Мечеть Ходжахо (узб. Хожахо масжиди)                                                                                    |             | 1828 год                   | Махалля им. М. Улугбека, ул. им. Ю. Ахунбабаева                  | Архитетурный памятник Государственная собственность              |
| 42              | Мечеть Сиддикиан (узб. Сиддиқиён масжиди)                                                                               |             | XVIII век                  | Махалля им. И. Бухари, ул. им. Х. Ибодова                        | Архитетурный памятник Государственная собственность              |
| 43              | Мечеть Ляби Хаузи Кази Калян (узб. Лаби Ҳовузи Қози Калон масжиди)                                                      |             | XVIII век                  | Махалля им. И. Бухари, ул. Кази Калян                            | Архитетурный памятник Государственная собственность              |
| 44              | Мечеть Ойбинок (узб. Ойбиноқ масжиди)                                                                                   |             | XVIII—XIX века             | Махалля им. Д. Икрами, ул. им. М. Амбара                         | Архитетурный памятник Государственная собственность              |
| 45              | Мечеть Имам Газоли Вали (узб. Имом Ғазоли Вали масжиди)                                                                 |             | XVI век                    | Махалля им. Ходжи Гунджари, ул. им. Мухаммада Вали               | Архитетурный памятник Государственная собственность              |
| 46              | Мечеть Забиён-Дабиён (узб. Забиён-Дабиён масжиди)                                                                       |             | XVIII век                  | Махалля им. Ходжи Гунджари, ул. им. Мухаммада Вали               | Архитетурный памятник Государственная собственность              |
| 47              | Мечеть Кемухтгарон (узб. Кемуҳтгарон масжиди)                                                                           |             | XVIII век                  | Махалля им. М. Улугбека, ул. Кемухгарон                          | Архитетурный памятник Государственная собственность              |
| 48              | Мечеть Шохи-Ахси (узб. Шоҳи-Аҳси масжиди)                                                                               |             | XVII век                   | Махалля им. М. Улугбека, ул. Самарканд                           | Архитетурный памятник Государственная собственность              |
| 49              | Мечеть Кунджак (узб. Кунжак масжиди)                                                                                    |             | XVII век                   | Махалля им. И. Бухари, ул. Амири                                 | Архитетурный памятник Государственная собственность              |
| 50              | Мечеть Саллахона (узб. Саллахона масжиди)                                                                               |             | XIX век                    | Махалля им. Турки Джанди, ул. Арабон                             | Архитетурный памятник Государственная собственность              |
| 51              | Мечеть Ходжа Булгар (узб. Хожа Булғор масжиди)                                                                          |             | XVIII век                  | Махалля им. Д. Икрами, ул. им. Ходжи Булгара                     | Архитетурный памятник Государственная собственность              |
| 52              | Мечеть Куйи Ханако (узб. Қуйи Хоноқо масжиди)                                                                           |             | XVII век                   | Махалля им. Ходжи Гунджари, ул. Куйи Ханако                      | Архитетурный памятник Государственная собственность              |
| 53              | Мечеть Мирза Усман (узб. Мирза Усмон масжиди)                                                                           |             | XVII—XVIII века            | Махалля им. И. Бухари, ул. Мирзы Усмана                          | Архитетурный памятник Государственная собственность              |
| 54              | Мечеть Бозори Гуль (узб. Бозори Гул масжиди)                                                                            |             | XVIII век                  | Махалля им. М. Улугбека, ул. им. Х. Ашурова                      | Архитетурный памятник Государственная собственность              |
| 55              | Мечеть Саид Камол (узб. Саид Камол масжиди)                                                                             |             | XIX век                    | Махалля Кукельдаш, ул. М. Амбар                                  | Архитетурный памятник Государственная собственность              |
| 56              | Мечеть Шохи Занджир (узб. Шохи Занжир масжиди)                                                                          |             | XVIII век                  | Махалля им. М. Улугбека, ул. им. Ю. Ахунбабаева                  | Архитетурный памятник Государственная собственность              |
| 57              | Мечеть Ходжа Порсо (узб. Хожа Порсо масжиди)                                                                            |             | XVIII век                  | Махалля Кукельдаш, ул. им. Ходжи Порсо                           | Архитетурный памятник Государственная собственность              |
| 58              | Мечеть Мир Иброхим (узб. Мир Иброҳим масжиди)                                                                           |             | XVIII век                  | Махалля им. М. Улугбека, ул. Самарканд                           | Архитетурный памятник Государственная собственность              |
| 59              | Мечеть Поччакул Ходжа (узб. Поччақул Хожа масжиди)                                                                      |             | XIX век                    | Махалля им. Х. Алимджана, ул. им. Б. Накшбанда                   | Архитетурный памятник Государственная собственность              |
| 60              | Мечеть Азизон (узб. Азизон масжиди қолдиқлари)                                                                          |             | XIX век                    | Махалля им. М. Улугбека, ул. Нурабад                             | Архитетурный памятник Государственная собственность              |
| 61              | Мечеть Дегрези (узб. Дегрези масжиди)                                                                                   |             | XIX век                    | Махалля им. М. Улугбека, ул. Хорезм                              | Архитетурный памятник Государственная собственность              |
| 62              | Мечеть Ходжа Халим (узб. Хожа Халим масжиди қолдиқлари)                                                                 |             | XVIII век                  | Махалля им. Д. Икрами, ул. им. Б. Накшбанда                      | Архитетурный памятник Государственная собственность              |
| 63              | Мечеть Куйи Мург Куш (узб. Қуйи Мурғ Қуш масжиди)                                                                       |             | XVIII век                  | Махалля им. Д. Икрами, ул. им. Б. Накшбанда                      | Архитетурный памятник Государственная собственность              |
| 64              | Мечеть Сиёхгардон (узб. Сиёҳгарон масжиди)                                                                              |             | XIX век                    | Махалля им. Х. Алимджана, ул. Хакикат                            | Архитетурный памятник Государственная собственность              |
| 65              | Мечеть Чор Хароз (узб. Чор Хароз масжиди)                                                                               |             | XIX век                    | Махалля им. Х. Алимджана, ул. Гозиён                             | Архитетурный памятник Государственная собственность              |
| 66              | Мечеть Мулло Пайвари (узб. Мулло Пайрави масжиди)                                                                       |             | XIX век                    | Махалля им. М. Улугбека, ул. им. Х. Каримова                     | Архитетурный памятник Государственная собственность              |
| 67              | Бухарские синагоги (узб. Синагога)                                                                                      |             | XIX век                    | Махалля им. Д. Икрами, ул. Саррафон                              | Архитетурный памятник Государственная собственность              |
| 68              | Мечеть Кокули Калон (узб. Кокули Калон масжиди қолдиқлари)                                                              |             | XIX век                    | Махалля им. Д. Икрами, ул. им. Б. Накшбанда                      | Архитетурный памятник Государственная собственность              |
| 69              | Мечеть Ходжа Исмат (узб. Хожа Исмат масжиди)                                                                            |             | 2006 год                   | Махалля Кунджи Калъа, ул. им. Ходжи Исмата                       | Архитетурный памятник Государственная собственность              |
| 70              | Мечеть Балянд (узб. Баланд масжиди)                                                                                     |             | XVI век                    | Махалля им. Ходжи Гунджари, ул. Балянд                           | Архитетурный памятник Государственная собственность              |
| 71              | Мечеть Намазгох (Бухара) (узб. Номозгоҳ масжиди)                                                                        |             | XII—XVI века               | Махалля им. Турки Джанди, ул. Намазгах                           | Архитетурный памятник Государственная собственность              |
| 72              | Мечеть Магоки-Аттари (узб. Мағоки Аттори масжиди)                                                                       |             | XII—XVI века               | Махалля им. Д. Икрами, ул. М. Амбар                              | Архитетурный памятник Государственная собственность              |
| 73              | Мечеть Магоки-Курпа (узб. Мағоки Кўрпа масжиди)                                                                         |             | 1636—1637 годы             | Махалля им. Х. Алимджана, ул. М. Амбар                           | Архитетурный памятник Государственная собственность              |
| 74              | Медресе Валидаи Абдулазиз-хана (узб. Волидаи Абдулазизхон масжиди)                                                      |             | XVI век                    | Махалля Кунджи Калъа, ул. Джуйбар                                | Архитетурный памятник Государственная собственность              |
| 75              | Мечеть Ходжа Таббанд (узб. Хожа Таббанд масжиди)                                                                        |             | XVIII век                  | Махалля Кукельдаш, ул. Чор-Минор                                 | Архитетурный памятник Государственная собственность              |
| 76              | Мечеть Пойи остона (узб. Пойи Остона масжиди)                                                                           |             | XVIII—XIX века             | Махалля им. М. Улугбека, ул. Самарканд                           | Архитетурный памятник Государственная собственность              |
| 77              | Мечеть Эшони Пир (узб. Эшони Пир масжиди)                                                                               |             | XVII век                   | Махалля им. Д. Икрами, ул. им. Эшони Пир                         | Архитетурный памятник Государственная собственность              |
| 78              | Мечеть Саррафон (узб. Саррафон масжиди)                                                                                 |             | XX век                     | Махалля им. Д. Икрами, ул. им. Б. Накшбанда                      | Архитетурный памятник Государственная собственность              |
| 79              | Мечеть Кокилайи Хурд (узб. Кокилайи Хурд масжиди)                                                                       |             | XVIII век                  | Махалля им. Д. Икрами, ул. им. М. Амбара                         | Архитетурный памятник Государственная собственность              |
| 80              | Мечеть Токи Заргарон (узб. Тоқи Заргарон масжиди)                                                                       |             | XVI век                    | Махалля им. И. Бухари, ул. Хакикат                               | Архитетурный памятник Государственная собственность              |
| 81              | Токи Саррофон (узб. Тоқи Саррафон)                                                                                      |             | XVI век                    | Махалля им. Д. Икрами, ул. им. Б. Накшбанда                      | Архитетурный памятник Государственная собственность              |
| 82              | Токи Тельпакфурушон (узб. Тоқи Телпакфурушон)                                                                           |             | XVI век                    | Махалля им. М. Улугбека, ул. Хакикат                             | Архитетурный памятник Государственная собственность              |
| 83              | Токи Заргарон (узб. Тоқи Заргарон)                                                                                      |             | XVI век                    | Махалля им. И. Бухари, ул. Хакикат                               | Архитетурный памятник Государственная собственность              |
| 84              | Тим Абдулла-хана (узб. Тими Абдуллахон)                                                                                 |             | XVI век                    | Махалля им. И. Бухари, ул. Хакикат                               | Архитетурный памятник Государственная собственность              |
| 85              | Караван-сарай Рашид (узб. Рашид карвон саройи)                                                                          |             | XIX век                    | Махалля им. Турки Джанди, ул. Арабон                             | Архитетурный памятник Государственная собственность              |
| 86              | Караван-сарай Олимжон (узб. Олимжон карвон саройи)                                                                      |             | XIX век                    | Махалля им. Х. Алимджана, ул. им. Б. Накшбанда                   | Архитетурный памятник Государственная собственность              |
| 87              | Караван-сарай Кулита (узб. Кулита карвон саройи)                                                                        |             | XIX век                    | Махалля им. Х. Алимджана, ул. М. Амбар                           | Архитетурный памятник Государственная собственность              |
| 88              | Караван-сарай Пойи остона (узб. Пойи остона карвон саройи)                                                              |             | XIX век                    | Махалля им. М. Улугбека, ул. Самарканд                           | Архитетурный памятник Государственная собственность              |
| 89              | Караван-сарай Джурабек (узб. Жўрабек карвон саройи)                                                                     |             | XIX век                    | Махалля им. Турки Джанди, ул. Арабон                             | Архитетурный памятник Государственная собственность              |
| 90              | Караван-сарай Нугай (узб. Нўғай карвон саройи)                                                                          |             | 1720—1721 век              | Махалля им. Х. Алимджана, ул. им. Б. Накшбанда                   | Архитетурный памятник Государственная собственность              |
| 91              | Караван-сарай Боройи кухна (узб. Боройи Кўҳна карвон саройи (қолдиқлари))                                               |             | XIX век                    | Махалля им. Турки Джанди, ул. Арабон                             | Архитетурный памятник Государственная собственность              |
| 92              | Караван-сарай Улугбек тамокифурушон (узб. Мирзо Улуғбек тамокифурушон карвон саройи (қолдиқлари))                       |             | XVIII век                  | Махалля им. Х. Алимджана, ул. Хакикат                            | Архитетурный памятник Государственная собственность              |
| 93              | Караван-сарай Ахмаджон (узб. Аҳмаджон карвон саройи (қолдиқлари))                                                       |             | XIX век                    | Махалля им. Х. Алимджана, ул. Хакикат                            | Архитетурный памятник Государственная собственность              |
| 94              | Караван-сарай Аёзжон (узб. Аёзжон карвон саройи)                                                                        |             | XIX век                    | Махалля им. Х. Алимджана, ул. Хакикат                            | Архитетурный памятник Государственная собственность              |
| 95              | Караван-сарай Фатхуллажон (узб. Фотҳуллажон карвон саройи)                                                              |             | XIX век                    | Махалля им. Х. Алимджана, ул. Хакикат                            | Архитетурный памятник Государственная собственность              |
| 96              | Караван-сарай Гуломжон (узб. Ғуломжон карвон саройи)                                                                    |             | XIX век                    | Махалля им. Д. Икрами, ул. им. Б. Накшбанда                      | Архитетурный памятник Государственная собственность              |
| 97              | Караван-сарай Караван-баши (узб. Карвон боши карвон саройи)                                                             |             | XVI век                    | Махалля им. Турки Джанди, ул. им. Леви Бабаханова                | Архитетурный памятник Государственная собственность              |
| 98              | Караван-сарай Сайфиддин (узб. Сайфиддин кавон саройи)                                                                   |             | XIX век                    | Махалля им. Д. Икрами, ул. им. Б. Накшбанда                      | Архитетурный памятник Государственная собственность              |
| 99              | Караван-сарай Бадриддин (узб. Бадриддин карвон саройи)                                                                  |             | XIX век                    | Махалля им. Д. Икрами, ул. им. Б. Накшбанда                      | Архитетурный памятник Государственная собственность              |
| 100             | Медресе Чор-Минор (узб. Чор Минор мадрасаси)                                                                            |             | 1806—1807 годы             | Махалля Кукельдаш, ул. Чор-Минор                                 | Архитетурный памятник Государственная собственность              |
| 101             | Ханако Файзабад (узб. Хоноқо Файзиобод)                                                                                 |             | XIX век                    | Махалля им. Фурката, ул. им. С. Мурадовой                        | Архитетурный памятник Государственная собственность              |
| 102             | Шахруд (узб. Шоҳруд канали)                                                                                             |             | XVI век                    | Махалля им. Д. Икрами, ул. им. Б. Накшбанда                      | Архитетурный памятник Государственная собственность              |
| 103             | Крепость Кунджи (узб. Кунжи қалъаси қолдиқлари)                                                                         |             | XIX век                    | Махалля Кунджи калъа, ул. им. Ходжи Исмата                       | Архитетурный памятник Государственная собственность              |
| 104             | Крепостные стены Бухары (узб. Шаҳар қалъаси қолдиқлари)                                                                 |             | XVI век                    | Махалля им. Ходжи Гунджари, парк культуры и отдыха им. Саманидов | Архитетурный памятник Государственная собственность              |
| 105             | Ворота Талипач (узб. Талипоч қалъа дарвозаси)                                                                           |             | XVI век                    | Махалля им. Ходжи Гунджари, парк культуры и отдыха им. Саманидов | Архитетурный памятник Государственная собственность              |
| 106             | Ворота Каракуль (узб. Қоракўл қалъа дарвозаси)                                                                          |             | XVI век                    | Махалля Кунджи Калъа, ул. Миракон                                | Архитетурный памятник Государственная собственность              |
| 107             | Бухарский зиндан (узб. Зиндон)                                                                                          |             | XVII век                   | Махалля им. И. Бухари, ул. им. Мирзы Захбо                       | Архитетурный памятник Государственная собственность              |
| 108             | Баня Кунджак (узб. Ҳаммоми Кунжак)                                                                                      |             | XVI век                    | Махалля им. И. Бухари, ул. им. Х. Ибадова                        | Архитетурный памятник Государственная собственность              |
| 109             | Баня Бозори Корд (узб. Ҳаммоми Бозори Корд)                                                                             |             | XVI век                    | Махалля им. И. Бухари, ул. Хакикат                               | Архитетурный памятник Государственная собственность              |
| 110             | Баня Саррафон (узб. Ҳаммоми Саррафон)                                                                                   |             | XVI век                    | Махалля им. Д. Икрами, ул. Арабон                                | Архитетурный памятник Государственная собственность              |
| 111             | Хауз-и Исмаил Самани (узб. Ҳовузи Исмоил Сомоний)                                                                       |             | XVI век                    | Махалля им. Ходжи Гунджари, парк культуры и отдыха им. Саманидов | Архитетурный памятник Государственная собственность              |
| 112             | Хауз-и Нав (узб. Ҳавзи нав)                                                                                             |             | XVII век                   | Махалля Кунджи Калъа, ул. Миракон                                | Архитетурный памятник Государственная собственность              |
| 113             | Здание второго пассажа (узб. 2-Пассаж биноси)                                                                           |             | XIX век                    | Махалля им. Д. Икрами, ул. им. Б. Накшбанда                      | Архитетурный памятник Государственная собственность              |
| 114             | Здание первого пассажа (узб. 1-Пассаж биноси)                                                                           |             | 1903 год                   | Махалля им. Х. Алимджана, ул. им. Б. Накшбанда                   | Архитетурный памятник Государственная собственность              |
| 115             | Чилля-хана Мулло Пайвари (узб. Мулло Пайрави чиллахонаси)                                                               |             | XIX век                    | Махалля им. М. Улугбека, ул. им. Х. Каримова                     | Архитетурный памятник Государственная собственность              |
| 116             | Сардоба Эшони Имло (узб. Сардоба Эшони Имло)                                                                            |             | XVIII век                  | Махалля им. Абу Али Ибн Сины, школьный двор                      | Архитетурный памятник Государственная собственность              |
| 117             | Старый мактаб (узб. Эски мактаб)                                                                                        |             | XVIII век                  | Махалля им. Х. Алимджана, ул. им. Б. Накшбанда                   | Архитетурный памятник Государственная собственность              |
| 118             | Старое здание банка (узб. Эски Банк биноси)                                                                             |             | XIX век                    | Махалля им. Д. Икрами, ул. им. Ходжи Рушнои                      | Архитетурный памятник Государственная собственность              |
| 119             | Первый корпус больницы по профилактике СПИДа (узб. Спиддан сақланиш касалхонаси 1-биноси)                               |             | 1913 год                   | Махалля им. И. Бухари, ул. Кази Калян                            | Архитетурный памятник Государственная собственность              |
| 120             | Второй корпус больницы по профилактике СПИДа (узб. Спиддан сақланиш касалхонаси 2-биноси)                               |             | 1913 год                   | Махалля им. И. Бухари, ул. Кази Калян                            | Архитетурный памятник Государственная собственность              |
| 121             | Здание электросети города Бухары (узб. Спиддан сақланиш касалхонаси 2-биноси)                                           |             | 1937 год                   | Ул. им. О. Эшонова                                               | Архитетурный памятник Государственная собственность              |
| 122             | Здание школы №6 (узб. 6-сонли мактаб биноси)                                                                            |             | 1927 год                   | Махалля им. И. Бухари, ул. Нурабад                               | Архитетурный памятник Государственная собственность              |
| 123             | Здание аптеки №1 (узб. 1-сонли Дорихона биноси)                                                                         |             | 1887 год                   | Махалля им. Д. Икрами, ул. Саррафон                              | Архитетурный памятник Государственная собственность              |
| 124             | Здание оффиса внутренних дел (узб. Ички ишлар идораси биноси)                                                           |             | 1932 год                   | Махалля им. Х. Алимджана, ул. им. М. Ашрафи                      | Архитетурный памятник Государственная собственность              |
| 125             | Первый корпус областной больницы (узб. Вилоят касалхонаси 1-биноси)                                                     |             | 1924 год                   | Махалля им. Ходжи Гунджари, ул. им. М. Икбола                    | Архитетурный памятник Государственная собственность              |
| 126             | Второй корпус областной больницы (узб. Вилоят касалхонаси 2-биноси)                                                     |             | 1924 год                   | Махалля им. Ходжи Гунджари, ул. им. М. Икбола                    | Архитетурный памятник Государственная собственность              |
| 127             | Третий корпус областной больницы (узб. Вилоят касалхонаси 3-биноси)                                                     |             | 1924 год                   | Махалля им. Ходжи Гунджари, ул. им. М. Икбола                    | Архитетурный памятник Государственная собственность              |
| 128             | Четвёртый корпус областной больницы (узб. Вилоят касалхонаси 4-биноси)                                                  |             | 1924 год                   | Махалля им. Ходжи Гунджари, ул. им. М. Икбола                    | Архитетурный памятник Государственная собственность              |
| 129             | Пьятый корпус областной больницы (узб. Вилоят касалхонаси 5-биноси)                                                     |             | 1924 год                   | Махалля им. Ходжи Гунджари, ул. им. М. Икбола                    | Архитетурный памятник Государственная собственность              |
| 130             | Шестой корпус областной больницы (узб. Вилоят касалхонаси 6-биноси)                                                     |             | 1924 год                   | Махалля им. Ходжи Гунджари, ул. им. М. Икбола                    | Архитетурный памятник Государственная собственность              |
| 131             | Седьмой корпус областной больницы (узб. Вилоят касалхонаси 7-биноси)                                                    |             | 1924 год                   | Махалля им. Ходжи Гунджари, ул. им. М. Икбола                    | Архитетурный памятник Государственная собственность              |
| 132             | Восьмой корпус областной больницы (узб. Вилоят касалхонаси 8-биноси)                                                    |             | 1924 год                   | Махалля им. Ходжи Гунджари, ул. им. М. Икбола                    | Архитетурный памятник Государственная собственность              |
| 133             | Девятый корпус областной больницы (узб. Вилоят касалхонаси 9-биноси)                                                    |             | 1924 год                   | Махалля им. Ходжи Гунджари, ул. им. М. Икбола                    | Архитетурный памятник Государственная собственность              |
| 134             | Десятый корпус областной больницы (узб. Вилоят касалхонаси 10-биноси)                                                   |             | 1924 год                   | Махалля им. Ходжи Гунджари, ул. им. М. Икбола                    | Архитетурный памятник Государственная собственность              |
| 135             | Здание областного диспансера норкологии (узб. Вилоят норкалогия диспансери биноси)                                      |             | 1924 год                   | Махалля им. Ходжи Гунджари, ул. им. М. Икбола                    | Архитетурный памятник Государственная собственность              |
| 136             | Здание отдела внутренних дел (узб. Ички ишлар бошқармаси биноси)                                                        |             | 1924 год                   | Махалля им. И. Бухари, ул. им. Б. Накшбанда                      | Архитетурный памятник Государственная собственность              |
| 137             | Здание отдела внутренних дел (узб. Ички ишлар бошқармаси биноси)                                                        |             | 1924 год                   | Махалля им. И. Бухари, ул. им. Б. Накшбанда                      | Архитетурный памятник Государственная собственность              |
| 138             | Здание дома учёных (Бухара) (узб. Олимлар-уйи биноси)                                                                   |             | XX век                     | Ул. им. Б. Накшбанда                                             | Архитетурный памятник Государственная собственность              |
| 139             | Храм Архангела Михаила (Бухара) (узб. Черков биноси)                                                                    |             | XIX век                    | Ул. им. Б. Накшбанда                                             | Архитетурный памятник Государственная собственность              |
| 140             | Здание информационного центра (узб. Ахборот маркази биноси)                                                             |             | XIX век                    | Махалля им. Д. Икрами, ул. им. Эшони Пир                         | Архитетурный памятник Государственная собственность              |
| 141             | Шуховская башня (Бухара) (узб. Сув қувури минораси)                                                                     |             | XX век                     | Махалля им. И. Бухари, ул. им. Х. Каримова                       | Архитетурный памятник Государственная собственность              |
| 142             | Тетр имени Садриддина Айни (Народный дом (Бухара)) (узб. С. Айний театри)                                               |             | XX век                     | Махалля им. И. Бухари, ул. им. М. Ашрафи                         | Архитетурный памятник Государственная собственность              |
| 143             | Хазира Ходжа Исмат (узб. Хожа Исмат хазираси)                                                                           |             | 2006 год                   | Ул. им. Х. Исмата                                                | Архитетурный памятник Государственная собственность              |
| 144             | Хазира Хазрат Абу Хавзи Кабир (узб. Ҳазрат Абу Хавзи Кабир хазираси)                                                    |             | X—XX века                  | Махалля им. И. Бухари, ул. Афрасиаб                              | Архитетурный памятник Государственная собственность              |
| 145             | Саллахона (мактаб) (узб. Саллахона (мактаб))                                                                            |             | XIX век                    | Махалля им. Турки Джанди, ул. Арабон                             | Архитетурный памятник Государственная собственность              |
| 146             | Мавзолей Бобои Порадуз (узб. Бобои Порадўз мақбараси)                                                                   |             | XIX век                    | Махалля им. Турки Джанди, ул. Арабон                             | Архитетурный памятник Государственная собственность              |
| 147             | Мавзолей Саид Банди Кушо (узб. Саид Банди Кушо мақбараси)                                                               |             | XVII век                   | Махалля им. М. Улугбека, ул. Хорезм                              | Архитетурный памятник Государственная собственность              |
| 148             | Мавзолей Суфиёни Саври (узб. Суфиёни Саври мақбараси)                                                                   |             | XVI век                    | Махалля им. М. Улугбека, ул. Тупхона                             | Архитетурный памятник Государственная собственность              |
| 149             | Мавзолей Пуштаи Гарибон (узб. Пуштаи Ғарибон мақбараси)                                                                 |             | XVI век                    | Махалля им. М. Улугбека, ул. Тупхона                             | Архитетурный памятник Государственная собственность              |
| 150             | Мавзолей Имом Газоли Вали (узб. Имом Ғазоли Вали мақбараси)                                                             |             | XVIII век                  | Махалля им. Х. Алимджана, ул. им. Мухаммада Вали                 | Архитетурный памятник Государственная собственность              |
| 151             | Мавзолей Бехиштиён (Мозори Шариф) (узб. Бехиштиён (Мозори Шариф) мақбараси)                                             |             | 2007 год                   | Ул. им. А. Гиждувани                                             | Архитетурный памятник Государственная собственность              |
| 152             | Мавзолей Саманидов (узб. Сомонийлар мақбараси)                                                                          |             | IX век                     | Махалля им. Ходжи Гунджари, парк культуры и отдыха им. Саманидов | Архитетурный памятник Государственная собственность              |
| 153             | Мавзолей Чашма-Айюб (узб. Чашмаи Аюб мақбараси)                                                                         |             | XII—XIX века               | Махалля им. Ходжи Гунджари, парк культуры и отдыха им. Саманидов | Архитетурный памятник Государственная собственность              |
| 154             | Мавзолей Сайфеддина Бохарзи (узб. Сайфиддин Боҳарзи мақбараси)                                                          |             | XV век                     | Район Шарк 2                                                     | Архитетурный памятник Государственная собственность              |
| 155             | Мавзолей Буян-Кули-хана (узб. Боён Қулихон мақбараси)                                                                   |             | XIV век                    | Район Шарк 2                                                     | Архитетурный памятник Государственная собственность              |
| 156             | Мавзолей Турки Джанди (узб. Турки Жанди мақбараси)                                                                      |             | XVII век                   | Махалля им. Турки Джанди, ул. Намазгах                           | Архитетурный памятник Государственная собственность              |
| 157             | Мавзолей Имам Казихан Абдуллах (узб. Имом Қозихон Абдуллоҳ мақбараси)                                                   |             | XVI век                    | Махалля им. Д. Икрами, ул. им. М. Амбара                         | Архитетурный памятник Государственная собственность              |
| 158             | Мавзолей Зинда Фелли Ахмади Джами (узб. Зинда Фелли Аҳмадий Жомий мақбараси)                                            |             | XV век                     | Махалля им. Ходжи Гунджари, парк культуры и отдыха им. Саманидов | Архитетурный памятник Государственная собственность              |
| 159             | Мавзолей Ходжа Исмат (узб. Хожа Исмат мақбараси)                                                                        |             | 2006 год                   | Махалля Кунджи Калъа, ул. им. Ходжи Исмата                       | Архитетурный памятник Государственная собственность              |
| 160             | Дарваза-хана (Комплекс Арка) (узб. Дарвозахона (Арк мажмуаси))                                                          |             | XVII век                   | Махалля им. И. Бухари, ул. Афрасиаб                              | Архитетурный памятник Государственная собственность              |
| 161             | Ногора-хана (Комплекс Арка) (узб. Ноғорахона (Арк мажмуаси))                                                            |             | XVIII век                  | Махалля им. И. Бухари, ул. Афрасиаб                              | Архитетурный памятник Государственная собственность              |
| 162             | Мечеть Джами (Комплекс Арка) (узб. Жомий масжиди (Арк мажмуаси))                                                        |             | XIX век                    | Махалля им. И. Бухари, ул. Афрасиаб                              | Архитетурный памятник Государственная собственность              |
| 163             | Коронационный зал (Комплекс Арка) (узб. Тахт (Арк мажмуаси))                                                            |             | XIX век                    | Махалля им. И. Бухари, ул. Афрасиаб                              | Архитетурный памятник Государственная собственность              |
| 164             | Чилдухтарон (Комплекс Арка) (узб. Чилдухтарон биноси қолдиқлари (Арк мажмуаси))                                         |             | XVII век                   | Махалля им. И. Бухари, ул. Афрасиаб                              | Архитетурный памятник Государственная собственность              |
| 165             | Баня (Бухарский арк) (Комплекс Арка) (узб. Ҳаммом қолдиқлари (Арк мажмуаси))                                            |             | XVIII век                  | Махалля им. И. Бухари, ул. Афрасиаб                              | Архитетурный памятник Государственная собственность              |
| 166             | Ханако Абулгази-хана (Комплекс Арка) (узб. Абдулғози хонақоси қолдиқлари (Арк мажмуаси))                                |             | XIX век                    | Махалля им. И. Бухари, ул. Афрасиаб                              | Архитетурный памятник Государственная собственность              |
| 167             | Территория археологических раскопок в бухарском Арке (Комплекс Арка) (узб. Археология худуди қолдиқлари (Арк мажмуаси)) |             | III—XVIII века             | Махалля им. И. Бухари, ул. Афрасиаб                              | Архитетурный памятник Государственная собственность              |
| 168             | Двор Кушбеги (Комплекс Арка) (узб. Қушбеги ҳовлиси қолдиқлари (Арк мажмуаси))                                           |             | XVIII век                  | Махалля им. И. Бухари, ул. Афрасиаб                              | Архитетурный памятник Государственная собственность              |
| 169             | Долон (Комплекс Арка) (узб. Долон (ёпиқ йўлак))                                                                         |             | III—XVIII века             | Махалля им. И. Бухари, ул. Афрасиаб                              | Архитетурный памятник Государственная собственность              |
| 170             | Медресе Кукельдаш (Бухара) (Ансамбль Ляби-хауз) (узб. Кўкалдош мадрасаси (Лаби Ҳовуз мажмуаси))                         |             | 1568—1579 годы             | Махалля им. Д. Икрами, ул. им. М. Амбара                         | Архитетурный памятник Государственная собственность              |
| 171             | Медресе Нодир-Диван-Беги (Ансамбль Ляби-хауз) (узб. Нодир Девон Беги мадрасаси (Лаби Ҳовуз мажмуаси))                   |             | 1622—1623 годы             | Махалля им. Д. Икрами, ул. им. М. Амбара                         | Архитетурный памятник Государственная собственность              |
| 172             | Ханака Диван-Беги (Ансамбль Ляби-хауз) (узб. Нодир Девон Беги хоноқоси (Лаби Ҳовуз мажмуаси))                           |             | 1619—1620 годы             | Махалля им. Д. Икрами, ул. им. М. Амбара                         | Архитетурный памятник Государственная собственность              |
| 173             | Ляби-хауз (Хауз Нодир-Диван-беги) (Ансамбль Ляби-хауз) (узб. Нодир Девон Беги ҳовузи (Лаби Ҳовуз мажмуаси))             |             | 1620 год                   | Махалля им. Д. Икрами, ул. им. М. Амбара                         | Архитетурный памятник Государственная собственность              |
| 174             | Сардоба Халифа Худойдод (Комплекс Халифа Худойдод) (узб. Сардоба (Халифаи Худойдод мажмуаси))                           |             | XVII век                   | Ул. им. Х. Худойдод                                              | Архитетурный памятник Государственная собственность              |
| 175             | Медресе Халифа Худойдод (Комплекс Халифа Худойдод) (узб. Мадраса (Халифаи Худойдод мажмуаси))                           |             | XVII век                   | Ул. им. Х. Худойдод                                              | Архитетурный памятник Государственная собственность              |
| 176             | Мечеть Халифа Худойдод (Комплекс Халифа Худойдод) (узб. Масжид (Халифаи Худойдод мажмуаси))                             |             | XVIII век                  | Ул. им. Х. Худойдод                                              | Архитетурный памятник Государственная собственность              |
| 177             | Мечеть Калян (Ансамбль Пои-Калян) (узб. Масжиди Калон (Пои Калон мажмуаси))                                             |             | 1514 год                   | Махалля им. И. Бухари, ул. Нурабад                               | Архитетурный памятник Государственная собственность              |
| 178             | Медресе Мири Араб (Ансамбль Пои-Калян) (узб. Мири-Араб (Пои Калон мажмуаси))                                            |             | 1526—1537 год              | Махалля им. И. Бухари, ул. Нурабад                               | Архитетурный памятник Государственная собственность              |
| 179             | Минарет Калян (Ансамбль Пои-Калян) (узб. Минораи Калон (Пои Калон мажмуаси))                                            |             | 1127—1129 год              | Махалля им. И. Бухари, ул. Нурабад                               | Архитетурный памятник Государственная собственность              |
| 180             | Мечеть Боло-хауз (Комплекс Боло-хауз) (узб. Масжид (Боло Ҳовуз мажмуаси))                                               |             | 1712—1713 год              | Махалля им. И. Бухари, ул. Афрасиаб                              | Архитетурный памятник Государственная собственность              |
| 181             | Хауз Боло-хауз (Субханкули-хана) (Комплекс Боло-хауз) (узб. Ҳовуз (Боло Ҳовуз мажмуаси))                                |             | XVII век                   | Махалля им. И. Бухари, ул. Афрасиаб                              | Архитетурный памятник Государственная собственность              |
| 182             | Минарет Боло-хауз (Субханкули-хана) (Комплекс Боло-хауз) (узб. Минора (Боло Ҳовуз мажмуаси))                            |             | 1916—1917 годы             | Махалля им. И. Бухари, ул. Афрасиаб                              | Архитетурный памятник Государственная собственность              |
| 183             | Медресе Гаукушан (Ансамбль Гаукушан) (узб. Гавкушон мадрасаси (Гавкушон мажмуаси))                                      |             | 1562—1566 годы             | Махалля им. Х. Алимджана, ул. им. Б. Накшбанда                   | Архитетурный памятник Государственная собственность              |
| 184             | Мечеть Ходжа Калян (Ансамбль Гаукушан) (узб. Хожа Калон масжиди (Гавкушон мажмуаси))                                    |             | 1573—1579 годы             | Махалля им. Х. Алимджана, ул. им. Б. Накшбанда                   | Архитетурный памятник Государственная собственность              |
| 185             | Минарет Ходжа Калян (Ансамбль Гаукушан) (узб. Хожа Калон минораси (Гавкушон мажмуаси))                                  |             | 1573—1579 годы             | Махалля им. Х. Алимджана, ул. им. Б. Накшбанда                   | Архитетурный памятник Государственная собственность              |
| 186             | Медресе Абдурахмани Алам (Ансамбль Гаукушан) (узб. Абдурахмани Аълам мадрасаси (Гавкушон мажмуаси))                     |             | XIX век                    | Махалля им. Х. Алимджана, ул. им. Б. Накшбанда                   | Архитетурный памятник Государственная собственность              |
| 187             | Хауз Ходжа Калян (Ансамбль Гаукушан) (узб. Хожа Калон ҳовузи (Гавкушон мажмуаси))                                       |             | 1573—1579 годы             | Махалля им. Х. Алимджана, ул. им. Б. Накшбанда                   | Архитетурный памятник Государственная собственность              |
| 188             | Мечеть Ходжа-Зайниддин (Комплекс Ходжа-Зайниддин) (узб. Масжид (Хожа Зайниддин мажмуаси))                               |             | XVI век                    | Махалля им. И. Бухари, ул. им. М. Саиджанова                     | Архитетурный памятник Государственная собственность              |
| 189             | Хауз Ходжа-Зайниддин (Комплекс Ходжа-Зайниддин) (узб. Ҳовуз (Хожа Зайниддин мажмуаси))                                  |             | XVI век                    | Махалля им. И. Бухари, ул. им. М. Саиджанова                     | Архитетурный памятник Государственная собственность              |
| 190             | Мечеть и сад им. Хазрати Имама (Комплекс Хазрати Имам) (узб. Ҳазрати Имом масжиди ва боғи (Ҳазрати Имом мажмуаси))      |             | XVI—XX века                | Ул. Афрасиаб                                                     | Архитетурный памятник Государственная собственность              |
| 191             | Хауз Хазрати Имам (Комплекс Хазрати Имам) (узб. Ҳовуз (Ҳазрати Имом мажмуаси))                                          |             | XVI—XX века                | Ул. Афрасиаб                                                     | Архитетурный памятник Государственная собственность              |
| 192             | Минарет Хазрати Имам (Комплекс Хазрати Имам) (узб. Минора (Ҳазрати Имом мажмуаси))                                      |             | XVI—XX века                | Ул. Афрасиаб                                                     | Архитетурный памятник Государственная собственность              |
| 193             | Мавзолей Хазрати Имама (Комплекс Хазрати Имам) (узб. Мақбара (Ҳазрати Имом мажмуаси))                                   |             | XVI—XX века                | Ул. Афрасиаб                                                     | Архитетурный памятник Государственная собственность              |
| 194             | Чилля-хана Хазрати Имама (Комплекс Хазрати Имам) (узб. Чиллахона (Ҳазрати Имом мажмуаси))                               |             | XVI—XX века                | Ул. Афрасиаб                                                     | Архитетурный памятник Государственная собственность              |
| 195             | Мактаб Хазрати Имама (Комплекс Хазрати Имам) (узб. Мактаб (Ҳазрати Имом мажмуаси))                                      |             | XVI—XX века                | Ул. Афрасиаб                                                     | Архитетурный памятник Государственная собственность              |
| 196             | Гусл-хана Хазрати Имам (Комплекс Хазрати Имам) (узб. Ғуслхона (Ҳазрати Имом мажмуаси))                                  |             | XVI—XX века                | Ул. Афрасиаб                                                     | Архитетурный памятник Государственная собственность              |
| 197             | Мазар Пуштаи Хазрати Имам (Комплекс Хазрати Имам) (узб. Пуштайи Ҳазрати Имом мазори (Ҳазрати Имом мажмуаси))            |             | XVI—XX века                | Ул. Афрасиаб                                                     | Архитетурный памятник Государственная собственность              |
| 198             | Дворец Алим-хана (Комплекс Ситораи Мохи-Хосса) (узб. Олимхон саройи (Ситораи Мохи-Хосса мажмуаси))                      |             | 1911—1916 годы             | Мохийское шоссе                                                  | Архитетурный памятник Государственная собственность              |
| 199             | Айван Ситораи Мохи-Хосса (Комплекс Ситораи Мохи-Хосса) (узб. Айвон (Ситораи Мохи-Хосса мажмуаси))                       |             | 1911—1916 годы             | Мохийское шоссе                                                  | Архитетурный памятник Государственная собственность              |
| 200             | Восьмерик Ситораи Мохи-Хосса (Комплекс Ситораи Мохи-Хосса) (узб. Саккиз қиррали бино (Ситораи Мохи-Хосса мажмуаси))     |             | 1911—1916 годы             | Мохийское шоссе                                                  | Архитетурный памятник Государственная собственность              |
| 201             | Гарем Ситораи Мохи-Хосса (Комплекс Ситораи Мохи-Хосса) (узб. Ҳарам (Ситораи Мохи-Хосса мажмуаси))                       |             | 1911—1916 годы             | Мохийское шоссе                                                  | Архитетурный памятник Государственная собственность              |
| 202             | Спальня Ситораи Мохи-Хосса (Комплекс Ситораи Мохи-Хосса) (узб. Икки қавватли ётокхона (Ситораи Мохи-Хосса мажмуаси))    |             | 1911—1916 годы             | Мохийское шоссе                                                  | Архитетурный памятник Государственная собственность              |
| 203             | Хауз Ситораи Мохи-Хосса (Комплекс Ситораи Мохи-Хосса) (узб. Ҳовуз (Ситораи Мохи-Хосса мажмуаси))                        |             | 1911—1916 годы             | Мохийское шоссе                                                  | Архитетурный памятник Государственная собственность              |
| 204             | Шийпан Ситораи Мохи-Хосса (Комплекс Ситораи Мохи-Хосса) (узб. Шийпон (Ситораи Мохи-Хосса мажмуаси))                     |             | 1911—1916 годы             | Мохийское шоссе                                                  | Архитетурный памятник Государственная собственность              |
| 205             | Конюшня Ситораи Мохи-Хосса (Комплекс Ситораи Мохи-Хосса) (узб. Отхона (Ситораи Мохи-Хосса мажмуаси))                    |             | 1911—1916 годы             | Мохийское шоссе                                                  | Архитетурный памятник Государственная собственность              |
| 206             | Дарваза-хана Ситораи Мохи-Хосса (Комплекс Ситораи Мохи-Хосса) (узб. Дарвозахона (Ситораи Мохи-Хосса мажмуаси))          |             | 1911—1916 годы             | Мохийское шоссе                                                  | Архитетурный памятник Государственная собственность              |
| 207             | Двор и сад Ахад-хана (Комплекс Ситораи Мохи-Хосса) (узб. Аҳадхон ҳовлиси ва боғи (Ситораи Мохи-Хосса мажмуаси))         |             | 1911—1916 годы             | Мохийское шоссе                                                  | Архитетурный памятник Государственная собственность              |
| 208             | Мавзолей Абдулкадыра Джилани (Комплекс Абдулкадыр Джилани) (узб. Макбара (Абдулқодир Желоний мажмуаси))                 |             | XIX век                    | Ул. Пири Дасгир                                                  | Архитетурный памятник Государственная собственность              |
| 209             | Хауз Абдулкадыр Джилани (Комплекс Абдулкадыр Джилани) (узб. Ҳовуз (Абдулқодир Желоний мажмуаси))                        |             | XIX век                    | Ул. Пири Дасгир                                                  | Архитетурный памятник Государственная собственность              |
| 210             | Минарет Абдулкадыр Джилани (Комплекс Абдулкадыр Джилани) (узб. Минора (Абдулқодир Желоний мажмуаси))                    |             | XIX век                    | Ул. Пири Дасгир                                                  | Архитетурный памятник Государственная собственность              |
| 211             | Медресе Мавлоно Шариф (Комплекс Мавлоно Шариф) (узб. Мадраса (Малонои Шариф мажмуаси))                                  |             | XVI—XIX века               | Махалля им. М. Улугбека, ул. им. Х. Ашурова                      | Архитетурный памятник Государственная собственность              |
| 212             | Мечеть Мавлоно Шариф (Комплекс Мавлоно Шариф) (узб. Масжид (Малонои Шариф мажмуаси))                                    |             | XVI—XIX века               | Махалля им. М. Улугбека, ул. им. Х. Ашурова                      | Архитетурный памятник Государственная собственность              |
| 213             | Мавзолей Мавлоно Шариф (Комплекс Мавлоно Шариф) (узб. Мақбара (Малонои Шариф мажмуаси))                                 |             | XVI—XIX века               | Махалля им. М. Улугбека, ул. им. Х. Ашурова                      | Архитетурный памятник Государственная собственность              |
| 214             | Дарваза-хана Мавлоно Шариф (Комплекс Мавлоно Шариф) (узб. Дарвозахона (Малонои Шариф мажмуаси))                         |             | XVI—XIX века               | Махалля им. М. Улугбека, ул. им. Х. Ашурова                      | Архитетурный памятник Государственная собственность              |
| 215             | Баня Ковши Олак (узб. Ковши Олак ҳаммоми (қолдиқлари))                                                                  |             | Не выявлены                | Махалля им. Х. Алимджана, ул. им. Х. Ашурова                     | Архитетурный памятник Государственная собственность              |
| 216             | Дом Туракул-бая (узб. Тўрақулбой-уйи)                                                                                   |             | 1918 год                   | Ул. им. М. Икбола                                                | Архитетурный памятник Государственная собственность              |
| 217             | Дом Карими Пуст (узб. Карими Пўст-уйи)                                                                                  |             | XIX век                    | Ул. им. М. Икбола                                                | Архитетурный памятник Государственная собственность              |
| 218—318         | Старые дома Бухары (узб. Қадимий ҳовли)                                                                                 |             | XIX век                    | Махалли Бухары                                                   | Архитетурный памятник Государственные и частные собственности    |
| 319             | Дом-музей Файзуллы Ходжаева (узб. Карими Пўст-уйи)                                                                      |             | XIX век                    | Махалля им. Х. Алимджана, ул. им. А. Тукая дом № 70              | Архитетурный памятник Государственная собственность              |
| 320             | Ворота Шайх Жалол (узб. Шайх Жалол дарвозаси)                                                                           |             | 2012 год                   | Ул. им. М. Икбола                                                | Архитетурный памятник Государственная собственность              |
| 321             | Ворота Салох-хана (узб. Саллоҳхона дарвозаси)                                                                           |             | 2012 год                   | Махалля им. Х. Алимджана, ул. им. А. Тукая дом № 70              | Архитетурный памятник Государственная собственность              |
| 322             | Ворота Самарканд (узб. Самарқанд дарвозаси)                                                                             |             | 2012 год                   | Шоссе Абу Али Ибн Сино                                           | Архитетурный памятник Государственная собственность              |
| 323             | Ворота Хазрати Имам (узб. Ҳазрати Имом дарвозаси)                                                                       |             | 2012 год                   | Ул. им Абу Хафса Кабира                                          | Архитетурный памятник Государственная собственность              |
| 324             | Бухарский шахристан (узб. Бухоро шаҳристони)                                                                            |             | III век до н. э. — XIX век | город Бухара                                                     | Достопримечательность Государственная собственность              |
| 325             | Могила Хазрати Абу Хавзи Кабира (узб. Ҳазрати Абу Хавзи Кабир қабри)                                                    |             | XVI век                    | Ул. им. Абу Хавзи Кавира                                         | Достопримечательность Государственная собственность              |
| 326             | Могила Шейха Сайфиддина Бохарзи (узб. Шайх Сайфиддин Боҳарзи қабри)                                                     |             | XV век                     | Махалля им. Сайфиддина Бохарзи. Район Шарк 2                     | Достопримечательность Государственная собственность              |
| 327             | Могила Ходжи Исмата (узб. Хожа Исмат қабри)                                                                             |             | XX век                     | Махалля Кунджи калъа, ул. им. Ходжи Исмата                       | Достопримечательность Государственная собственность              |
| 328             | Могила Абдуллои Сафед-муй (узб. Абдуллои Сафед Муй қабри)                                                               |             | Не выявлены                | Махалля Абдуллои Сафед-муй, ул. им. Т. Фароги                    | Достопримечательность Государственная собственность              |
| 329             | Могила Ходжи Ахмада Паррона (узб. Хўжа Ахмадий Парон қабри)                                                             |             | Не выявлены                | Махалля им. И. Бухари, ул. Хакикат                               | Достопримечательность Государственная собственность              |
| 330             | Могила Мира Поянда Мухаммада Шояхси (узб. Мир Поянда Мухаммад Шояхсий Файзиободий қабри)                                |             | Не выявлены                | Ул. С. Муродова                                                  | Достопримечательность Государственная собственность              |
| 331             | Бюст Уста Ширина Мурадова (узб. Усто Ширин Муродов бюсти)                                                               |             | 1985 год                   | Мохийское шоссе                                                  | Памятник монументального искусства Государственная собственность |
| 332             | Памятник Насреддину Афанди (узб. Насриддин Афанди ҳайкали)                                                              |             | 1980 год                   | Махалля им. Д. Икрами, ул. им. Б. Накшбанда                      | Памятник монументального искусства Государственная собственность |
| 333             | Памятник Абу Али Ибн Сине (узб. Абу Али Ибн Сино ҳайкали)                                                               |             | 1980 год                   | Ул. им. И. Муминова                                              | Памятник монументального искусства Государственная собственность |
| 334             | Памятник А. Фитрату (узб. А. Фитрат ҳайкали)                                                                            |             | 1999 год                   | Ул. им. Б. Накшбанда                                             | Памятник монументального искусства Государственная собственность |
| 335             | Памятник Ф. Ходжаеву (узб. Ф. Хожаев ҳайкали)                                                                           |             | 1998 год                   | Ул. им. Б. Накшбанда                                             | Памятник монументального искусства Государственная собственность |
| 336             | Бюст А. Навои (узб. А. Навоий бюсти)                                                                                    |             | 1995 год                   | Махалля им. А. Дониша, ул. им. М. Икбола                         | Памятник монументального искусства Государственная собственность |
| 337             | Бюст А. С. Пушкина (узб. А. С. Пушкин бюсти)                                                                            |             | 1995 год                   | Махалля им. А. Дониша, ул. им. М. Икбола                         | Памятник монументального искусства Государственная собственность |
| 338             | Бюст С. Айни (узб. С. Айни бюсти)                                                                                       |             | 1995 год                   | Махалля им. А. Дониша, ул. им. М. Икбола                         | Памятник монументального искусства Государственная собственность |
| 339             | Бюст А. Дониша (узб. А. Дониш бюсти)                                                                                    |             | 1995 год                   | Махалля им. А. Дониша, ул. им. М. Икбола                         | Памятник монументального искусства Государственная собственность |
| 340             | Бюст А. Фитрата (узб. А. Фитрат бюсти)                                                                                  |             | 1995 год                   | Махалля им. А. Дониша, ул. им. М. Икбола                         | Памятник монументального искусства Государственная собственность |
| 341             | Бюст М. Улугбеку (узб. М. Улуғбек бюсти)                                                                                |             | 1995 год                   | Махалля им. А. Дониша, ул. им. М. Икбола                         | Памятник монументального искусства Государственная собственность |
| 342             | Бюст Беруни (узб. Беруний бюсти)                                                                                        |             | 1995 год                   | Махалля им. А. Дониша, ул. им. М. Икбола                         | Памятник монументального искусства Государственная собственность |
| 343             | Бюст Абу Али Ибн Сины (узб. Абу Али Ибн Сино бюсти)                                                                     |             | 1995 год                   | Махалля им. А. Дониша, ул. им. М. Икбола                         | Памятник монументального искусства Государственная собственность |
| 344             | Бюст Хамзы (узб. Ҳамза бюсти)                                                                                           |             | 1995 год                   | Махалля им. А. Дониша, ул. им. М. Икбола                         | Памятник монументального искусства Государственная собственность |
| 345             | Бюст Ф. Ходжаева (узб. Ф. Хожаев бюсти)                                                                                 |             | 1995 год                   | Махалля им. А. Дониша, ул. им. М. Икбола                         | Памятник монументального искусства Государственная собственность |
| 346             | Бюст Абу Али Ибн Сины (узб. Абу Али Ибн Сино бюсти)                                                                     |             | 2003 год                   | Ул. им. Б. Накшбанда                                             | Памятник монументального искусства Государственная собственность |
| 347             | Барельеф С. Айни (узб. С. Айни барельефи)                                                                               |             | 1978 год                   | Медресе Кукельдаш                                                | Памятник монументального искусства Государственная собственность |

| Номер в перечне | Название                                                            | Изображение | Периоды              | Адрес и координаты                         | Тип и право на недвижимость                                   |
| --------------- | ------------------------------------------------------------------- | ----------- | -------------------- | ------------------------------------------ | ------------------------------------------------------------- |
| 348             | Казак Хоним-тепа (узб. Казак Хонимтепа)                             |             | I—XIII века          | Махалля Янгиобод, кишлак Юрунболо          | Археологический памятник Государственная собственность        |
| 349             | Туркан Хачир-тепа (узб. Туркан Хачиртепа)                           |             | I—XVIII века         | Махалля Туркон, кишлак Туркон              | Археологический памятник Государственная собственность        |
| 350             | Кур-тепа (узб. Кўртепа)                                             |             | IV—XII века          | Махалля Амиробод Гулистон, кишлак Огаробод | Археологический памятник Государственная собственность        |
| 351             | Мулло Яхшибек-тепа (узб. Мулло Яхшибектепа)                         |             | Средние века         | Махалля Янгиобод, кишлак Юрунпоён          | Археологический памятник Государственная собственность        |
| 352             | Куш Талалиен (узб. Куш Талалиен)                                    |             | X—XIII века          | Махалля Кулонхона, кишлак Кулонхона        | Археологический памятник Государственная собственность        |
| 353             | Гаиб ота-тепа (узб. Ғаиб отатепа)                                   |             | Не выявлены          | Махалля Ойбек, кишлак Ёржон                | Археологический памятник Государственная собственность        |
| 354             | Кадам гохи (узб. Кадам гоҳи)                                        |             | Средние века         | Махалля Янгиобод, кишлак Рабатибаланд      | Археологический памятник Государственная собственность        |
| 355             | Шахсий Руми ота-тепа (узб. Шахсий Румий отатепа)                    |             | Средние века         | Махалля Кулонхона, кишлак Кулонхона        | Археологический памятник Государственная собственность        |
| 356             | Тали Арабхона (узб. Тали Арабхона)                                  |             | Средние века         | Махалля Шергирон, кишлак Шергирон          | Археологический памятник Государственная собственность        |
| 357             | Абу Хавс-Сигир-Сафкардоги-тепа (узб. Абу Хавс-Сигир-Сафкардогитепа) |             | Средние века         | Махалля Кучкумар, кишлак Софкарда          | Археологический памятник Государственная собственность        |
| 358             | Работиохун тепа (узб. Работиохун тепа)                              |             | IV—XII века          | Махалля Суфикоргар, кишлак Работиохун      | Археологический памятник Государственная собственность        |
| 359             | Султан Шейхали бобо-тепа (узб. Султан Шейхали боботепа)             |             | IV—XII века          | Махалля Суфикоргар, кишлак Работиохун      | Археологический памятник Государственная собственность        |
| 360             | Шехан-тепа (узб. Шехантепа)                                         |             | IV—VIII века         | Махалля Работикалмок, кишлак Шейхон        | Археологический памятник Государственная собственность        |
| 361             | Ходжа Саиди Ваккос Вали-тепа (узб. Ходжа Саиди Ваккос Валитепа)     |             | IV—XVIII века        | Кишлак Дулама                              | Археологический памятник Государственная собственность        |
| 362             | Ходжа Абдуллох Сефетмуй-тепа (узб. Ходжа Абдуллох Сефетмуйтепа)     |             | IV—V века            | Бухарский район                            | Археологический памятник Государственная собственность        |
| 363             | Акробат-тепа (узб. Акробаттепа)                                     |             | Раннее Средневековье | Махалля Гулшанобод, кишлак Окробот         | Археологический памятник Государственная собственность        |
| 364             | Дехча-тепа (узб. Дехчатепа)                                         |             | Не выявлены          | Махалля Дехча, кишлак Дехча                | Археологический памятник Государственная собственность        |
| 365             | Ходжа Гаиб-тепа (узб. Ходжа Ғаибтепа)                               |             | Средние века         | Махалля Ойбек, кишлак Ташмечеть            | Археологический памятник Государственная собственность        |
| 366             | Аникланмаган-тепа (узб. Аниқланмагантепа)                           |             | IV—V века            | Махалля Кучкумар, кишлак Миджона           | Археологический памятник Государственная собственность        |
| 367             | Миджона-тепа (узб. Миджонатепа)                                     |             | Средние века         | Махалля Кучкумар, кишлак Миджона           | Археологический памятник Государственная собственность        |
| 368             | Чилдухтарон-тепа (узб. Чилдухтаронтепа)                             |             | Средние века         | Махалля Янгиобод, кишлак Хазрат бобо       | Археологический памятник Государственная собственность        |
| 369             | Дурмон-тепа (узб. Дўрмонтепа)                                       |             | IV—VIII века         | Махалля Амиробод Гулистон, кишлак Амирабад | Археологический памятник Государственная собственность        |
| 370             | Зирабод-тепа (узб. Зирабодтепа)                                     |             | IV—VIII века         | Махалля Кавола Махмуд, кишлак Зирабод      | Археологический памятник Государственная собственность        |
| 371             | Тали Асбобо-тепа (узб. Тали Асбоботепа)                             |             | Не выявлены          | Ул. им А. Набиева                          | Археологический памятник Государственная собственность        |
| 372             | Ходжа Аллохиддин-тепа (узб. Ходжа Аллохиддинтепа)                   |             | IV—V века            | Кишлак Утрор                               | Археологический памятник Государственная собственность        |
| 373             | Ходжа Умар Перон-тепа (узб. Ходжа Умар Перонтепа)                   |             | XVI—XVII века        | Махалля Кулонхона, кишлак Жисманди         | Археологический памятник Государственная собственность        |
| 374             | Гулабион-тепа (узб. Гулабионтепа)                                   |             | Раннее Средневековье | 5-микрорайон                               | Археологический памятник Государственная собственность        |
| 375             | Гарибон-тепа (узб. Ғарибонтепа)                                     |             | Раннее Средневековье | Кишлак Работ Кози                          | Археологический памятник Государственная собственность        |
| 376             | Ходжа Арабшо-тепа (узб. Ходжа Арабшотепа)                           |             | Средние века         | Махалля Шергирон, кишлак Узбекистан        | Археологический памятник Государственная собственность        |
| 377             | Ходжа Зайнил Обидин Бемор-тепа (узб. Ходжа Зайнил Обидин Бемортепа) |             | IV—XIX века          | Махалля Гулшанобод, кишлак Удурди          | Археологический памятник Государственная собственность        |
| 378             | Навхос Ато-тепа (узб. Навхос Атотепа)                               |             | IV—XIX века          | Кишлак Туксабой                            | Археологический памятник Государственная собственность        |
| 379             | Шанба тепа (узб. Шанба тепа)                                        |             | IV—XIII века         | Кишлак Боги Дашт                           | Археологический памятник Государственная собственность        |
| 380             | Хумин-тепа (узб. Хуминтепа)                                         |             | XI—XII века          | Махалля Хумин, кишлак Богишамол            | Археологический памятник Государственная собственность        |
| 381             | Кесак-тепа (узб. Кесактепа)                                         |             | IV—XIII века         | Махалля Дилобод-Зафаробод, кишлак Тойтепа  | Археологический памятник Государственная собственность        |
| 382             | Бобо Шакар дехкан-тепа (узб. Бобо Шакар дехкантепа)                 |             | IV—XVII века         | Кишлак Ходжа Хайрон                        | Археологический памятник Государственная собственность        |
| 383             | Хазрат Кыз биби-тепа (узб. Ҳазрат Қиз бибитепа)                     |             | XIII—XIX века        | Махалля Суфикоргар, кишлак Куйи Кумрабат   | Археологический памятник Государственная собственность        |
| 384             | Чилдухтарон (узб. Чилдухтарон)                                      |             | Раннее Средневековье | Махалля Кунжикала, кишлак Юкори Новометан  | Археологический памятник Государственная собственность        |
| 385             | Гаиб ата авлия-тепа (узб. Ғаиб ата авлиетепа)                       |             | XVI—XVII века        | Махалля Шергирон, кишлак Шергирон          | Археологический памятник Государственная собственность        |
| 386             | Худжа Кониддин-тепа (узб. Хўжа Кониддинтепа)                        |             | XII—XIII века        | Махалля Истикбол, кишлак Куйи Кобдин       | Археологический памятник Государственная собственность        |
| 387             | Хазрати Эшон Кабудпуш-тепа (узб. Ҳазрати Эшон Кабудпуштепа)         |             | IV—XII века          | Махалля Янги Турмуш, кишлак Дейсухта       | Археологический памятник Государственная собственность        |
| 388             | Худжа Исмоил-тепа (узб. Хўжа Исмоилтепа)                            |             | VI—XII века          | Махалля Туркон, кишлак Кайрагач            | Археологический памятник Государственная собственность        |
| 389             | Лаби Денав-тепа (узб. Лаби Денавтепа)                               |             | VI—VIII века         | Махалля Туркон, кишлак Лаби Денав          | Археологический памятник Государственная собственность        |
| 390             | Саид Ато Худжа Варрон-тепа (узб. Саид Ато Хўжа Варронтепа)          |             | VI—XIII века         | Кишлак Олмазор                             | Археологический памятник Государственная собственность        |
| 391             | Туркили-тепа (узб. Туркилитепа)                                     |             | VI—VIII века         | Кишлак Туркили                             | Археологический памятник Государственная собственность        |
| 392             | Худжа Марзи-тепа (узб. Хўжа Марзитепа)                              |             | VI—XIII века         | Кишлак Мангитон                            | Археологический памятник Государственная собственность        |
| 393             | Догдуз-тепа (узб. Догдузтепа)                                       |             | IV—XIII века         | Кишлак Докдуз                              | Археологический памятник Государственная собственность        |
| 394             | Гарибон-тепа (узб. Ғарибонтепа)                                     |             | Не выявлены          | Кишлак Кошкодим                            | Археологический памятник Государственная собственность        |
| 395             | Кангав-тепа (узб. Кангавтепа)                                       |             | X—XII века           | Махалля Боги Калон, кишлак Кангав          | Археологический памятник Государственная собственность        |
| 396             | Худжа Бозор-тепа (узб. Хўжа Бозортепа)                              |             | IV—XIII века         | Махалля Боги Калон, кишлак Жуборча         | Археологический памятник Государственная собственность        |
| 397             | Худжа Бичаст-тепа (узб. Хужа Бичасттепа)                            |             | VI—XII века          | Кишлак Мучаус                              | Археологический памятник Государственная собственность        |
| 398             | Нуфор-тепа (узб. Нуфортепа)                                         |             | VI—XIII века         | Махалля Кучкумар, кишлак Кучкумар          | Археологический памятник Государственная собственность        |
| 399             | Тали Шурабод-тепа (узб. Тали Шўрабодтепа)                           |             | VI—XIII века         | Махалля Кавола Махмуд, кишлак Давлатобод   | Археологический памятник Государственная собственность        |
| 400             | Шахли бобо авлия (узб. Шахли бобо авлие)                            |             | VI—XIII века         | Махалля Подшохи, кишлак Подшохи            | Археологический памятник Государственная собственность        |
| 401             | Хазрати бобо Сангрез-тепа (узб. Ҳазрати бобо Сангрезтепа)           |             | VI—XIII века         | Кишлак Хазрати бобо Сангрез                | Археологический памятник Государственная собственность        |
| 402             | Ахмади Парон-тепа (узб. Ахмади Паронтепа)                           |             | IX—XIII века         | Махалля Кулонхона, кишлак Кулонхона        | Археологический памятник Государственная собственность        |
| 403             | Заргар-тепа 1 (узб. Заргартепа 1)                                   |             | XI—XII века          | Кишлак Жингон                              | Археологический памятник Государственная собственность        |
| 404             | Заргар-тепа 2 (узб. Заргартепа 2)                                   |             | XI—XII века          | Кишлак Жингон                              | Археологический памятник Государственная собственность        |
| 405             | Талипоч-тепа (узб. Талипочтепа)                                     |             | X—XII века           | Кишлак Талипоч                             | Археологический памятник Государственная собственность        |
| 406             | Тали Замуча-тепа (узб. Тали Замучатепа)                             |             | Не выявлены          | Кишлак Кушрабат                            | Археологический памятник Государственная собственность        |
| 407             | Худжа мир Фаракет (узб. Хужа мир Фаракет)                           |             | V—XII века           | Кишлак Конечка                             | Археологический памятник Государственная собственность        |
| 408             | Кур-тепа (узб. Кўртепа)                                             |             | IV—XII века          | Кишлак Кур                                 | Археологический памятник Государственная собственность        |
| 409—441         | Памятники Чор-Бакр (узб. Чор-Бакр)                                  |             | XVI—XXI века         | Махалля Шергирон, кишлак Шергирон          | Архитектурный памятник памятник Государственная собственность |
| 442             | Мечеть Минора (узб. Минора масжиди)                                 |             | XVIII век            | Махалля Кавола Махмуд                      | Архитектурный памятник памятник Государственная собственность |
| 443             | Мечеть Тагитут (узб. Тагитут масжиди)                               |             | XIX век              | Махалля Кунжи кала                         | Архитектурный памятник памятник Государственная собственность |
| 444             | Таш-мечеть (узб. Тош масжид)                                        |             | XIX век              | Махалля Суфи Коргар, кишлак Тошмасжид      | Архитектурный памятник памятник Государственная собственность |
| 445             | Мечеть Хазрати Бобо (узб. Ҳазрати Бобо масжиди)                     |             | XVIII век            | Махалля Хумин, кишлак Хужа Чакмок          | Архитектурный памятник памятник Государственная собственность |
| 446             | Мечеть Худжа Работ (узб. Хўжа Работ масжиди)                        |             | Не выявлены          | Махалля Гулшанобод, кишлак Худжа Работ     | Архитектурный памятник памятник Государственная собственность |
| 447             | Мечеть Худжа Чакмок (узб. Хўжа Чақмор масжиди)                      |             | XVI век              | Махалля Хумин, кишлак Худжа Чакмок         | Архитектурный памятник памятник Государственная собственность |
| 448             | Мечеть Кавола (узб. Қавола масжиди)                                 |             | XIX век              | Махалля Кавола Махмуд, кишлак Кавола       | Архитектурный памятник памятник Государственная собственность |

| Номер в перечне | Название | Изображение | Периоды        | Адрес и координаты                                    | Тип и право на недвижимость                                    |
| --------------- | --- | ----------- | -------------- | ----------------------------------------------------- | -------------------------------------------------------------- |
| 449             | Зирабод-тепа (узб. Зирабодтепа)                                                                                          |             | Средние века   | Махалля Зирабод, кишлак Зирабод                       | Археологический памятник Государственная собственность         |
| 450             | Худжа Барги-тепа (узб. Хўжа Баргитепа)                                                                                   |             | Средние века   | Махалля Худжа Барги, кишлак Худжа Барги               | Археологический памятник Государственная собственность         |
| 451             | Здание поликлиники (Клиника «Файзмед» сервис) (узб. Поликлиника биноси («Файзмед» сервис клиникаси))                     |             | XIX—XX века    | Махалля им. А. Темура, улица им. Амира Темура дом № 3 | Архитектурный памятник Государственная собственность           |
| 452             | Здание швейного центра «Наргиза» (узб. «Наргиза» тикув маркази)                                                          |             | XIX—XX века    | Махалля Туркистон, улица Маданият дом № 17            | Архитектурный памятник Государственная собственность           |
| 453             | Дворец эмира Бухарского (Каган) (узб. Амир саройи)                                                                       |             | 1914—1917 годы | Махалля Темир Йулчи, Бухарское шоссе                  | Архитектурный памятник Государственная собственность           |
| 454             | Здание информационно-ресурсного центра (узб. Ахборот ресурс маркази)                                                     |             | XIX—XX века    | Махалля Туркистон, улица Маданият дом № 13            | Архитектурный памятник Государственная собственность           |
| 455             | Здание Банка (узб. Банк)                                                                                                 |             | XIX—XX века    | Улица Зебинисо дом № 2                                | Архитектурный памятник Государственная собственность           |
| 456             | Здание Банка (узб. Банк)                                                                                                 |             | XIX—XX века    | Махалля Беруний, улица Ватанпавар дом № 6             | Архитектурный памятник Государственная собственность           |
| 457             | Здание Детского сада (узб. Болалар боғчаси)                                                                              |             | XIX—XX века    | Махалля Туркистон, улица Туркистон дом № 2            | Архитектурный памятник Государственная собственность           |
| 458             | Здание каганской городской библиотеки (узб. Когон шаҳар кутубхонаси)                                                     |             | XIX—XX века    | Махалля им. А. Темура, улица Нурабод дом № 1          | Архитектурный памятник Государственная собственность           |
| 459             | Здание общеобразовательной школы (узб. Умум таълим мактаб биноси)                                                        |             | XIX—XX века    | Махалля им. А. Темура, улица им. А. Темура № 1        | Архитектурный памятник Государственная собственность           |
| 460             | Здание Махаллинского комитета (узб. Маҳалла фуқароар йиғини биноси)                                                      |             | XIX—XX века    | Махалля им. А. Темура, улица Нурабод дом № 18         | Архитектурный памятник Государственная собственность           |
| 461             | Здание Махаллинского комитета (узб. Маҳалла фуқароар йиғини биноси)                                                      |             | XIX—XX века    | Махалля Туркистон, улица Туркистон дом № 19           | Архитектурный памятник Государственная собственность           |
| 462             | Здание Поликлиники (узб. Поликлиника биноси)                                                                             |             | XIX—XX века    | Махалля им. Беруни, улица Ватанпарвар дом № 4         | Архитектурный памятник Государственная собственность           |
| 463             | Здание Почты (узб. Почта биноси)                                                                                         |             | XIX—XX века    | Махалля им. А. Темура, улица им. А. Темура № 19 (21)  | Архитектурный памятник Государственная собственность           |
| 464             | Здание Прокуратуры (узб. Прокуратура биноси)                                                                             |             | XIX—XX века    | Махалля им. Беруни, улица Ватанпарвар дом № 8         | Архитектурный памятник Государственная собственность           |
| 465             | Синагога (Каган) (узб. Синагога (колдиклари))                                                                            |             | XIX—XX века    | Махалля им. А. Темура, улица Адизобод № 16            | Архитектурный памятник Государственная собственность           |
| 466             | Здание военного штаба (Бывшее здание резиденции политического агента Российской империи) (узб. Харбий қисм штаби биноси) |             | XIX—XX века    | Махалля им. Беруни, улица Ватанпарвар дом № 23        | Архитектурный памятник Государственная собственность           |
| 467             | Здание управления военной охраны (комиссариат) (узб. Ҳарбий мухофаза бўлими (комиссариат) биноси)                        |             | XIX—XX века    | Махалля им. А. Темура, улица им. А. Темура № 33       | Архитектурный памятник Государственная собственность           |
| 468             | Храм Святого Николая Чудотворца (Каган) (узб. Черков биноси)                                                             |             | XIX—XX века    | Махалля им. А. Темура, улица Истирохат № 186          | Архитектурный памятник Государственная собственность           |
| 469             | Здание городской стоматологической клиники (узб. Шаҳар Стомотолог клиникаси)                                             |             | XIX—XX века    | Махалля им. А. Темура, улица им. А. Темура № 10       | Архитектурный памятник Государственная собственность           |
| 470—488         | Жилые дома (узб. Ҳовли-жойлар)                                                                                           |             | XIX—XX века    | город Каган                                           | Архитектурный памятник Государственная и частная собственность |

| Номер в перечне | Название                                                                             | Изображение | Периоды      | Адрес и координаты                   | Тип и право на недвижимость                            |
| --------------- | ------------------------------------------------------------------------------------ | ----------- | ------------ | ------------------------------------ | ------------------------------------------------------ |
| 521—549         | Объекты комплекса Бахауддина Накшбанда (узб. Баҳоуддин Нақшбанд мажмуаси объектлари) |             | XIV—XXI века | Махалля Ниёз Ходжи, кишлак Ниёзходжи | Археологический памятник Государственная собственность |
| 550             | Мемориальный комплекс Хаджа Сайид Амир Кулал Бухари (узб. Сайид Мир Кулол қабри)     |             | XVI век      | Махалля Янги Хаёт, кишлак Янги Хаёт  | Достопримечательность Государственная собственность    |
| 551             | Мемориальный комплекс Худжа Кабул Ахбор Вали (узб. Хўжа Каъбул Ахбор Вали қабри)     |             | XVI век      | Махалля Янги Хаёт, кишлак Янги Хаёт  | Достопримечательность Государственная собственность    |

| Номер в перечне | Название                                         | Изображение | Периоды     | Адрес и координаты            | Тип и право на недвижимость                          |
| --------------- | ------------------------------------------------ | ----------- | ----------- | ----------------------------- | ---------------------------------------------------- |
| 552             | Сардоба Караулбазар (узб. Сардобаи Қоровулбозор) |             | XVI век     | Караулбазар, махалля Тинчлик  | Архитектурный памятник Государственная собственность |
| 553             | Сардоба Бузачи (узб. Бўзачи сардобаси)           |             | Не выявлены | Махалля Бузачи, кишлак Бузачи | Архитектурный памятник Государственная собственность |

## Кашкадарьинская область
| Номер в перечне | Название                                                                                  | Изображение    | Периоды      | Адрес и координаты                  | Тип и право на недвижимость                            |
| --------------- | ----------------------------------------------------------------------------------------- | -------------- | ------------ | ----------------------------------- | ------------------------------------------------------ |
| 1               | Niyoz tepa madaniy meros obekti                                                           |                | Ⅶ - ⅫⅠ века  | 74C3+JFJ Khazraty-Bashi, Узбекистан | Археологический памятник Государственная собственность |
| 2               | Xazrati Sulton Said Axmad Bashir ziyoratgohi                                              | ssesalokhiddin | 1368 - 1464  | 74C3+C84 Khazraty-Bashi, Узбекистан | Археологический памятник Государственная собственность |
| 3               | Arslontepa madaniy meros obekti                                                           |                | Ⅺ - Ⅻ века   | 74C2+R78 Khazraty-Bashi, Узбекистан | Археологический памятник Государственная собственность |
| 4               | Pistazor tepa madaniy meros obekti                                                        |                | Ⅶ - ⅫⅠ века  | 62PR+PCV Варганза, Узбекистан       | Археологический памятник Государственная собственность |
| 5               | Kultepa madaniy meros obekti                                                              |                | Ⅶ - Ⅸ века   | 52MQ+6F2 Dungkishlak, Узбекистан    | Археологический памятник Государственная собственность |
| 6               | Kichik tillatepa madaniy meros obekti                                                     |                | Ⅹ - Ⅺ века   | 54RC+88R Dungkishlak, Узбекистан    | Археологический памятник Государственная собственность |
| 7               | Sayiltepa (Qashqadaryo viloyati, Shahrisabz tumani, Oqdaryo) - Vikipediya (wikipedia.org) |                | Ⅺ - Ⅻ века   | 52MJ+F73 Dungkishlak, Узбекистан    | Археологический памятник Государственная собственность |
| 8               | Qoravultepa madaniy meros obekti                                                          |                | Ⅴ-ⅤⅠ, Ⅻ века | 6RR2+C99 Ханака, Узбекистан         | Археологический памятник Государственная собственность |
| 9               | Bo'ritepa madaniy meros obekti                                                            |                | Ⅺ - Ⅻ века   | 54RC+88R Dungkishlak, Узбекистан    | Археологический памятник Государственная собственность |
| 10              | Ko'ktosh tepa madaniy meros obekti                                                        |                | Ⅸ - ⅩⅠ века  | 53M8+JPX Dungkishlak, Узбекистан    | Археологический памятник Государственная собственность |